# Pre-Code Hollywood

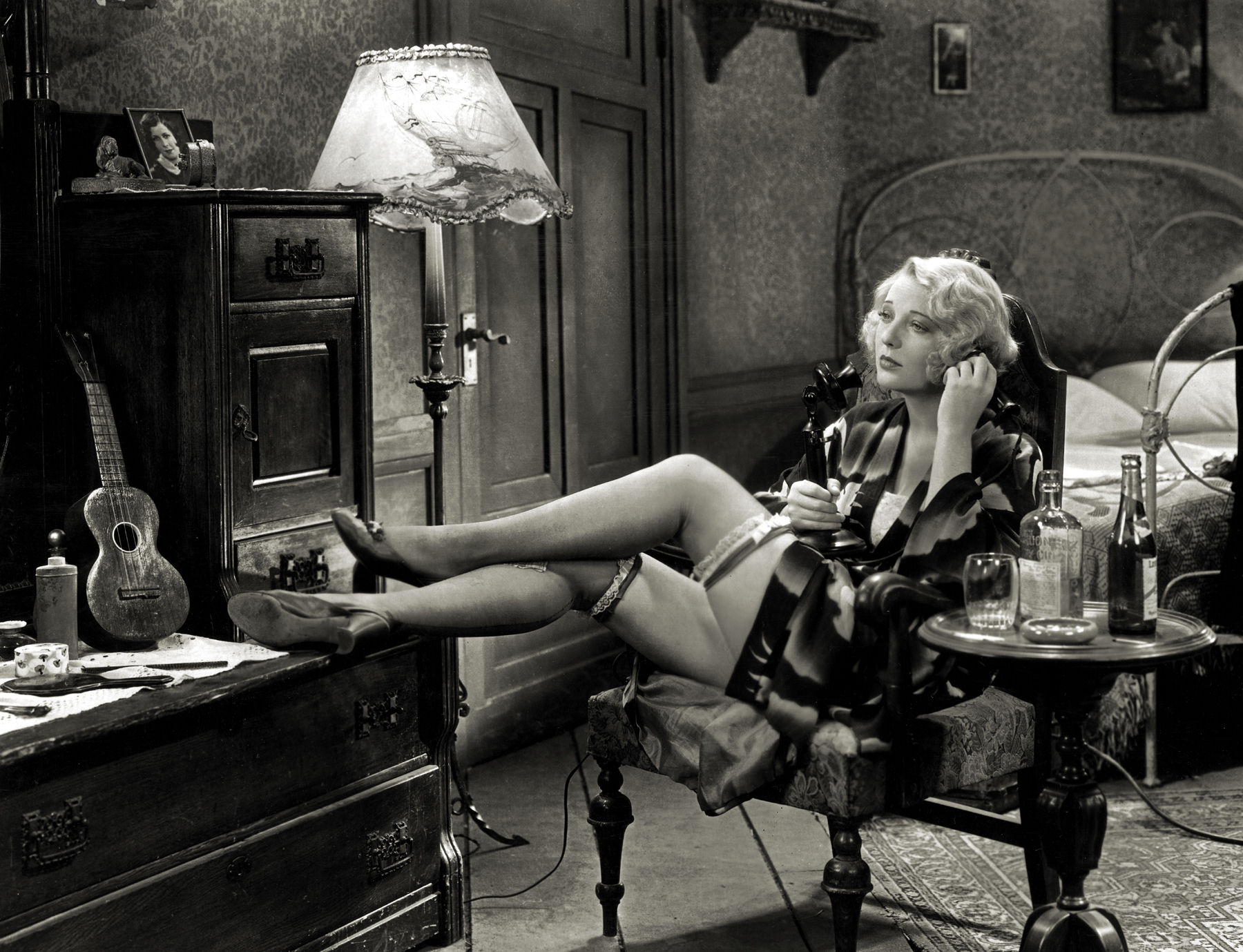
Dorothy Mackaill na fotosie z filmu Safe in Hell (1931), gdzie wcielała się w sekretarkę, która została prostytutką. Film ten powstał w okresie Pre-Code

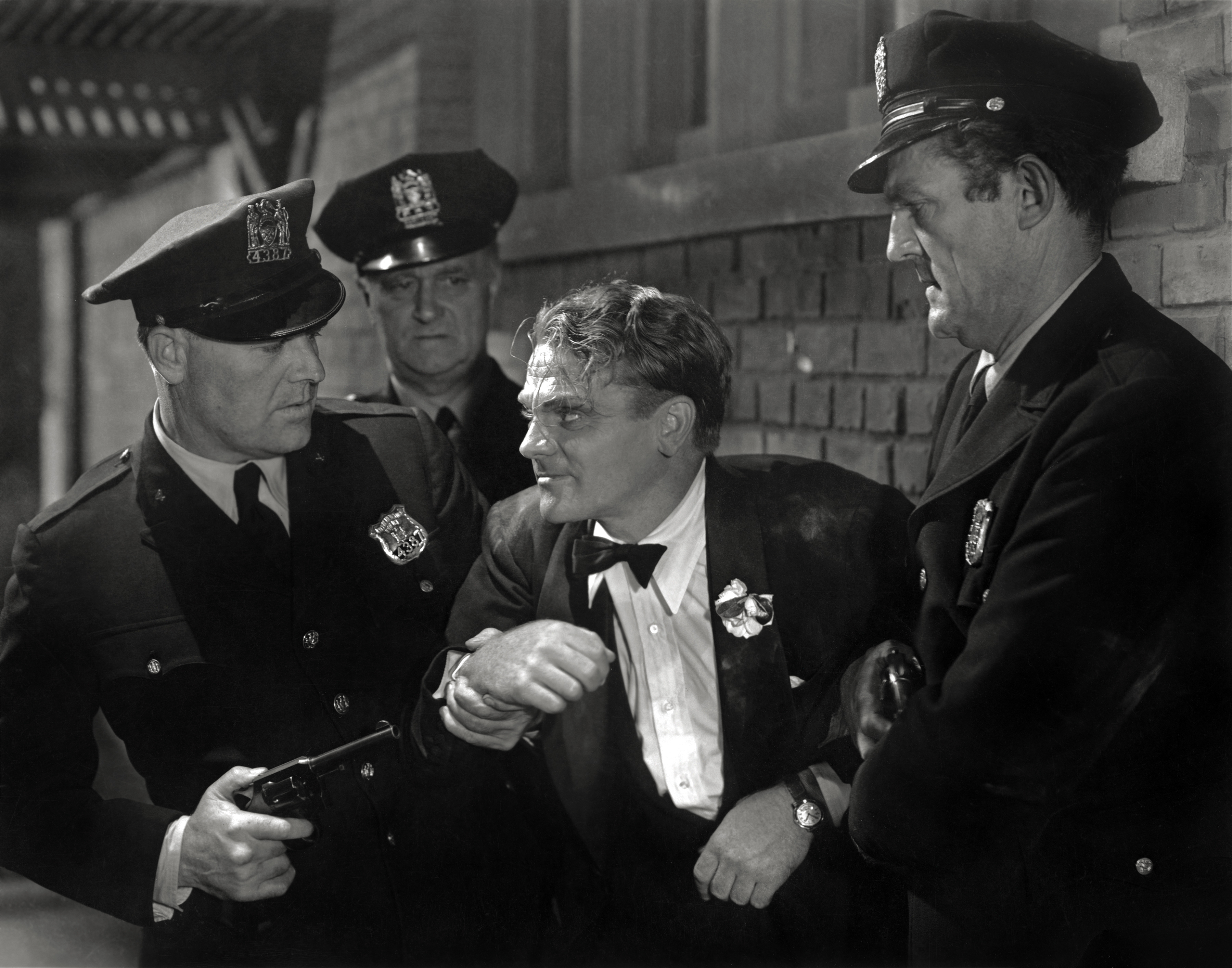
Postaci antybohaterów, jak w filmie Wróg publiczny nr 1 (1931) z udziałem Jamesa Cagneya, mogły łamać reguły społeczeństwa, ale na koniec zawsze płaciły za swoje zbrodnie

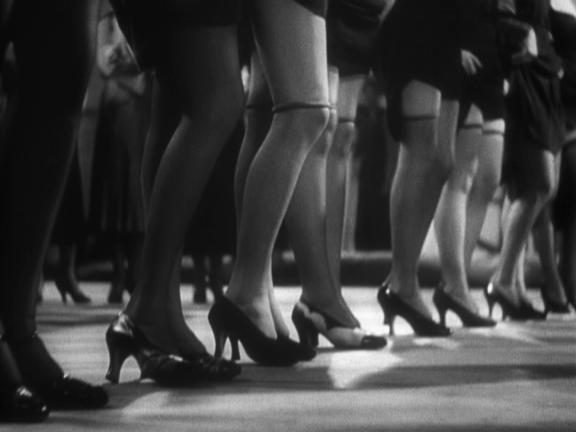
Musicale z okresu Pre-Code często wykorzystywały historie zza kulis, aby pokazać kobiety w strojach, które były nie do przyjęcia w normalnym życiu, tak jak kadr z filmu Ulica szaleństw (1933), ukazujący nogi tancerek

Pre-Code Hollywood (pol. kino przedkodeksowe; 1929–1934) – termin odnoszący się do krótkiego okresu w amerykańskim przemyśle filmowym, pomiędzy powszechnym zastosowaniem dźwięku w produkcjach filmowych w 1929, a egzekwowaniem wytycznych wprowadzonych przez kodeks Haysa w połowie 1934. Mimo że wspomniany kodeks przyjęto w 1930, jego nadzór nie był dostatecznie skuteczny i rygorystycznie przestrzegany aż do 1 lipca 1934, wraz z ustanowieniem Production Code Administration (PCA). Przed 1934 treść filmów była bardziej ograniczana lokalnymi przepisami, negocjacjami między Studio Relations Committee (SRC) a głównymi wytwórniami oraz opinią publiczną, aniżeli ścisłym przestrzeganiem kodeksu Haysa, który z reguły był często ignorowany przez hollywoodzkich twórców.
W rezultacie niektóre filmy z przełomu lat 20. i 30. XX wieku przedstawiały, sugerowały lub zawierały sceny ukazujące m.in. aborcję, aluzje seksualne, homoseksualizm, łagodne wulgaryzmy, nielegalne zażywanie narkotyków, związki uczuciowe i seksualne pomiędzy osobami odmiennych ras, niewierność, promiskuityzm, prostytucję oraz brutalną przemoc. W erze przed wprowadzeniem kodeksu silne postacie kobiece były wszechobecne w produkcjach filmowych, czego przykładem mogą być: Żona z drugiej ręki (1932), Baby Face (1933) i Female (1933). Odtwórcy ról gangsterów w takich filmach, jak Mały Cezar (1931), Wróg publiczny nr 1 (1931) i Człowiek z blizną (1932) byli postrzegani bardziej przez pryzmat heroizmu niż zła. Negatywni bohaterowie czerpali zyski ze swoich nikczemnych czynów (w niektórych przypadkach bez znaczących konsekwencji), a zażywanie narkotyków było tematem dla kilku filmów. Wiele z największych gwiazd Hollywood, takich jak Barbara Stanwyck, Clark Gable, Edward G. Robinson czy Joan Blondell, zaczynało swoje kariery w epoce Pre-Code. Inni znani aktorzy, którzy wyróżniali się w tym okresie – Ruth Chatterton (wyjechała do Anglii) i Warren William (nazywany „królem Pre-Code”, zmarł w 1948), zostali zapomniani przez większą część społeczeństwa w przeciągu jednego pokolenia.
Począwszy od końca 1933, a szczególnie w pierwszej połowie 1934, amerykańscy katolicy rozpoczęli kampanię przeciwko niemoralności obecnej w amerykańskim kinie. Ta kampania, a także wizja potencjalnego przejęcia przez rząd nadzoru nad cenzurą filmową i badania społeczne (które wykazywały, że filmy przedstawiające niemoralne postawy mogły przyczyniać się do negatywnych zachowań) zmusiły studia do zwiększenia nadzoru nad swoimi produkcjami.

## Geneza kodeksu (1915–1930)

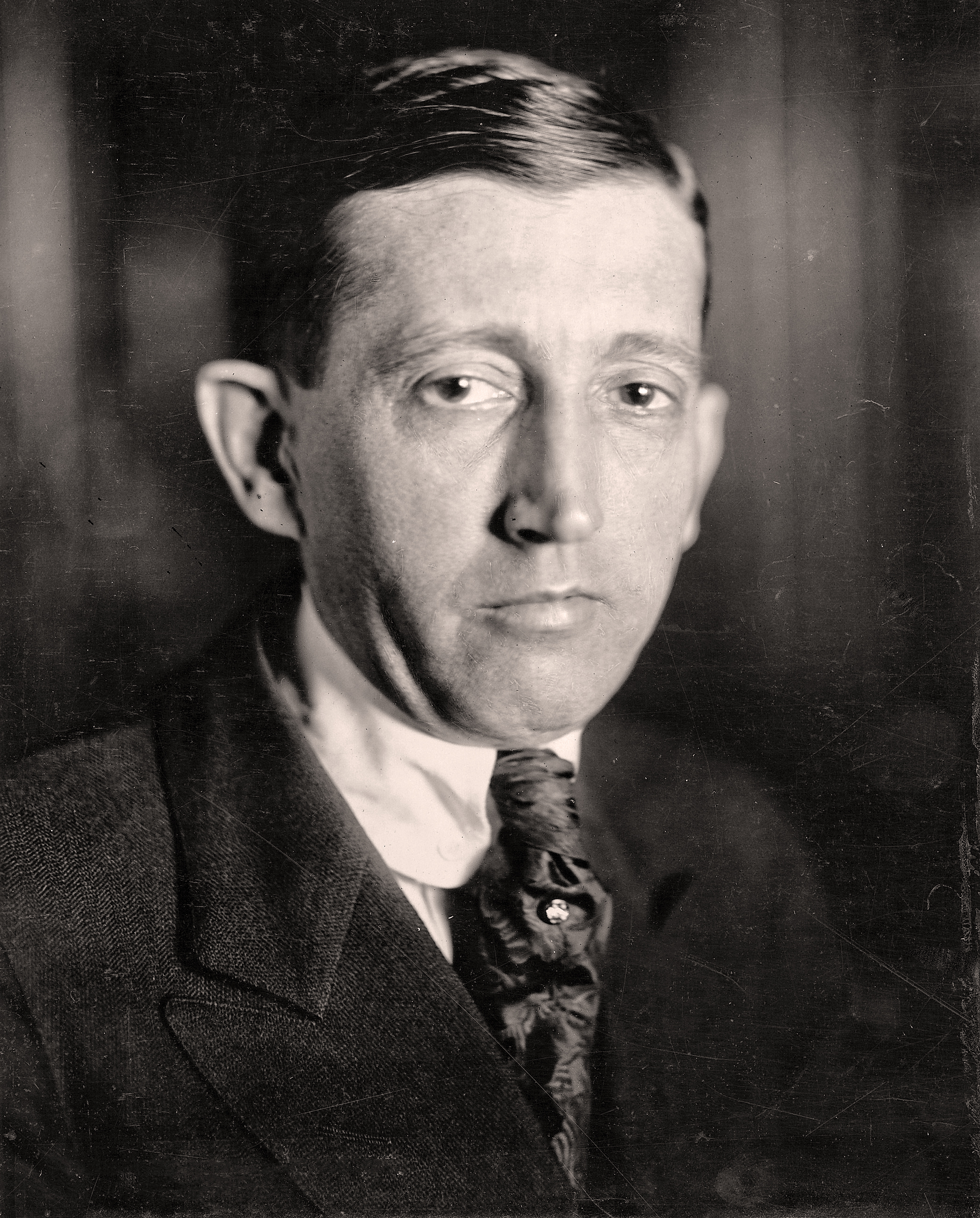
Will H. Hays (na zdj. ok. 1921) został zatrudniony przez studia w 1922, aby pomóc w oczyszczeniu wizerunku „miasta grzechu” po serii skandali, szczególnie po procesie oskarżonego o zabójstwo Roscoe’a Arbuckle’a

### Wczesne próby wprowadzenia kodeksu
W 1922, po kilku kontrowersyjnych filmach oraz serii pozaekranowych skandali z udziałem hollywoodzkich gwiazd, studia zatrudniły Willa H. Haysa, by ten pomógł naprawić wizerunek Hollywood. Hays, w późniejszych latach nazywany filmowym „carem”, otrzymywał roczne wynagrodzenie w wysokości 100 tys. dolarów – równowartość ponad 1,4 miliona dolarów w 2015. Pełnił funkcję poczmistrza generalnego Stanów Zjednoczonych (PMG) pod wodzą Warrena Hardinga, był też byłym przewodniczącym Komitetu Narodowego Republikanów (RNC) oraz przez 25 lat sprawował funkcję przewodniczącego stowarzyszenia Motion Picture Association of America (MPAA), gdzie, jak pisał historyk kultury na Uniwersytecie Brandeisa i autor opublikowanej w 1999 książki Pre-Code Hollywood: Sex, Immorality, and Insurrection in American Cinema 1930–1934 Thomas Patrick Doherty, „bronił przemysłu przed atakami, recytował kojące panaceum oraz wynegocjował traktaty zaprzestające wrogości”. Środowisko Hollywood podjęło decyzję o zatrudnieniu Haysa, wzorując się na władzach Major League Baseball (MLB), które po skandalu korupcyjnym z 1919 zdecydowały się na utworzenie stanowiska komisarza ligi, powołując na nie Kenesawa Mountaina Landisa. „The New York Times” określał Haysa mianem „ekranowego Landisa”.
W 1924 Hays wprowadził zbiór zaleceń nazywanych „formułą”, które studia filmowe miały przestrzegać, oraz zwrócił się z prośbą do twórców, aby ci przedstawili w jego biurze fabuły planowanych produkcji. Dziewięć lat wcześniej, w 1915 Sąd Najwyższy Stanów Zjednoczonych (SCOTUS), w głośnej sprawie Mutual Film przeciwko Industrial Commission of Ohio, jednogłośnie orzekł, że wolność słowa nie obejmuje filmów. Podejmowano także symboliczne próby „oczyszczenia” filmów, m.in. poprzez utworzenie w 1916 z inicjatywy studiów National Association of the Motion Picture Industry (NAMPI), lecz bez większego efektu.

#### Tworzenie kodeksu i jego zawartości

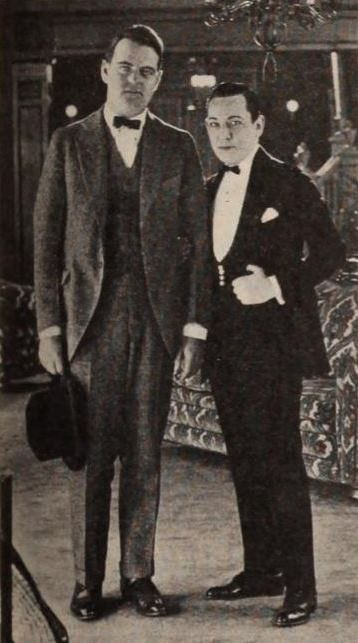
Martin Quigley (na zdj. w 1920 po lewej) był współautorem tzw. kodeksu standardów, który zatwierdził Hays

W 1929 Martin Quigley, redaktor znanego magazynu branżowego „Motion Picture Herald”, oraz jezuita Daniel A. Lord stworzyli tzw. kodeks standardów (który Hays zatwierdził), a następnie przesłali go studiom. Obawy Lorda koncentrowały się na efektach, jakie film dźwiękowy wywierał na dzieci, które jezuita uważał szczególnie podatne na działanie nowego medium. Kilku szefów wytwórni, w tym Irving Thalberg z Metro-Goldwyn-Mayer (MGM), spotkało się z Lordem i Quigleyem w lutym 1930. Po wprowadzeniu kilku korekt, zgodzili się na postanowienia zawarte w kodeksie. Jednym z głównych czynników motywujących przyjęcie kodeksu było uniknięcie bezpośredniej interwencji rządu. Do obowiązków Studio Relations Committee (SRC; pol. Komitet ds. Relacji ze Studiami), na czele którego stał pułkownik Jason S. Joy, należało sprawowanie nadzoru nad produkcją filmową oraz doradzanie studiom, w jakich sytuacjach wymagane są cięcia lub zmiany.
Kodeks podzielono na dwie części. Pierwsza z nich była zbiorem „ogólnych zasad”, które dotyczyły głównie moralności. Druga to zestaw „określonych zastosowań”, czyli dokładna lista elementów, których nie można było przedstawić. Niektórych z nałożonych ograniczeń – jak zakaz ukazywania homoseksualizmu czy używania wulgaryzmów, nie wymieniono bezpośrednio w kodeksie, lecz przyjęto, że należy je rozumieć bez wyraźnego rozgraniczenia. Niedozwolone było mieszanie się ras. Kodeks stwierdzał, że pojęcie „polityka tylko dla dorosłych” byłoby wątpliwą i nieskuteczną strategią, trudną do egzekwowania. W ocenie Doherty’ego doprowadziło to do tego, że „dojrzalsze umysły mogą z łatwością zrozumieć i zaakceptować bez szkody przedmiot wątku, który wyrządza młodym ludziom pozytywną krzywdę”. Jeśli dzieci były kontrolowane, a wydarzenia sugerowane w sposób eliptyczny, kodeks dopuszczał to, co Doherty określał „możliwością przestępstwa myślowego inspirowanego kinematografią”.

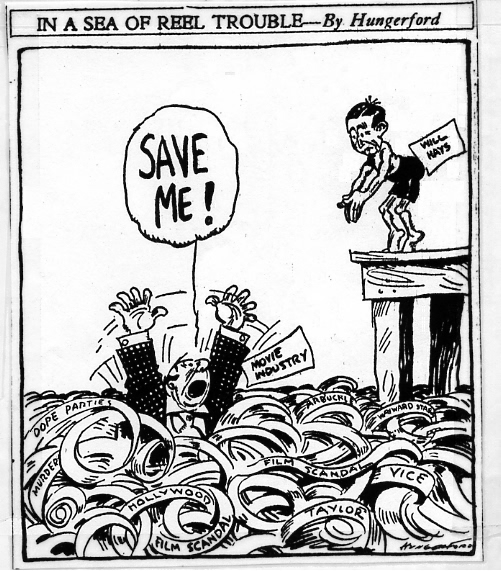
Rysunek autorstwa Cy Hungerforda z 1922, ilustrujący wyobrażenie autora na temat tego, jak Hays przybywa z ratunkiem pogrążonemu w skandalach przemysłowi filmowemu w Stanach Zjednoczonych

Założenia zawarte w kodeksie dążyły nie tylko do ustalenia, co można było przedstawić na ekranie, ale promowały również tradycyjne wartości. Pozamałżeńskie relacje seksualne nie mogły sprawiać wrażenia słusznych ani też dopuszczalnych. Wszelkie działania o podłożu kryminalnym musiały zostać ukarane, żadna zbrodnia ani przestępca nie mogli wzbudzać sympatii wśród publiczności, władze należało traktować z szacunkiem, a duchownych nie można było przedstawiać w postaci komicznej lub jako złoczyńcy. W niektórych okolicznościach politycy, policjanci i sędziowie mogli być negatywnymi postaciami, o ile zasugerowano, że stanowili wyjątek od reguły.
Cały dokument zawierał podteksty katolickie i stwierdzał, że ze sztuką należy obchodzić się ostrożnie, ponieważ może być „moralnie zła w skutkach”, a jej „głębokie znaczenie moralne” było bezsprzeczne. Wpływ katolicki na kodeks był początkowo utrzymywany w tajemnicy, ze względu na ówczesne uprzedzenia antykatolickie w Stanach Zjednoczonych. Powtarzającym się tematem było: „Publiczność jest przekonana, że zło jest złem, a dobro jest dobre”. Dokument zawierał także dodatek, zwany powszechnie kodeksem reklamowym (ang. Advertising Code), regulującym kwestie kopii reklamowych i wizerunku.

### Egzekwowanie
19 lutego 1930 tygodnik „Variety” opublikował całą treść kodeksu i przewidywał, że państwowe rady cenzury filmowej wkrótce staną się zbyteczne. Zobowiązani do egzekwowania kodeksu Jason S. Joy, pełniący funkcję szefa SRC do 1932, i jego następca, doktor James Wingate, byli uważani za nieskutecznych. Pierwszym filmem recenzowanym przez SRC była niemiecka tragikomedia Błękitny anioł (1930, reż. Josef von Sternberg). Joy skierował film do ogólnokrajowej dystrybucji bez wprowadzenia jakiejkolwiek korekty, lecz jeden z kalifornijskich cenzorów uznał go za nieprzyzwoity. Mimo że w kilku przypadkach Joy negocjował cięcia filmów i nakładał na nie wyraźne, choć luźne ograniczenia, to znaczna ilość kontrowersyjnego materiału trafiła na srebrny ekran.
Joy przeglądał rocznie do 500 filmów, przy zaangażowaniu niewielkiej liczby personelu i bez dużej mocy prawnej. W 1930 biuro Haysa nie dysponowało odpowiednimi narzędziami prawnymi, mogącymi skutecznie nakazywać studiom usunięcie kontrowersyjnego materiału z filmu, jednak zamiast tego niejednokrotnie działało na zasadzie porozumienia bądź też próśb. Dodatkowo sprawy komplikował proces odwoławczy, który całą odpowiedzialność za ostateczną decyzję pozostawiał w rękach przedstawicieli studiów.
Jednym z czynników wpływających na ignorowanie kodeksu był fakt, że niektórzy uważali taką formę cenzury za pruderyjną. Był to okres, w którym epokę wiktoriańską często wyśmiewano i uważano za naiwną oraz zacofaną. Gdy zapowiedziano wprowadzenie kodeksu, liberalny magazyn „The Nation” skrytykował ten fakt. W publikacji argumentowano, że gdyby przestępstwa nigdy nie były przedstawiane w życzliwym świetle, to wówczas dosłownie „prawo” i „sprawiedliwość” stałyby się takie same, a wydarzenia typu herbatka bostońska (1773) nie mogłyby zostać przedstawione. Zaznaczano też, że jeśli duchowieństwo miałoby być zawsze przedstawiane w pozytywnym świetle, hipokryzja również nie mogłaby być zweryfikowana. Nowojorski „The Outlook” zgadzał się z argumentacją „The Nation” i w przeciwieństwie do „Variety” uważał, że egzekwowanie kodeksu będzie trudne.
Na początku lat 30. XX wieku wielki kryzys dodatkowo zmotywował studia do produkcji filmów o drastycznych oraz rasistowskich treściach, co z kolei zwiększało sprzedaż biletów. Wkrótce lekceważenie kodeksu stało się tajemnicą poliszynela. W 1931 „The Hollywood Reporter” wyśmiewał kodeks, podobnie uczynił „Variety” dwa lata później. Jeden ze scenarzystów uważał, że „moralny kodeks Haysa nie jest już nawet żartem, to tylko wspomnienie”.

## Era wczesnego filmu dźwiękowego

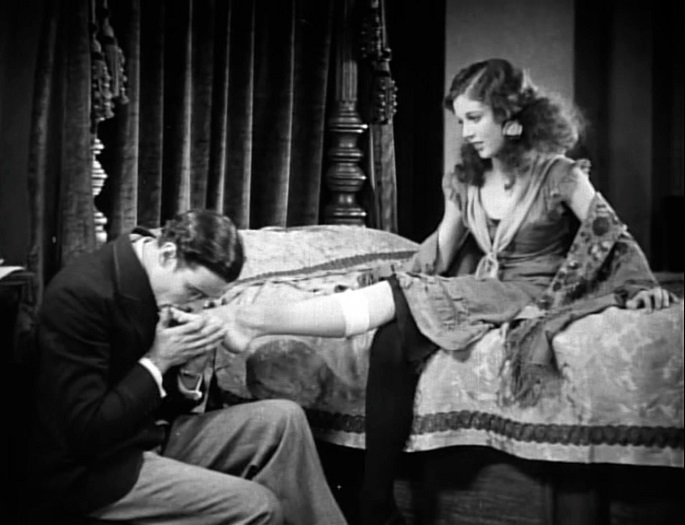
Nils Asther całujący stopę 15-letniej Loretty Young w niemym filmie Laugh, Clown, Laugh (1928). Nagrano go w okresie poprzedzającym wprowadzenie i obowiązywanie kodeksu Haysa

Chociaż liberalizacja seksualności w amerykańskim filmie zwiększyła się w latach 20. XX wieku, erę Pre-Code datuje się na początek ery filmu dźwiękowego, lub dokładniej na marzec 1930, gdy po raz pierwszy napisano kodeks Haysa. Mimo protestów ze strony NAMPI, Nowy Jork stał się pierwszym stanem, który skorzystał z decyzji Sądu Najwyższego w sprawie Mutual Film przeciwko Industrial Commission of Ohio z 1915, ustanawiając komisję cenzury w 1921. Stan Wirginia ustanowił tę samą komisję w następnym roku, a osiem innych stanów posiadało wspomnianą komisję jeszcze przed wprowadzeniem filmu dźwiękowego. Część z tych organów było nieskutecznych; w latach 20. nowojorska scena była aktywnie wykorzystywanym źródłem adaptacji filmowych. Posiadała ona m.in. pokazy topless, a przedstawienia były pełne przekleństw, tematów dla dorosłych oraz nasyconego seksem dialogu. We wczesnych latach procesu konwersji systemu dźwiękowego było jasne, że to co może zostać zaakceptowane w Nowym Jorku, nie będzie miało zgody w stanie Kansas.
W 1927 Hays zasugerował, by kierownictwo studia utworzyło komitet w celu omówienia cenzury filmowej. Irving Thalberg z MGM, Sol M. Wurtzel z Fox Film oraz E.H. Allen z Paramount Pictures odpowiedzieli, współpracując razem nad listą – nazwaną Don’ts and Be Carefuls – opartą na przedmiotach, zakwestionowanych przez lokalne komisje cenzuralne. Składała się ona z jedenastu tematów, których najlepiej unikać i dwudziestu sześciu, które należało traktować bardzo ostrożnie. Federalna Komisja Handlu (FTC) zatwierdziła listę, a Hays utworzył SRC, aby pełnić nadzór nad jej wdrożeniem. Nadal jednak nie było możliwości egzekwowania tych zasad. Kontrowersje dotyczące standardów filmowych rozwinęły się w 1929.
Cecil B. DeMille był odpowiedzialny za wzmożoną dyskusję na temat obecności seksu w kinie w latach 20. Począwszy od niemego dramatu przygodowego Kobieta i mężczyzna (1919), wyreżyserował on serię filmów, w których seks w różny sposób był obecny i które odniosły znaczący sukces. Produkcje z oryginalną hollywoodzką It girl Clarą Bow, jak na przykład Szalone serca (1929, reż. A. Edward Sutherland; wydany 25 października, cztery dni przed wielkim kryzysem), podkreślały jej atrakcyjność seksualną. Gwiazdy filmowe, wśród nich wspomniana Bow, a także Gloria Swanson i Norma Talmadge, swobodnie i bezpośrednio prezentowały swoją seksualność.

## Hollywood w czasach wielkiego kryzysu

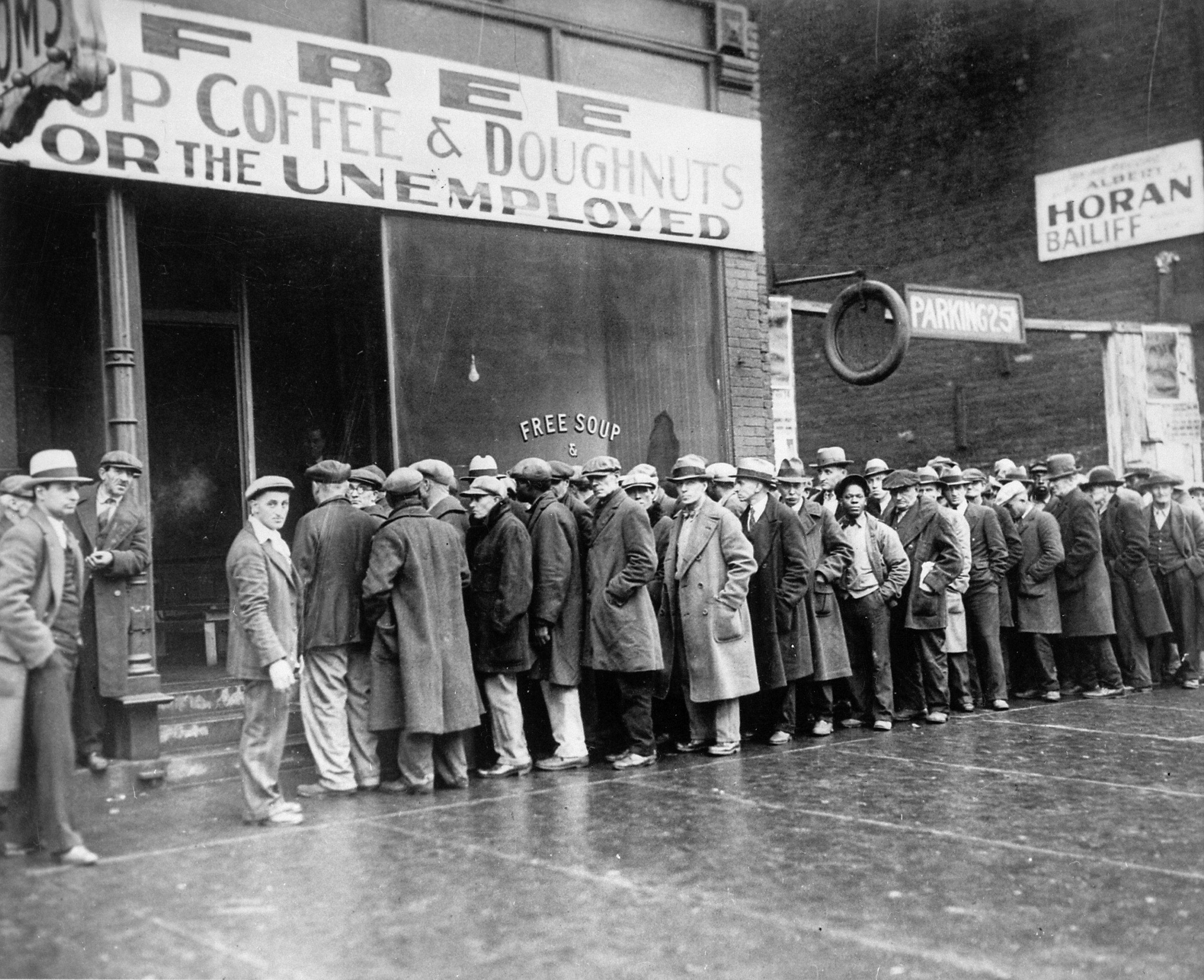
Bezrobotni mężczyźni w 1931. Wielki kryzys miał wpływ na erę Pre-Code w Hollywood zarówno pod względem finansowym, jak i artystycznym

Wielki kryzys zapowiadał istotne zmiany w realizacji filmów w Stanach Zjednoczonych. Katastrofa gospodarcza, spowodowana krachem giełdowym w 1929, na różne sposoby zmieniła amerykańskie wartości i przekonania. Tamtejszy indywidualizm i tradycyjne koncepcje osobistych osiągnięć, samodzielności oraz pokonywania nierówności, mocno straciły ze względu na osłabienie waluty. W pierwszych latach wielkiego kryzysu strategia uspokajania ze strony polityków doprowadziła do tego, że amerykańska opinia publiczna była coraz bardziej zmęczona.
Cynizm, kwestionowanie tradycyjnych przekonań i kontrowersje polityczne przedstawiane w hollywoodzkich filmach w owym czasie stanowiły odzwierciedlenie postawy tamtejszej klasy politycznej. Zrezygnowano też z beztroskiego i pełnego przygód stylu życia z lat 20. „Po dwóch latach epoka jazzu wydaje się być tak odległa jak dni przed wojną” – komentował Francis Scott Fitzgerald w 1931. Według Doherty’ego w odczuciu Fitzgeralda zrozumienie klimatu moralnego z początku lat 30. XX wieku było skomplikowane. Mimo że filmy miały niespotykaną do tej pory swobodę twórczą i odważyły się przedstawiać rzeczy, które przez kilka następnych dziesięcioleci będą zakazane, wiele osób w Stanach Zjednoczonych postrzegało krach na giełdzie jako produkt ekscesów z poprzedniej dekady. Patrząc wstecz na lata 20., wydarzenia były coraz częściej widziane jako preludium do wspomnianego krachu. W dramacie kryminalnym Dance, Fools, Dance (1931, reż. Harry Beaumont) sceny imprezowe z udziałem chłopczyc z lat 20. są odtwarzane w nadmiarze. Bonnie Jordan, bohaterka kreowana przez Joan Crawford, zmienia swój kodeks moralny i zostaje ocalona, w przeciwieństwie do postaci odgrywanej przez Williama Bakewella, który kontynuuje ścieżkę przestępczą prowadzącą ostatecznie do samowyniszczenia.
Na potrzeby komediodramatu muzycznego Rain or Shine (1930, reż. Frank Capra), Jack Yellen i Milton Ager skomponowali piosenkę „Happy Days Are Here Again”. Powtórzono ją w sarkastycznym tonie w kilku produkcjach, m.in. w Under Eighteen (1931, reż. Archie Mayo) oraz Sing Sing (1932, reż. Michael Curtiz). Mniej komiczny obraz przyszłości Stanów Zjednoczonych zaprezentowano w dramacie wojennym Heroes for Sale (1933, reż. William A. Wellman), w którym hobo spogląda w przygnębiającą noc i mówi: „To koniec Ameryki”.

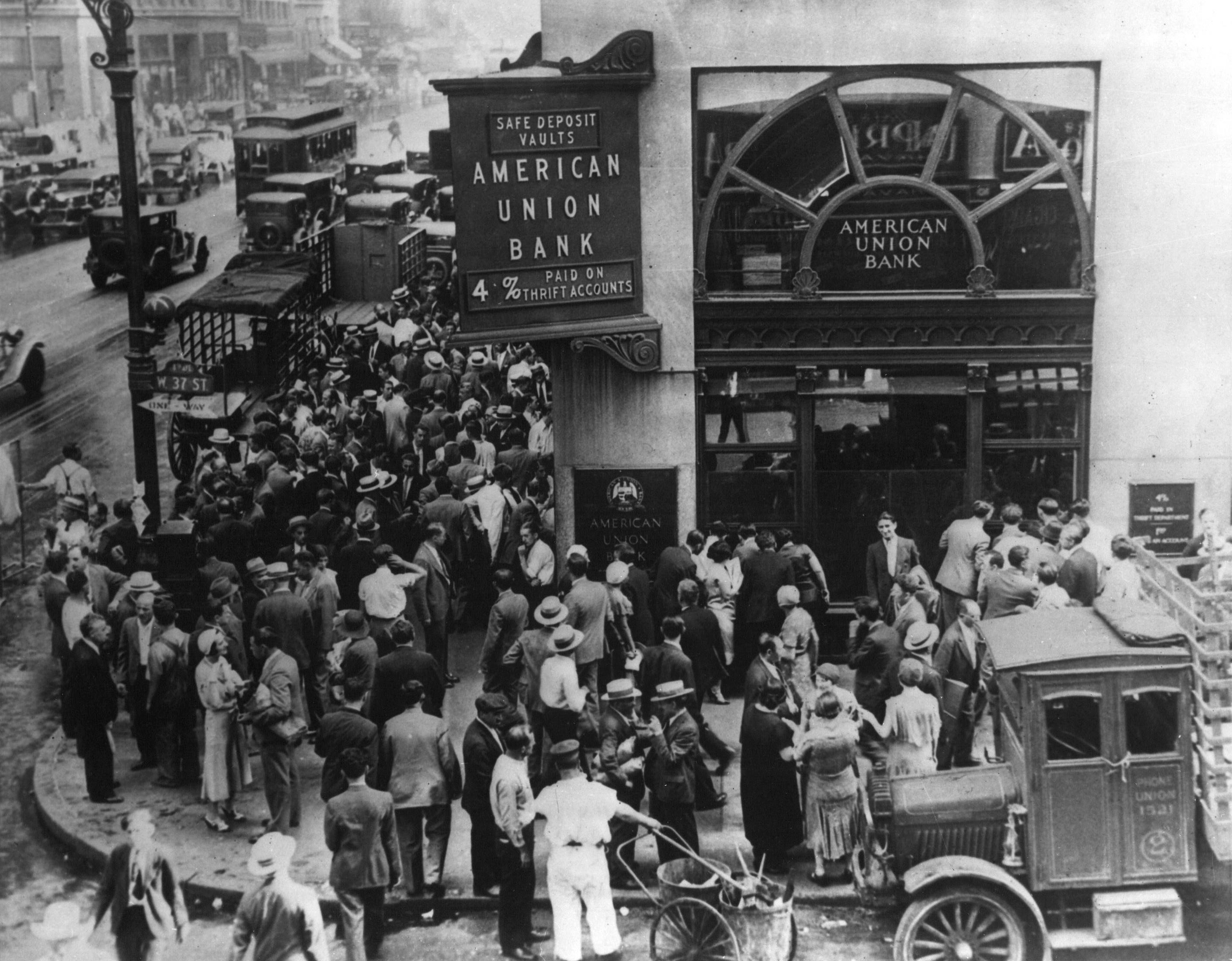
Tłum ludzi przed American Union Bank podczas tzw. paniki bankowej w pierwszych latach wielkiego kryzysu. Mentalność ludzi została ukazana w filmie Szaleństwo amerykańskie (1932), gdzie Capra przedstawił „cienką granicę między zaufaniem inwestorów a paniką w Ameryce Hoovera”

Heroes for Sale wyreżyserował płodny twórca ery Pre-Code William A. Wellman, a wystąpiła w nim gwiazda epoki kina niemego Richard Barthelmess jako wyrzucony ze szpitala i uzależniony od morfiny weteran I wojny światowej. W dramacie przygodowym Wild Boys of the Road (1933, reż. William A. Wellman) młody mężczyzna, portretowany przez Frankiego Darro, przewodzi grupie nieletnich, bezdomnych włóczęgów, którzy częstokrotnie wdają się w starcia z policją. Tego rodzaju młodzieżowe gangi były powszechnym zjawiskiem na początku lat 30.; około 250 tys. młodych ludzi podróżowało po kraju w poszukiwaniu lepszych warunków ekonomicznych do życia.
Wprowadzenie technologii dźwiękowej do filmów w 1927 wymagało dużych nakładów finansowych na kabiny rejestrujące, kamery, sceny dźwiękowe i systemy nagłaśniające, potrzebne do zamontowania w kinach, nie wspominając o komplikacjach artystycznych związanych z produkcją, wywołanych przez nowe medium. Studia filmowe znajdowały się w trudnej sytuacji finansowej jeszcze przed krachem na giełdzie w 1929, ponieważ proces konwersji dźwięku oraz niektóre ryzykowne zakupy sieci kin doprowadziły ich fundusze do punktu krytycznego. Te okoliczności gospodarcze spowodowały utratę blisko połowy cotygodniowej liczby widzów na seansach i zamknięcia prawie jednej trzeciej kin w całym kraju podczas pierwszych lat wielkiego kryzysu. Mimo tego cotygodniowo 60 milionów Amerykanów chodziło do kina.
Oprócz ekonomicznych aspektów dotyczących konwersji dźwięku, były także względy artystyczne. Wczesne filmy dźwiękowe często uważano za zbyt „gadatliwe”. Krytyczną opinię wyrażał współzałożyciel Universal Pictures, Carl Laemmle, a Ernst Lubitsch zastanawiał się do czego potrzeba kamery, skoro aktorzy całą akcję będą opowiadać na ekranie. Pod powierzchnią amerykańskiego życia w czasach wielkiego kryzysu skrywał się strach przed gniewem tłumu; histerię oraz panikę przedstawiono w takich filmach, jak Szaleństwo amerykańskie (1932, reż. Frank Capra), Gabriel Over the White House (1933, reż. Gregory La Cava) i Major piekła (1933, reż. Archie Mayo). Skupiska wzburzonych mężczyzn, licznie biorących udział w ulicznych protestach, stały się powszechnym widokiem w dobie wielkiego kryzysu. Z tego względu w filmach często stosowano ujęcia przedstawiające rozgniewany tłum, maszerujący w jedności. Protesty weteranów I wojny światowej w Waszyngtonie – wobec których, na polecenie sprawującego urząd prezydenta Herberta Hoovera stosowano brutalne represje – pobudziły wiele hollywoodzkich przedstawień. I chociaż kwestiom społecznym poświęcano dużo uwagi w erze Pre-Code, Hollywood przeważnie ignorowało wielki kryzys, ponieważ wiele filmów starało się łagodzić niepokój społeczny, a nie go podżegać.
Hays tłumaczył w 1932:

Funkcją filmów jest ROZRYWKA… Musimy to zawsze mieć przed sobą i stale zdawać sobie sprawę z tego, że okazywanie przez nas troski o wartości społeczne prowadzi nas do sfery propagandy… amerykański film… nie ma większego obowiązku obywatelskiego niż uczciwa prezentacja czystej rozrywki i utrzymuje, że dostarczając skuteczną rozrywkę, wolną od propagandy, służymy wysokiemu i samowystarczalnemu celowi.

## Filmy o problemach społecznych

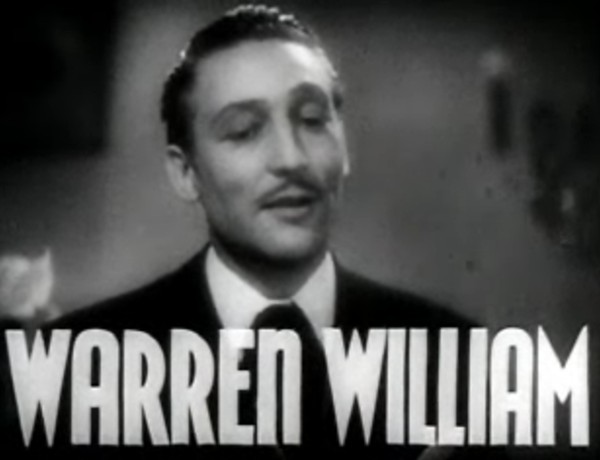
Warren William (na zdj. z 1933), który został opisany przez Micka LaSalle jako „jedna z osobliwych uciech epoki Pre-Code”, grywał przemysłowych złoczyńców oraz inne postacie o złej reputacji

Według Doherty’ego Hays i inni, w tym m.in. Samuel Goldwyn, uważali, że film jest formą eskapizmu, mającego łagodzić obyczaje amerykańskich kinomanów. Goldwyn był autorem powiedzenia: „Jeśli chcesz wysłać wiadomość, zadzwoń do Western Union w erze Pre-Code”. Członkowie Motion Picture Producers and Distributors of America (MPPDA) zajmowali przeciwne stanowisko, gdy zapytano ich o tzw. filmy „z przesłaniem” przed Kongresem w 1932, twierdząc, że pragnienie realizmu ze strony publiczności doprowadziło do przedstawiania w filmach pewnych przykrych problemów społecznych, prawnych i politycznych.
Długość filmów w erze Pre-Code była zwykle stosunkowo krótka, ale ten czas trwania wielokrotnie wymagał ograniczonego materiału oraz nie miał znaczącego wpływu na jakość danego filmu informacyjnego. Dramat Employees’ Entrance (1933, reż. Roy Del Ruth) otrzymał od krytyka Jonathana Rosenbauma po wielu dekadach następującą recenzję: „Jako atak na bezwzględny kapitalizm, [film ten] idzie dalej niż ostatnie nowsze produkcje typu Wall Street [1987], i niesamowite jest to, jak wiele fabuły i wdzięcznego charakteru uzyskuje się w 75 minut”. We wspomnianym filmie, w głównej roli wystąpiła gwiazda ery Pre-Code, Warren William (określany mianem „króla Pre-Code”), który wcielił się w wyjątkowo bezdusznego kierownika domu towarowego, zwalniającego po wielu latach pracy dwóch pracowników, z czego jeden popełnia samobójstwo. Grozi także bohaterce odgrywanej przez Lorettę Young (aby zachować pracę, kobieta udaje samotną) zwolnieniem, jeżeli ta się z nim nie prześpi. Gdy dowiaduje się, że jest mężatką, usiłuje zniszczyć jej małżeństwo. Role bezwzględnego i chciwego biznesmena aktor stworzył wcześniej w filmach The Match King (1932, reż. Howard Bretherton, William Keighley) i Skyscraper Souls (1932, reż. Edgar Selwyn).

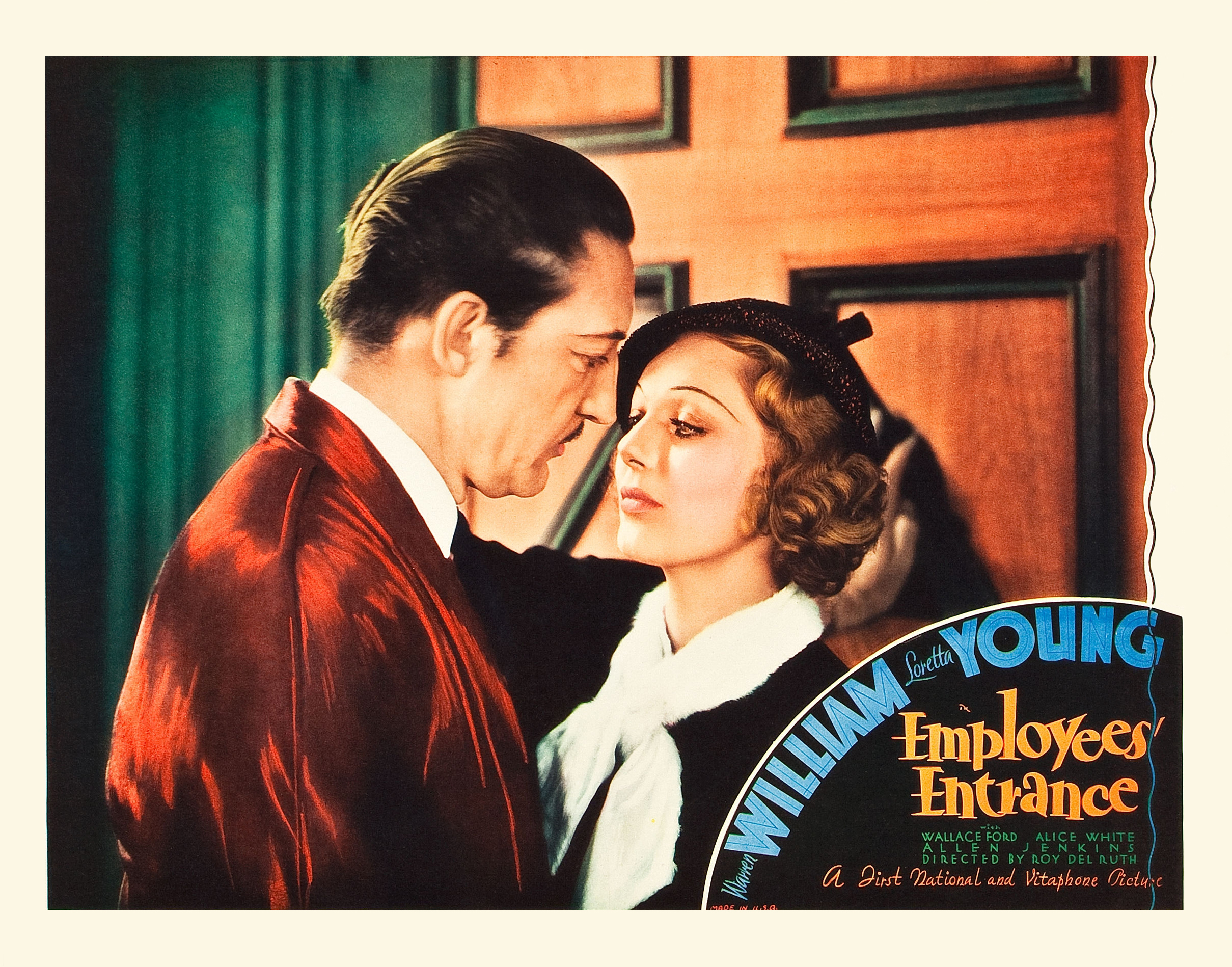
Film Employees’ Entrance (1933) prezentował bezwzględną postawę kierownika domu towarowego (Warren William; na zdj. razem z Lorettą Young)

Filmy przedstawiające stanowisko społeczne zwykle określano mianem „propagandowych” lub tzw. preachment yarns. W przeciwieństwie do republikańskiej postawy Goldwyna i MGM w sprawie filmów o tematyce społecznej, Jack L. Warner, współtwórca i prezes Warner Bros., wytwórni będącej najwybitniejszym przedstawicielem produkcji o wspomnianej tematyce, wolał nazywać je „historiami amerykanizmu”. Doherty uważał, że dwa powtarzające się elementy oznaczały tzw. preachment yarns. „Pierwszy to usprawiedliwiająca przedmowa, drugi to preludium z epoki jazzu”. Przedmowa była łagodniejszą wersją zrzeczenia się odpowiedzialności, mającą na celu uspokojenie każdego widza, niezgadzającego się z przesłaniem filmu. „Jazzowe preludium” wykorzystywano niemal wyłącznie by piętnować szaleństwa lat 20.

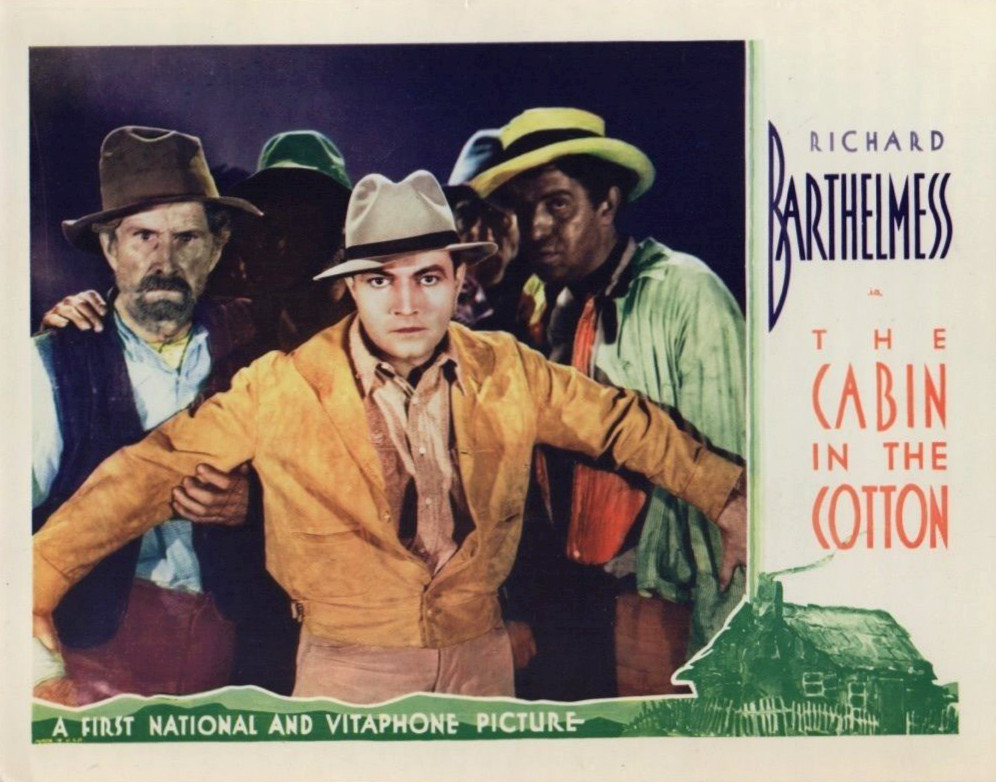
Film Domek na plantacji bawełny (1932) przedstawiał wyzysk zbieraczy bawełny. Plantatorzy przyznali się do winy i ostatecznie zgodzili się na sprawiedliwy podział kapitału

Dramat Domek na plantacji bawełny (1932, reż. Michael Curtiz) to film informacyjny dystrybuowany przez Warner Bros. o złu kapitalizmu. Akcja rozgrywa się w bliżej nieokreślonym stanie na południu, gdzie ubodzy pracownicy są wykorzystywani przez pozbawionych skrupułów właścicieli ziemskich, którzy naliczają im wygórowane stopy procentowe i wysokie ceny. Mimo że film jest antykapitalistyczny, jego przedmowa twierdzi inaczej:

Obecnie w wielu częściach Południa istnieje niekończący się spór między bogatymi właścicielami gruntów, znanymi jako plantatorzy, a biednymi zbieraczami bawełny. Plantatorzy dostarczają dzierżawcom podstawowe środki do (codziennego) życia; w zamian, dzierżawcy pracują na roli rok po roku. Można by napisać sto tomów na temat praw i krzywd obu stron, ale nie jest to celem producentów filmu Domek na plantacji bawełny. Zajmujemy się tylko próbą zobrazowania tych warunków.

Innym ważnym tematem poruszanym w filmach społecznych była nieufność Amerykanów do prawników. Motyw ten prezentowano w takich produkcjach, jak: State’s Attorney (1932, reż. George Archainbaud), The Mouthpiece (1932, reż. Elliott Nugent, James Flood) i Lawyer Man (1932, reż. William Dieterle). W filmie Paid (1930, reż. Sam Wood) – w wyniku błędu systemu prawnego – niewinna kobieta Mary Turner (grana przez Joan Crawford) zostaje osadzona w więzieniu. Temat hipokryzji religijnej był głównym motywem filmu Cudotwórczyni (1931, reż. Frank Capra) z Barbarą Stanwyck. Aktorka zagrała również w dreszczowcu kryminalnym Nocna pielęgniarka (1931, reż. William A. Wellman), gdzie wcieliła się w marzącą o byciu pielęgniarką Lorę Hart, która niekonwencjonalnymi środkami ratuje dwójkę dzieci alkoholiczki.
Wiele filmów z okresu ery Pre-Code dotyczyło też ekonomicznej rzeczywistości kraju, w tym zdobywania żywności. W melodramacie Blond Venus (1932, reż. Josef von Sternberg) Helen Faraday (Marlene Dietrich), by móc nakarmić swoje dziecko, ucieka się do prostytucji. Postać Claudette Colbert w screwball comedy Ich noce (1934, reż. Frank Capra) rzuca o podłogę tacą z jedzeniem, a później zmaga się z problemami finansowymi i głodem.

### Filmy polityczne

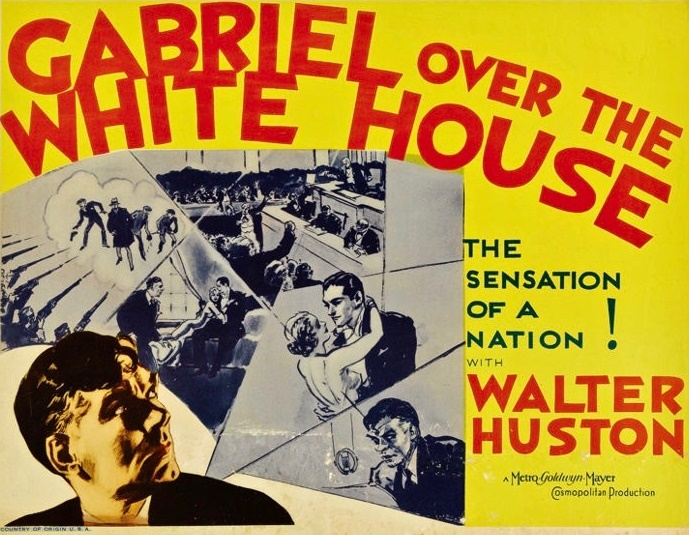
W filmie Gabriel Over the White House (1933) prezydent Stanów Zjednoczonych zostaje życzliwym dyktatorem, wydobywającym kraj z głębokiego kryzysu

W czasach ery Pre-Code, biorąc pod uwagę warunki społeczne, filmy o tematyce społeczno-politycznej w głównej mierze wyśmiewały polityków oraz przedstawiały ich jako ludzi niekompetentnych, kłamców i łajdaków. W komedii politycznej Czarny rumak (1932, reż. Alfred E. Green) Warren William wcielił się w menedżera kampanii wyborczej, której kandydat zostaje wybrany na stanowisko gubernatora, mimo nieustannych, zawstydzających wpadek. Dramat Waszyngtońska karuzela (1932, reż. James Cruze) przedstawiał stan systemu politycznego tkwiący w obojętności. W pierwotnym założeniu Columbia Pictures planowała zostawić w filmie scenę publicznej egzekucji polityka jako punktu kulminacyjnego, lecz ostatecznie została ona usunięta.
Potrzebę silnego przywódcy, będącego w stanie przejąć kontrolę nad Stanami Zjednoczonymi i wyprowadzić kraj z głębokiego kryzysu zaprezentowano w filmie politycznym z elementami fantasy Gabriel Over the White House (1933, reż. Gregory La Cava). Postać prezydenta Stanów Zjednoczonych przedstawiono jako życzliwego dyktatora, przejmującego kontrolę nad krajem. Walter Huston wcielił się w rolę słabego oraz nieefektywnego prezydenta, którego, w wyniku utraty przytomności, odwiedza anioł Gabriel. Postępowanie anioła podobne jest do Abrahama Lincolna. Prezydent rozwiązuje kryzys bezrobocia w kraju i doprowadza do egzekucji groźnego przestępcy pokroju Ala Capone, nieustannie łamiącego prawo.
Dyktatorzy byli gloryfikowani nie tylko w świecie fikcji. Film dokumentalny Mussolini Speaks (1933) studia Columbia Pictures był 76-minutowym peanem na cześć włoskiego lidera faszystów. Rolę narratora pełnił komentator radiowy NBC Lowell Thomas. Gdy w dokumencie przedstawiono postęp, jaki Włochy poczyniły podczas 10-letniego panowania Benito Mussoliniego, Thomas przyznał, że „to czas, kiedy przydaje się dyktator!”. Dokument obejrzało ponad 175 tys. ludzi w ciągu pierwszych dwóch tygodni wyświetleń w Palace Theatre w Albany w stanie Nowy Jork.

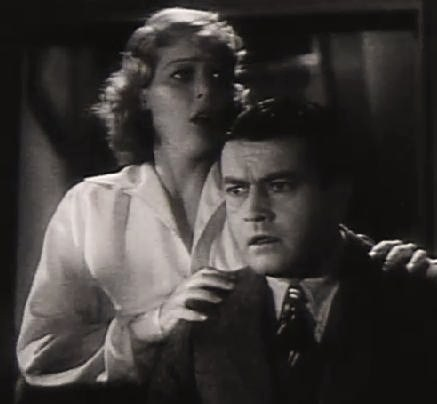
Film Heroes for Sale (1933), mimo swojego ponurego klimatu, zwiastował optymizm związany z Nowym Ładem

Wybór na urząd Franklina Delano Roosevelta w 1932 stłumił publiczne przywiązanie do dyktatorów. W miarę jak kraj okazywał coraz większą fascynację nowo wybranym przywódcą – który często pojawiał się w kronikach filmowych, zmalało poparcie wobec alternatywnych form rządzenia. Wiele hollywoodzkich filmów odzwierciedlało ten optymizm. Dramat Heroes for Sale, mimo ponurego klimatu, a momentami i antyamerykanizmu, kończył się pozytywnym akcentem, ponieważ Nowy Ład jawił się w nim jako oznaka wspomnianego optymizmu. Kiedy główny bohater filmu Wild Boys of the Road czeka na rozprawę, sędzia wypuszcza chłopca na wolność, odsłaniając mu symbol Nowego Ładu i mówiąc: „teraz będzie lepiej, nie tylko w Nowym Jorku, ale w całym kraju”. Ofiarą wielkiej krajowej nadziei okazał się film Gabriel Over the White House, który wszedł do produkcji w czasach niepokoju społecznego i rządów Hoovera, starając się to wykorzystać. Do czasu premiery, mającej miejsce 31 marca 1933, wybór Roosevelta na urząd głowy państwa rozbudził w Amerykanach duże oczekiwania i dał nadzieję, przez co przesłanie filmu stało się nieaktualne.
Dojście Adolfa Hitlera do władzy w Niemczech i antysemicka polityka jego reżimu miały znaczący wpływ na amerykańską twórczość w okresie ery Pre-Code. Chociaż Hitlera i jego działania oceniano negatywnie w wielu częściach Stanów Zjednoczonych, to Niemcy nadal były jednym z głównych importerów amerykańskich filmów, a studia chciały uspokoić tamtejszy rząd. Pozbawienie praw i masowa eliminacja Żydów przez rządy Hitlera stawiały Niemcy w negatywnym świetle. Mimo to doprowadziły one do znacznego ograniczenia pracy dla narodu żydowskiego w Hollywood aż do zakończenia II wojny światowej. W rezultacie tylko dwa filmy społeczne, wydane w erze Pre-Code przez niezależne firmy, dotyczyły kontrowersyjnych rządów niemieckich – Are We Civilized? (1934, reż. Edwin Carewe) i Hitler’s Reign of Terror (1934, reż. Michael Mindlin).
W 1933 Herman J. Mankiewicz i producent Sam Jaffe ogłosili, że pracują nad filmem Mad Dog of Europe, który miał być bezpardonowym atakiem na Hitlera. Aby móc nakręcić wspomniany projekt, Jaffe zrezygnował z pracy dla RKO Pictures. Hays wezwał obydwu do biura, domagając się zaprzestania realizacji filmu, ponieważ, jak pisał Doherty, „powodowali niepotrzebne bóle głowy dla studia”. Wobec tych planów Niemcy zagroziły zajęciem wszystkich nieruchomości hollywoodzkich producentów na terenie tego kraju oraz wprowadzeniem zakazu importu przyszłych amerykańskich filmów.

## Filmy kryminalne

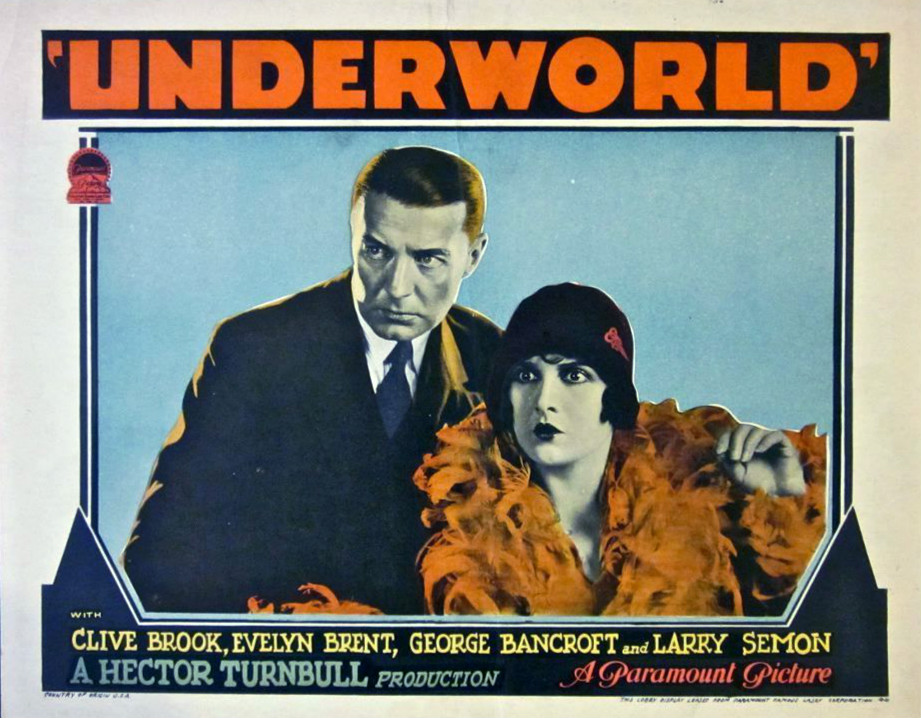
Ludzie podziemia (1927), uważany za pierwszy film gangsterski, był przebojem w amerykańskich kinach

Na początku XX wieku Stany Zjednoczone były przede wszystkim krajem wiejskim, szczególnie pod względem tożsamości. Krótkometrażowy niemy dramat gangsterski Muszkieterzy z Pig Alley (1912, reż. D.W. Griffith) był jednym z pierwszych amerykańskich filmów przedstawiających miejską przestępczość zorganizowaną. Wprowadzenie prohibicji – znanej również jako „Szlachetny Eksperyment” – w 1919 zmusiło część obywateli chcących spożyć alkohol do współpracy z przestępcami, zwłaszcza na obszarach miejskich. Niemniej temat miejskiej przestępczości zorganizowanej ignorowano do 1927, kiedy to kryminał Ludzie podziemia (reż. Josef von Sternberg), klasyfikowany dziś jako pierwszy film gangsterski, stał się przebojem w kinach. Według autorów książki The Encyclopedia of Hollywood (2004) „zawierał on podstawowe elementy filmu gangsterskiego; bohatera kryminalistę, złowieszcze, okryte nocą miejskie ulice, kobiety lekkich obyczajów oraz emocjonujący finał, w którym policja likwiduje bohatera”.
Na fali powodzenia Ludzi podziemia zaczęły pojawiać się kolejne filmy o tematyce gangsterskiej, w tym m.in. U wrót śmierci (1929, reż. Josef von Sternberg) i The Doorway to Hell (1930, reż. Archie Mayo), z czego pierwszy z nich określano mianem „rzeczywistego remake’u Ludzi podziemia”. Motywowanie zyskami finansowymi na coraz bardziej konkurencyjnym rynku filmowym i fakt, że prowokujące produkcje sprzedawały bilety, filmy te przesunęły granice przemocy ukazywanej na dużym ekranie. Inne produkcje z końca lat 20., jak Światła Nowego Jorku (1928, reż. Bryan Foy), Tenderloin (1928, reż. Michael Curtiz) i Broadway (1929, reż. Paul Fejos), skupiały się na przestępczości zorganizowanej na Broadwayu.
Biuro Haysa oficjalnie nie wydało zakazu używania przemocy w jakiejkolwiek formie w latach 20. – w przeciwieństwie do handlu narkotykami, prostytucji lub wulgaryzmów – ale zaleciło roztropne obchodzenie się z nią. Rada cenzury w Nowym Jorku była najbardziej aktywnym organem spośród reszty stanów, dokonując przeglądu wszystkich (z wyjątkiem 50) 1000–1300 wydawanych filmów rocznie.
W latach 1927–1928 z filmów usuwano sceny, w których celowano bronią w kamerę bądź też w „ciało innej postaci lub w nią samą”. Cenzurze podlegały również ujęcia z udziałem karabinów maszynowych, przestępców strzelających do przedstawicieli organów ścigania, dźgania i wymachiwania nożem (publiczność była zdania, że dźgnięcia są „bardziej niepokojące niż strzelanie”), biczowania, duszenia, torturowania i rażenia prądem oraz te, które mogły stanowić dla widza wskazówkę, jak popełnić przestępstwo. Za obszary szczególnie wrażliwe uznawano sadystyczne akty przemocy i ujęcia twarzy ofiar. W późniejszym czasie kodeks sprzeciwiał się scenom ukazującym rabunek, kradzież, podpalenia, używanie broni palnej, wysadzanie budynków i pociągów oraz brutalne zabójstwa, powołując się na przypuszczenie, że lokalni cenzorzy mogliby odrzucać wspomniane sceny.

### Narodziny hollywoodzkiego gangstera

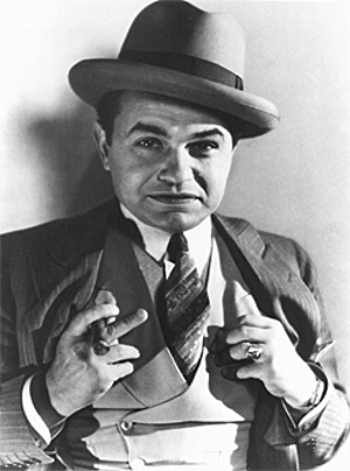
Edward G. Robinson jako Caesar Enrico „Rico” Bandello na fotosie z filmu Mały Cezar (1931), współcześnie uznawanego za ojca chrzestnego filmu gangsterskiego

Według Doherty’ego żaden gatunek z ery Pre-Code nie był bardziej prowokacyjny niż film gangsterski, który oburzał nie tylko strażników moralności, ale i przedstawicieli władz miejskich, ukazując bohaterów ekranowych jako zimnych zabójców. Z początkiem lat 30. wielu prawdziwych przestępców stało się celebrytami. Szczególną inspirację stanowili Capone i John Dillinger. Gangsterzy tacy jak Capone zmieniali postrzeganie całych miast – jego zdjęcie znalazło się na okładce tygodnika „Time” w 1930. Dwa amerykańskie studia oferowały mu siedmiocyfrową kwotę za udział w filmie, jednak odmawiał. Dillinger wsławił się napadami na bank, unikaniu aresztowania oraz wieloma ucieczkami z więzienia. Stał się najbardziej znanym banitą od czasu Jesse’ego Jamesa. Jego ojciec często występował w cieszącej się uznaniem serii kronik filmowych, doradzając policji, jak złapać syna. „Variety” w żartobliwym tonie uważał, że „jeśli Dillingerowi uda się dłużej pozostać na wolności i uzyskanych zostanie więcej takich wywiadów, mogą zostać rozesłane petycje, aby uczynić go naszym prezydentem”. Zaniepokojony rosnącą renomą przestępców Hays wystosował w marcu 1934 depeszę do wszystkich studiów, nakazując, aby w żadnym filmie nie przedstawiać osoby Dillingera.

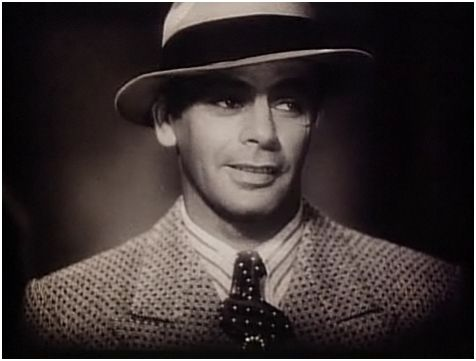
Publiczną fascynację gangsterami na początku lat 30. wzmocniły reportaże prasowe na temat Ala Capone i Johna Dillingera, na których opierano takie postacie jak Antonio „Tony” Camonte w wykonaniu Paula Muniego (na zdj.) z filmu Człowiek z blizną (1932)

Film gangsterski wszedł na nowy poziom z ukazaniem się Małego Cezara (1931, reż. Mervyn LeRoy), uważanego za ojca chrzestnego gatunku, w którym to Edward G. Robinson wykreował rolę Caesara Enrico „Rico” Bandello. Film LeRoya – wspólnie z Wrogiem publicznym nr 1 (1931, reż. William A. Wellman) z Jamesem Cagneyem i Człowiekiem z blizną (1932, reż. Howard Hawks), w którym główną postać Antonia „Tony’ego” Camonte zagrał Paul Muni – był, jak na ówczesne czasy, nacechowany brutalnością, a wszystkie trzy wymienione produkcje stworzyły nowy rodzaj ekranowego antybohatera. Reakcja na filmy gangsterskie była szybka i zdecydowana; Jack L. Warner stwierdził, że jego studio przestanie je produkować oraz, że nigdy nie pozwoli obejrzeć ich swojemu nieletniemu synowi.
Po wydaniu Małego Cezara James Wingate – stojący później na czele nowojorskiej komisji cenzury – zgłaszał do Haysa, że otrzymywał skargi od osób widzących dzieci w kinach w całym kraju, oklaskujących przywódcę gangu jako bohatera. Do historii filmu przeszła scena z filmu Wróg publiczny nr 1, ukazująca bohatera portretowanego przez Cagneya, rozbijającego grejpfruta na twarzy Kitty (Mae Clarke). Postać Cagneya wykazywała się jeszcze większą przemocą wobec kobiety w dramacie filmowym Uchwycony obraz (1933, reż. Lloyd Bacon); w jednej ze scen kreowany przezeń bohater uderza kobietę, której uczuć nie odwzajemnia, po czym brutalnie rzucą ją na siedzenie swojego samochodu.
W kwietniu 1931, w tym samym miesiącu, w którym Wroga publicznego nr 1 wprowadzono na ekrany, Hays zatrudnił byłego szefa policji Augusta Vollmera, aby przeprowadził on badania pod kątem wpływu filmów gangsterskich na dzieci. Zakończywszy prace Vollmer uznał, że nie są one szkodliwe, a nawet zbyt przychylnie przedstawiają policję. Chociaż Hays wykorzystał wyniki badań do obrony przemysłu filmowego, nowojorska rada cenzury nie podzielała optymizmu Vollmera; od 1930 do 1932 usunęła z filmów 2200 kontrowersyjnych scen.

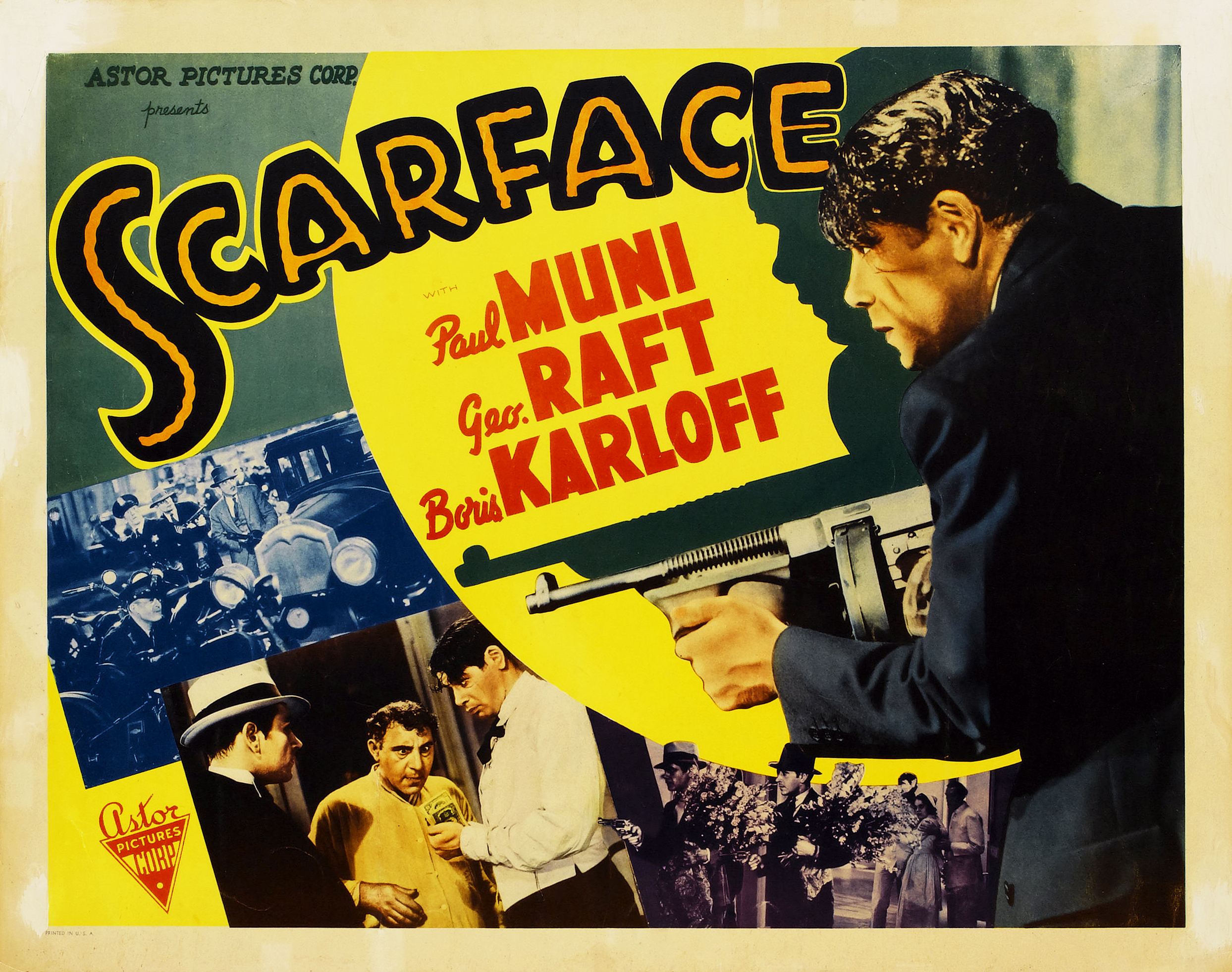
Człowiek z blizną (1932) uchodzi za najbardziej prowokujący film wydany w erze Pre-Code, a przedstawiona w nim brutalność budziła duże protesty cenzorów i działaczy społecznych

Niektórzy historycy i krytycy ogłosili Człowieka z blizną, opartego częściowo na życiu Ala Capone, najbardziej prowokacyjnym filmem okresu Pre-Code. Jego produkcja od samego początku budziła niepokój. Biuro Haysa ostrzegało producenta Howarda Hughesa, aby nie robił tego filmu, a gdy prace nad nim ukończono, zażądano szeregu zmian, w tym umieszczenia informacji o schwytaniu, osądzeniu, skazaniu i ostatecznie powieszeniu głównego bohatera. Biuro domagało się także zmiany tytułu na Wstyd narodu (ang. Shame of a Nation). Hughes rozsyłał kopie Człowieka z blizną do wielu państwowych rad cenzury, chcąc pokazać, że powstał on w celu zwalczania „groźby gangstera”. Po tym jak nowojorska rada cenzury nie wyraziła zgody na dopuszczenie filmu do dystrybucji w zaprezentowanej wersji (pomimo wprowadzenia poprawek), Hughes pozwał ją do sądu, wygrywając proces i uzyskując zgodę na wydanie Człowieka z blizną w wersji zbliżonej do pierwotnych założeń. Gdy inni lokalni cenzorzy również odmawiali wydania edytowanej wersji, biuro Haysa oddelegowało Joya, aby zapewniał ich, że ten rodzaj cyklu filmów gangsterskich dobiegł końca.
Człowiek z blizną wywołał kontrowersje głównie z powodu bezprecedensowej przemocy oraz zmiany tonu z poważnego na komiczny (przykładem jest scena, w której Camonte, przebywając w kawiarni, zostaje zaatakowany przez wrogi gang ostrzałem z karabinów maszynowych. Uszedłszy z życiem podnosi broń zgubioną przez jednego z bandytów i cieszy się na jej widok niczym dziecko). Działacze społeczni wyrażali swoje duże oburzenie, że gangsterzy pokroju Capone byli oklaskiwani w kinach w całych Stanach Zjednoczonych. Scenariusz autorstwa reportera z Chicago, Bena Hechta zawierał biograficzne szczegóły postaci odtwarzanej przez Muniego, wyraźnie nawiązujące do Capone. Jednym z kluczowych czynników, sprawiających, że filmy gangsterskie wywoływały tak duże emocje był fakt, że w czasach wielkiego kryzysu panowało przekonanie mówiące o tym, że jedynym sposobem na osiągnięcie sukcesu finansowego jest droga przestępcza. „Kansas City Times” argumentował, że dorośli nie byli tak mocno narażeni na negatywne działanie filmów gangsterskich jak dzieci, na które wywierały one „błędny, demoralizujący i zatruwający” wpływ. Do zaostrzenia problemu przyczyniali się właściciele kin i teatrów, którzy reklamowali zdjęcia gangsterów, a na wystawach promocyjnych często można było obejrzeć pistolety maszynowe Thompsona i pałki policyjne. Pod naciskiem studia były zmuszone interweniować i prosić wystawców o złagodzenie wszelkich sztuczek promocyjnych.

### Filmy więzienne

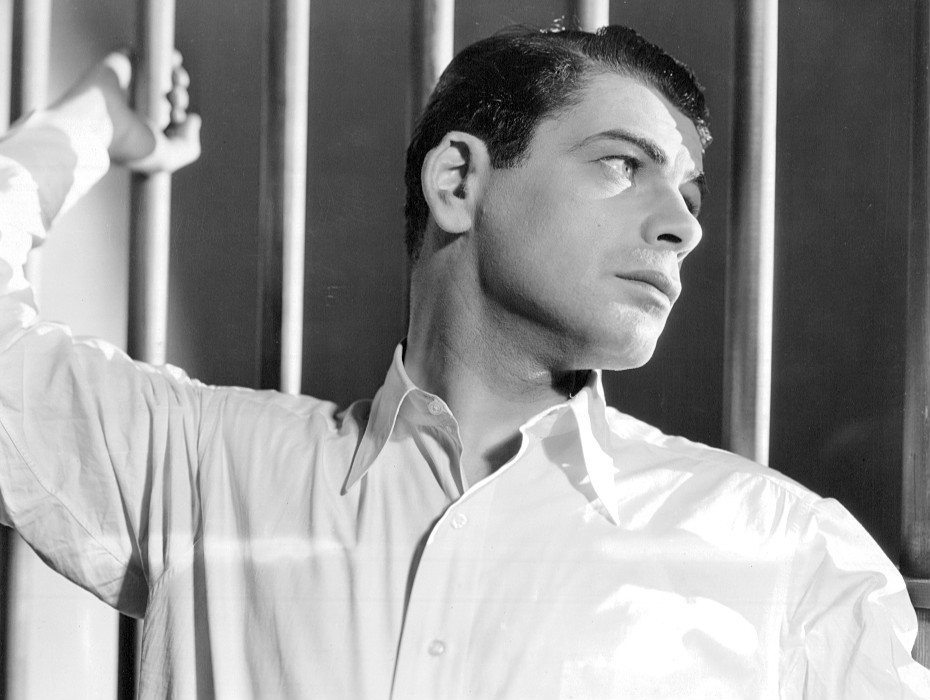
Film Jestem zbiegiem (1932), z udziałem Paula Muniego (na zdj.), oparty był na autobiograficznych wspomnieniach Roberta Elliotta Burnsa, który sam był zbiegiem. Film ten w znacznym stopniu przyczynił się do zmian w więziennictwie

Filmy więzienne realizowane w erze Pre-Code często skupiały się na niesprawiedliwie wtrąconych do więzienia mężczyznach. Akcje tych filmów toczyły się w zakładach karnych w północnej części Stanów Zjednoczonych, a same filmy miały tendencję do przedstawiania ich jako bastionu solidarności przeciwko rozpadającemu się systemowi społecznemu wielkiego kryzysu. Pożar zakładu karnego w Columbus w stanie Ohio z 21 kwietnia 1930, podczas którego strażnicy odmówili uwolnienia więźniów z cel, powodując tym samym 300 ofiar śmiertelnych, wywołał skandal i zapoczątkował erę na filmy traktujące o nieludzkich warunkach panujących w zakładach karnych na początku lat 30. Gatunek składał się z dwóch archetypów – filmu więziennego i tzw. chain gang, z czego w drugim z nich przedstawiano więźniów skutych ze sobą łańcuchami i wykonujących ciężkie prace fizyczne, będące formą kary. Filmy więzienne zwykle skupiały się na dużej hordzie ubranych w jednolite stroje mężczyzn, pogodzonych z własnym losem i żyjących według ściśle określonego kodeksu. W filmach chain-gang więźniów z Południa często poddawano drakońskiemu systemowi dyscypliny w palącym upale na zewnątrz, gdzie traktowano ich w sposób bezwzględny.

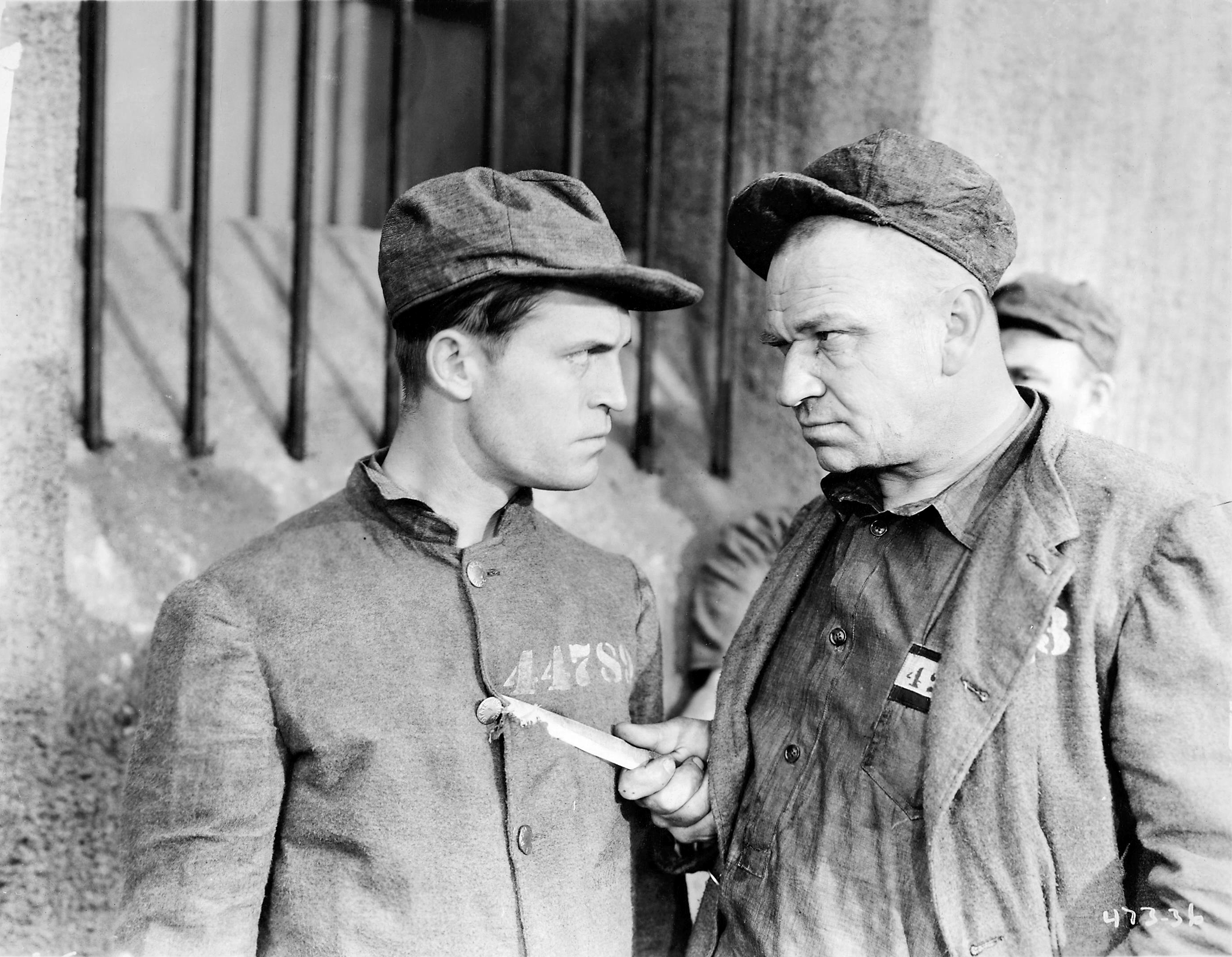
Szary dom (1930) był pierwszym filmem więziennym w historii kina. Na zdjęciu Chester Morris i Wallace Beery w kadrze z filmu

Pierwszym filmem więziennym w historii był Szary dom (1930, reż. George Hill). Robert Montgomery wcielił się w nim w skazanego na wyrok sześciu lat więźnia, który decyduje się zdradzić każdego, by zapewnić sobie przedterminowe zwolnienie. Projekt Hilla przedstawiał charakterystyczne dla filmu więziennego w późniejszych latach elementy – informatorów, izolację, kodeks życia w zakładzie karnym, odwiedziny i zamieszki. Szary dom został zakazany w stanie Ohio, miejscu śmiertelnych zamieszek w więzieniach, które stanowiły główną inspirację dla filmu. Produkcje o tematyce więziennej podobały się na ogół jedynie męskiej części widowni, uzyskując słabe lub przeciętne wyniki finansowe w box offisie. Studia realizowały też filmy więzienne, które zajmowały się problemem przestępczości nieletnich Amerykanów w czasach wielkiego kryzysu – Major piekła opowiadał o grupie nastolatków, dokonujących mordu na nadzorcy zakładu poprawczego.

### Filmychain-gang
Filmy jak np. Hell’s Highway (1932, reż. Rowland Brown) wykorzystywano do promowania świadomości o brutalnych warunkach, na jakie byli narażeni więźniowie w większości zakładów karnych na południu Stanów Zjednoczonych. Jestem zbiegiem (1932, reż. Mervyn LeRoy) był najbardziej znanym przykładem filmu poruszającego ten problem. Opowiadał on historię Jamesa Allena, weterana I wojny światowej (Paul Muni), który powróciwszy do kraju nie może znaleźć pracy. Niesłusznie oskarżony o zbrodnię, której nie popełnił, zostaje skazany na 10 lat ciężkich robót w nieludzkich warunkach. Historię oparto na autobiograficznych wspomnieniach Roberta Elliotta Burnsa, lecz twórcy zmienili ją w niewielkim stopniu, by odwołać się do odbiorców z epoki wielkiego kryzysu, przedstawiając kraj jako borykający się z trudnościami gospodarczymi, mimo że Burns powrócił w epoce szalonych lat dwudziestych. Ponure, antyestablishmentowe zakończenie filmu wywołało szok wśród ówczesnej widowni. Jestem zbiegiem w znacznym stopniu przyczynił się do zmian wprowadzonych w amerykańskim systemie więziennictwa.
Film LeRoya stanowił jedną z inspiracji dla Laughter in Hell (1933, reż. Edward L. Cahn) z udziałem Pata O’Briena, w którym wcielił się on w inżyniera kolejowego Barneya Slaneya. Z zazdrości i w napadzie furii mężczyzna zabija swoją żonę i jej kochanka, po czym trafia do więzienia. Brat zamordowanego jest naczelnikiem zakładu karnego i regularnie mści się na postaci O’Briena. Główny bohater, wraz z kilkoma innymi współwięźniami, wszczyna bunt, zabija strażnika, a następnie ucieka ze swoją nową kochanką (Gloria Stuart). Laughter in Hell wzbudził liczne kontrowersje z uwagi na scenę linczu, w której powieszono kilku czarnoskórych mężczyzn. Jeden z krytyków południowoafrykańskiego magazynu „The New Age” chwalił twórców filmowych za odwagę w przedstawieniu okrucieństw, mających miejsce w niektórych stanach na południu Stanów Zjednoczonych.

## Filmy erotyczne

### Promocja

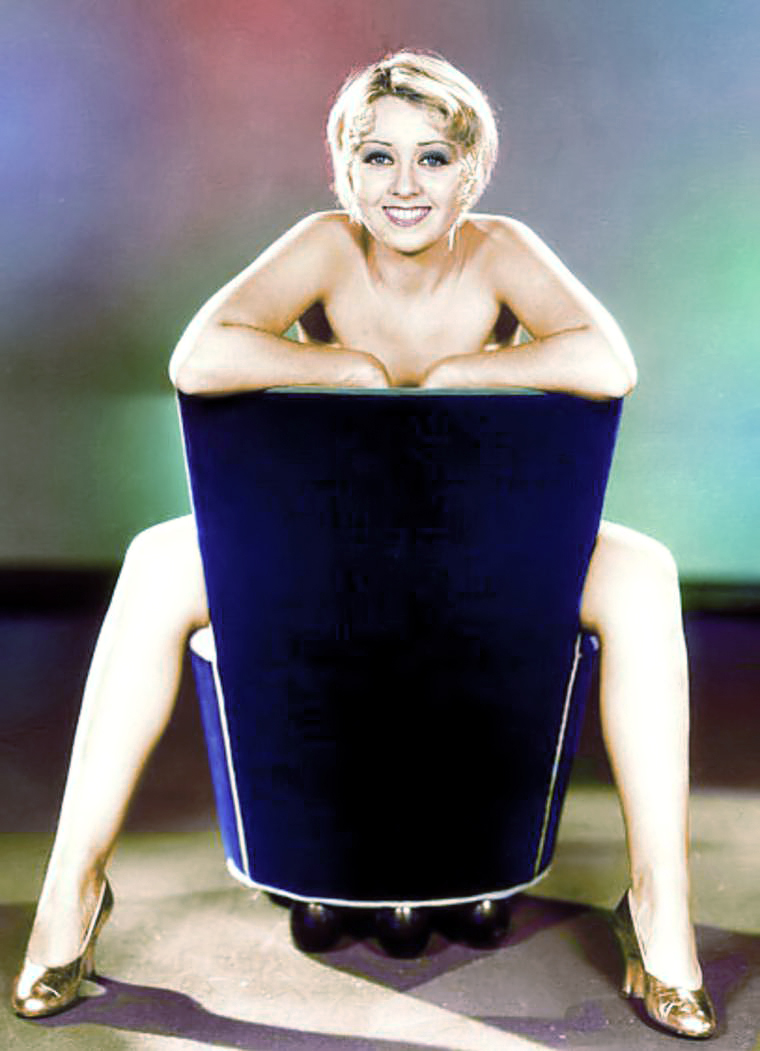
Zdjęcia jak fotos Joan Blondell z filmu Three on a Match (1932) były zakazane przez kodeks Haysa po 1934

W czasach ery Pre-Code, po masowym stosowaniu sankcji wobec produkcji kryminalnych, w Hollywood wzrosła liczba filmów portretujących siedem grzechów głównych. W 1932 polityka Warner Bros. głosiła, że „dwie z pięciu historii mogłyby być gorące” i że prawie wszystkie filmy mogłyby zyskać na „dodaniu czegoś z animuszem”. Studia zaczęły umieszczać dodatkowo sugestywne materiały, zdając sobie jednocześnie sprawę z tego, że nie dotrą one do kin. Scenarzysta MGM, Donald Ogden Stewart wspominał, że „[Joy i Wingate] nie chcieli wyrzucać za dużo, więc dawało się im pięć rzeczy do wycięcia, aby usatysfakcjonować biuro Haysa – dzięki czemu udawało się uniknąć kary za pozostawione sceny”.
Wiele filmów, w tym Diabelskie wakacje (1930, reż. Edmund Goulding), Grzesznica bez winy (1931, reż. Harry Beaumont), Safe in Hell (1931, reż. William A. Wellman), Blaski i cienie miłości (1932, reż. Dorothy Arzner), The Devil Is Driving (1932, reż. Benjamin Stoloff), Laughter in Hell (1933) oraz Droga do ruiny (1934, reż. Dorothy Davenport, Melville Shyer) wzbudzało prowokacje samymi tytułami. Studia reklamowały własne produkcje, czasem w sposób nieuczciwy, prezentując sugestywne slogany oraz krzykliwe tytuły, posuwając się niejednokrotnie do organizowania konkursów polegających na wymyślaniu prowokacyjnych tytułów do scenariuszy. Filmy, powszechnie określane przez cenzorów mianem erotycznych (oryg. sex films), zdaniem Doherty’ego obrażały nie tylko gusta, ale i seksualność. Według analizy przeprowadzonej przez „Variety” spośród 400 filmów wyprodukowanych pomiędzy 1932 a 1933, 352 zawierało „trochę seksu”, przy czym 145 miało „sekwencje budzące wątpliwość”, a 44 były „zdecydowanie seksualne”. W podsumowaniu tygodnik pisał, że „ponad 80 procent światowej produkcji filmów było… przyprawione esencją sypialni”. Próby tworzenia filmów tylko dla dorosłych (nazywanych „różowymi”) służyły jedynie przyciągnięciu do kin jak największej liczby widowni w każdym wieku.

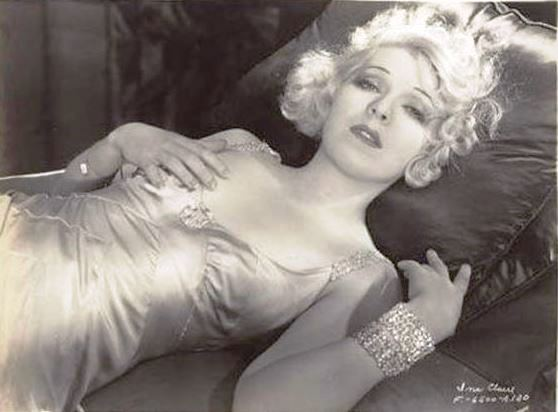
Niektórzy sprzeciwiali się fotosom reklamowym, takim jak zdjęcie Iny Claire z filmu The Greeks Had a Word for Them (1932), na którym została przedstawiona w uwodzicielskiej pozie

Plakaty i fotosy promocyjne często miały charakter kuszący i prowokacyjny. Kobiety występowały na nich zwykle w różnych pozach, a ich stroje z reguły nie były pokazywane w filmach. W niektórych przypadkach aktorki z małymi rolami (przykład Dolores Murray na fotosie z filmu The Common Law; 1931, reż. Paul L. Stein) pojawiały się skąpo ubrane. Zamieszczane zdjęcia w gazetach w całym kraju oburzały Haysa. Oryginalny kodeks zawierał, często ignorowaną, uwagę na temat obrazy reklamowej. Nadmiar prowokacyjnych zdjęć spowodował, że napisano zupełnie nowy zbiór reguł reklamowych – wzorując się na dziesięciu przykazaniach – zawierający zestaw dwunastu nakazów. Pierwszych sześć dotyczyło zdjęć i zabraniało fotografowania kobiet w bieliźnie, podnoszących spódnicę, pozujących w sugestywny sposób, całujących się oraz w dużych dekoltach i innych dwuznacznych sytuacjach. Ostatnich pięć reguł dotyczyło kopii reklamowych; zabraniało fałszywego przedstawiania treści filmu, „lubieżnych kopii” i używania słowa „kurtyzana”.
Studia omijały ograniczenia i publikowały coraz to bardziej prowokacyjne zdjęcia. W 1934 przed domem kardynała Denisa Dougherty’ego w Filadelfii w stanie Pensylwania ustawiono jeden z kontrowersyjnych billboardów. Poważnie urażony duchowny włączył się w pomoc w rozpoczęciu bojkotu filmowego, który później ułatwił egzekwowanie kodeksu. Często przywoływanym przez zwolenników cenzury fragmentem kodeksu był ten, dotyczący łączenia poprzez sztukę różnych grup i klas społecznych. Za wzrost niemoralności w filmach „Variety” w zdecydowanym tonie obwiniało kobiety:

Kobiety są odpowiedzialne za stale rosnący publiczny gust, dotyczący gonienia za sensacją i seksownych rzeczy. Kobiety, które stanowią przecież większość odbiorców filmu, są także w przewadze jeśli chodzi o czytanie tabloidów, papierowych sensacji, krzykliwych magazynów i książek erotycznych… w porównaniu z tym, umysł przeciętnego mężczyzny wydaje się zdrowy. Kobiety kochają brud, nic ich nie szokuje.

W ocenie Doherty’ego w erze Pre-Code kobieca część widowni lubiła zachwycać się zmysłowym życiem cudzołożnic i kochanek oraz ich nieuniknionym upadkiem w końcowych scenach filmu. I chociaż uważano, że produkcje gangsterskie były odpowiedzialne za niszczenie moralności młodych chłopców, to filmy wadliwe pod względem etycznym odbierano jako zagrożenie czystości dla dorastających kobiet.

### Treść

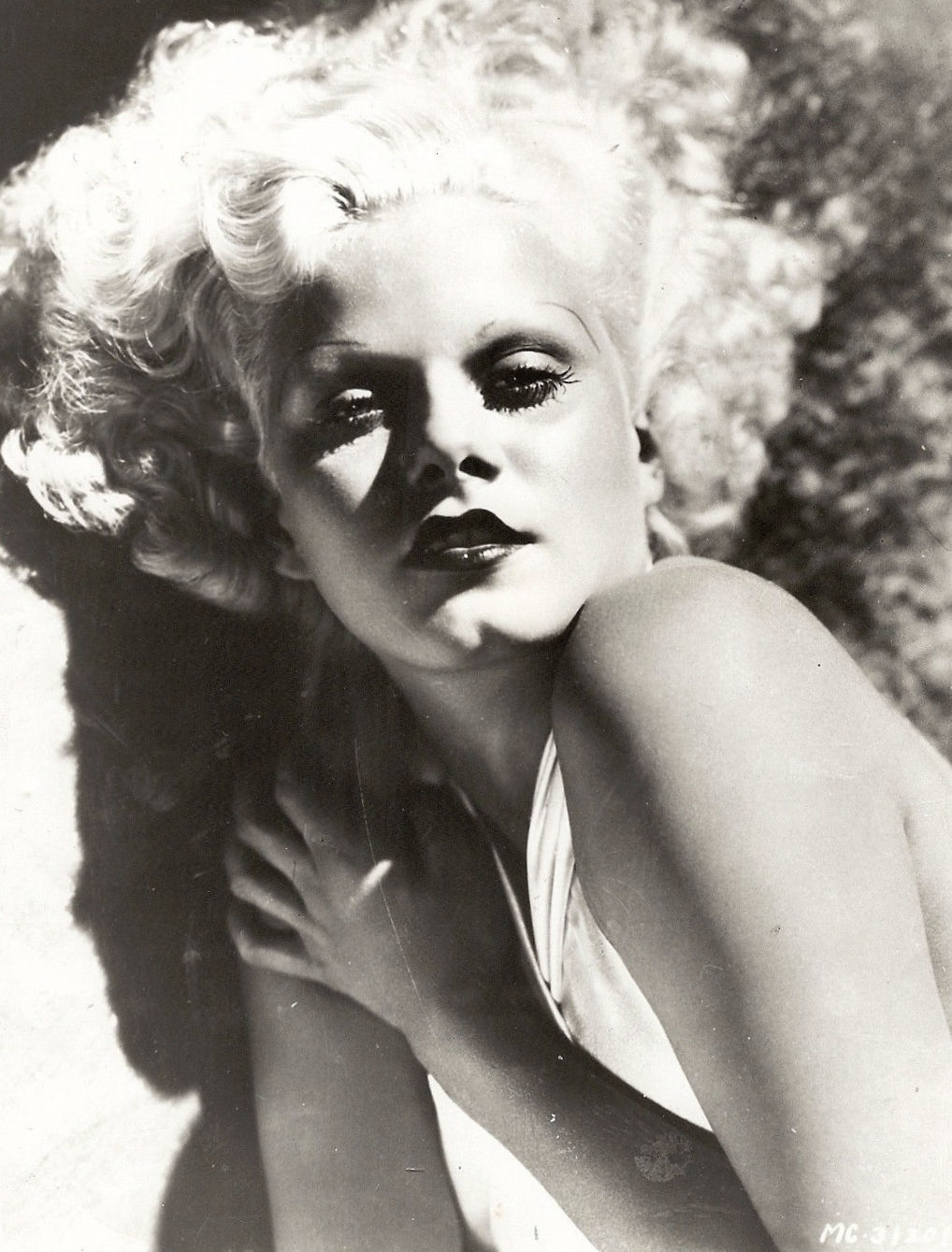
Jean Harlow została opisana jako „królujący symbol seksu lat 30.” Sławę przyniosły jej występy w filmach z okresu ery Pre-Code – Platynowa blondynka (1931), Żona z drugiej ręki i Kaprys platynowej blondynki (1932)

W erze Pre-Code film erotyczny stał się synonimem kobiecych zdjęć – producent Darryl F. Zanuck wspominał, że w nowojorskiej siedzibie Warner Bros. dwadzieścia procent produkcji studia nakazano mu zarezerwować na „zdjęcia kobiet, co nieuchronnie oznaczało zdjęcia erotyczne”. W filmach uważanych za niemoralne zwracano uwagę na zakończenia, gdzie grzechy poszczególnych bohaterów były albo odpuszczane albo karane. Produkcje te badały tematy sprzeciwiające się kodeksowi w nieskruszony sposób, przy założeniu, że chwila końcowa może odkupić wszystko, co wydarzyło się wcześniej.

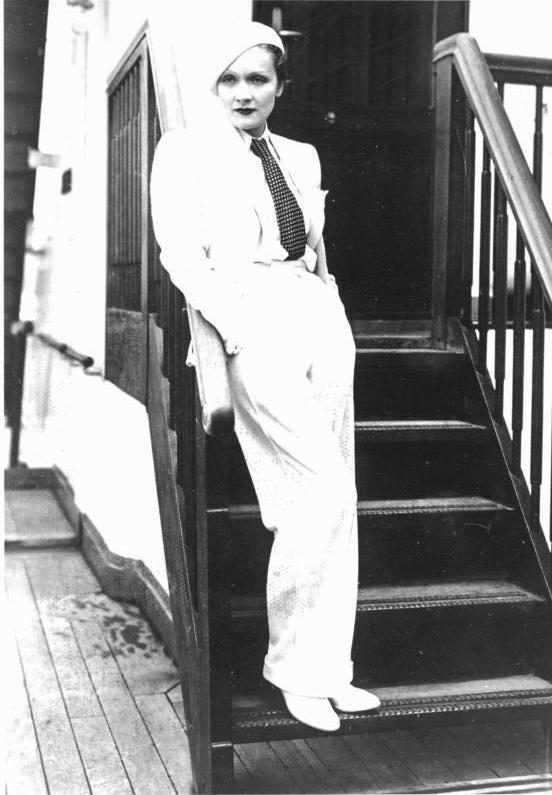
Jawny biseksualizm aktorki Marlene Dietrich wywoływał dyskusję. W 1933 studio Paramount Pictures podpisało nieskuteczną w dużej mierze umowę, aby nie przedstawiać kobiet w męskich ubraniach w swoich filmach

Pojęcie małżeństwa często przedstawiano w filmach, m.in. w musicalu The Prodigal (1931, reż. Harry A. Pollard), w którym jedna z kobiet wdaje się w romans z podejrzaną postacią, po czym zakochuje się w swym szwagrze. Teściowa zachęca jedynego syna do zgody na rozwód, by kobieta mogła wyjść za mąż za jego brata, w którym jest zakochana. Pod koniec teściowa wygłasza przesłanie: „to XX wiek. Wyjdź w świat i zdobądź tyle szczęścia, ile możesz”. W musicalu z elementami komedii Madam Satan (1930, reż. Cecil B. DeMille) cudzołóstwo jest akceptowalne i używane jako znak dla żony, że ta musi działać w bardziej kuszący sposób, aby utrzymać zainteresowanie męża. Z kolei w westernie Tajemnice (1933, reż. Frank Borzage) główny bohater przyznaje się do nałogowego cudzołóstwa, lecz tym razem żałuje swych czynów, a jego małżeństwo udaje się uratować. W owych czasach liczba małżeństw w Stanach Zjednoczonych stale notowała spadek, a mężowie porzucali rodziny; wpływ na to miał wielki kryzys i związane z nim kłopoty finansowe wielu milionów ludzi (wzrost małżeństw nastąpił dopiero w 1934, w ostatnim roku ery Pre-Code. Ilość rozwodów spadła, prawdopodobnie dlatego, że opuszczenie stało się powszechniejszą metodą separacji). W związku z tym postacie żeńskie – jak przykład Alison Drake (granej przez Ruth Chatterton) z filmu Female (1933, reż. Michael Curtiz) – prowadziły bez żadnego żalu panieński tryb życia, kontrolując własne finanse (bohaterka nadzoruje fabrykę samochodów).
Jeden z najbardziej znanych przykładów karania za niemoralną postawę pochodzi z filmu The Story of Temple Drake (1933, reż. Stephen Roberts), opartego na powieści Williama Faulknera z 1931. Temple Drake (portretowana przez Miriam Hopkins), córka szanowanego sędziego, prowadzi imprezowy tryb życia. Gdy zostaje zgwałcona, jej oprawca zmusza ją do prostytucji. Według Doherty’ego film sugeruje, że czyny, które jej wyrządzono, są „nagrodą” za jej niemoralność. W melodramacie wyprodukowanym przez studio RKO Pictures Christopher Strong (1933, reż. Dorothy Arzner) Katharine Hepburn zagrała lotniczkę Lady Cynthię Darrington, która zachodzi w ciążę po romansie z żonatym mężczyzną. Popełnia samobójstwo, usiłując pobić rekord świata w wysokości osiągniętej w powietrzu. Pobiwszy rekord, zdejmuje maskę tlenową, wskutek czego traci przytomność, a jej samolot spada pionowo na ziemię. Silne żeńskie postacie kończyły film często jako „zreformowane” kobiety, po doświadczeniu sytuacji, w których ich postępowe nastawienie okazało się błędne.

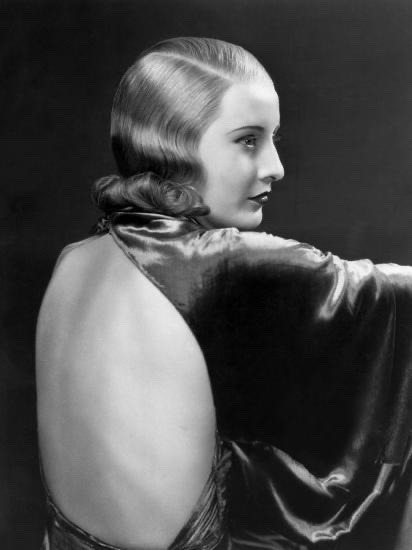
Barbara Stanwyck na fotosie z filmu Baby Face (1933). Po interwencji SRC zmieniono fragment tekstu z książki Nietzschego (pierwotnie użytego w filmie) mówiący o tym, aby kobieta „używała mężczyzn do osiągnięcia celu”

Żeńskie protagonistki w agresywniejszych pod względem seksualnym filmach dzielono zwykle na dwa rodzaje: „złej dziewczyny” (ang. bad girl) i „upadłej kobiety” (ang. fallen woman). „Złe dziewczyny” czerpały korzyści z rozwiązłości i niemoralnego zachowania. Jean Harlow (poza ekranem była miłą oraz niefrasobliwą osobą), często wcielała się w typ „złej dziewczyny”, który sama określała mianem „seksualnego sępa”. W filmie Żona z drugiej ręki (1932, reż. Jack Conway) zagrała bohaterkę, która robi wszystko, aby rozbić małżeństwo swojego szefa. Gdy w końcu jej się to udaje, wyższe sfery nie akceptują tego wyboru. Zdesperowana szantażuje, wdaje się w kolejne romanse, próbuje również zabić swojego męża. Na końcu nie zostaje potępiona, lecz wręcz przeciwnie – ukazana jest jako przykład triumfującej bohaterki, potrafiącej poradzić sobie w każdej sytuacji. Drugim przykładem, w którym typ „złej kobiety” odgrywa główną rolę, jest Baby Face (1933, reż. Alfred E. Green), gdzie bohaterka (Barbara Stanwyck) wyrusza do Nowego Jorku i z determinacją wykorzystuje swą urodę do osiągnięcia korzyści materialnych.

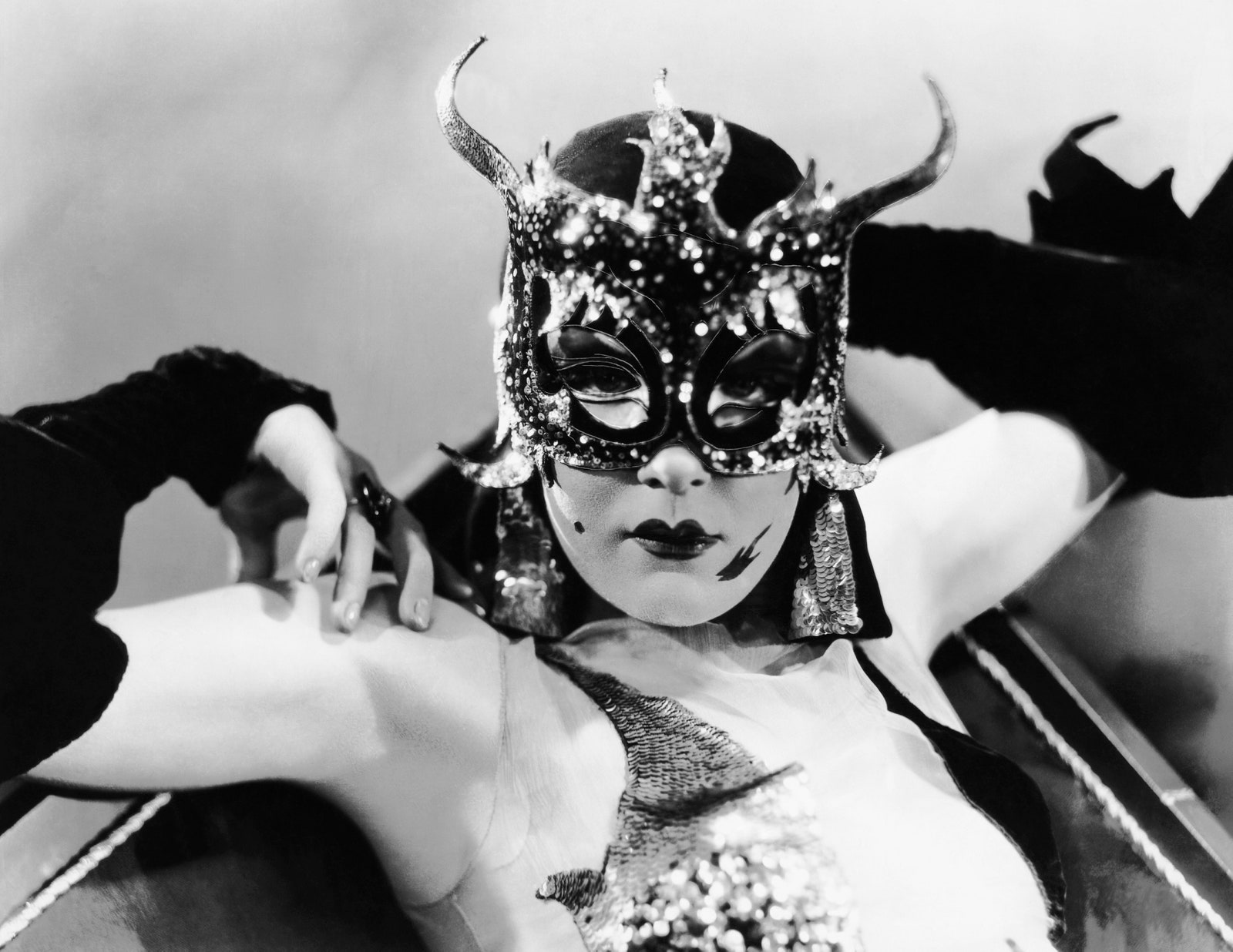
Kay Johnson jako Angela Brooks na fotosie z filmu Madam Satan (1930)

Rodzaj „upadłej kobiety” był inspirowany prawdziwymi trudnościami życiowymi, jakich kobiety doświadczyły we wczesnych latach wielkiego kryzysu w swoich miejscach pracy. Stojący na wyższej pozycji mężczyźni częstokrotnie dopuszczali się molestowania pracownic w pracy. W dramacie She Had to Say Yes (1933, reż. Busby Berkeley, George Amy) dom towarowy, w ramach zachęty dla męskiej części klientów, oferuje randki ze swoimi stenografkami. Film Employees’ Entrance z 1933 reklamowano hasłem: „Zobacz jakiej pracy dziewczyny stają naprzeciw w dzisiejszych czasach”. W 1932 Joy uskarżał się na serię filmów z gatunku „utrzymanki” (ang. kept woman), które przedstawiały cudzołóstwo jako alternatywę dla nudy nieszczęśliwego małżeństwa.
Do 1934 nagość z udziałem „cywilizowanych” kobiet, które rozumiano jako białe kobiety, była ogólnie zakazana, natomiast dozwolona w przypadku „niecywilizowanych”, co oznaczało kobiety o innym kolorze skóry. Homoseksualistów przedstawiono w takich produkcjach ery Pre-Code, jak Our Betters (1933, reż. George Cukor), Kawalkada (1933, reż. Frank Lloyd), Nocne motyle (1933, reż. Lloyd Bacon), Zaledwie wczoraj (1933, reż. John Stahl) czy Sailor’s Luck (1933, reż. Raoul Walsh). Chociaż temat odmiennej orientacji był poruszany w o wiele bardziej otwarty sposób niż w następnych dziesięcioleciach, charakterystyka postaci gejowskich i lesbijskich była, zdaniem Doherty’ego, „uwłaczająca”. Gejów przedstawiano jako bufoniaste, lekkomyślne oraz drugoplanowe postacie o krzykliwym głosie. Dramat kryminalny Ladies They Talk About (1933, reż. Howard Bretherton, William Keighley) ukazywał lesbijki jako szorstkie bohaterki, z kolei w dramacie historycznym Pod znakiem Krzyża (1932, reż. Cecil B. DeMille) chrześcijańska niewolnica zostaje uwiedziona w tańcu przez atrakcyjną tancerkę, która jest lesbijką. Studio Fox jako pierwsze użyło słowa „gej” w odniesieniu do homoseksualizmu, lecz pod wpływem SRC stłumiło ten wyraz na ścieżkach dźwiękowych wszystkich nagrań, które dotarły do kin.
Biseksualistka Marlene Dietrich jako pierwsza zapoczątkowała modę na noszenie przez kobiety męskich garniturów. Wywołała oburzenie, kiedy na premierze Pod znakiem krzyża pojawiła się w smokingu, cylindrze i z laską. Rok 1933 był szczytowy w kwestii pojawiania się postaci homoseksualnych na ekranach. W tym samym roku Hays wystosował oświadczenie, mówiące o tym, że wszyscy mężczyźni o odmiennej orientacji seksualnej będą usuwani z filmów. Paramount Pictures skorzystało na skandalu, jaki wywołała Dietrich, podpisując umowę zakazującą przedstawiania kobiet w męskich strojach.

## Komedia

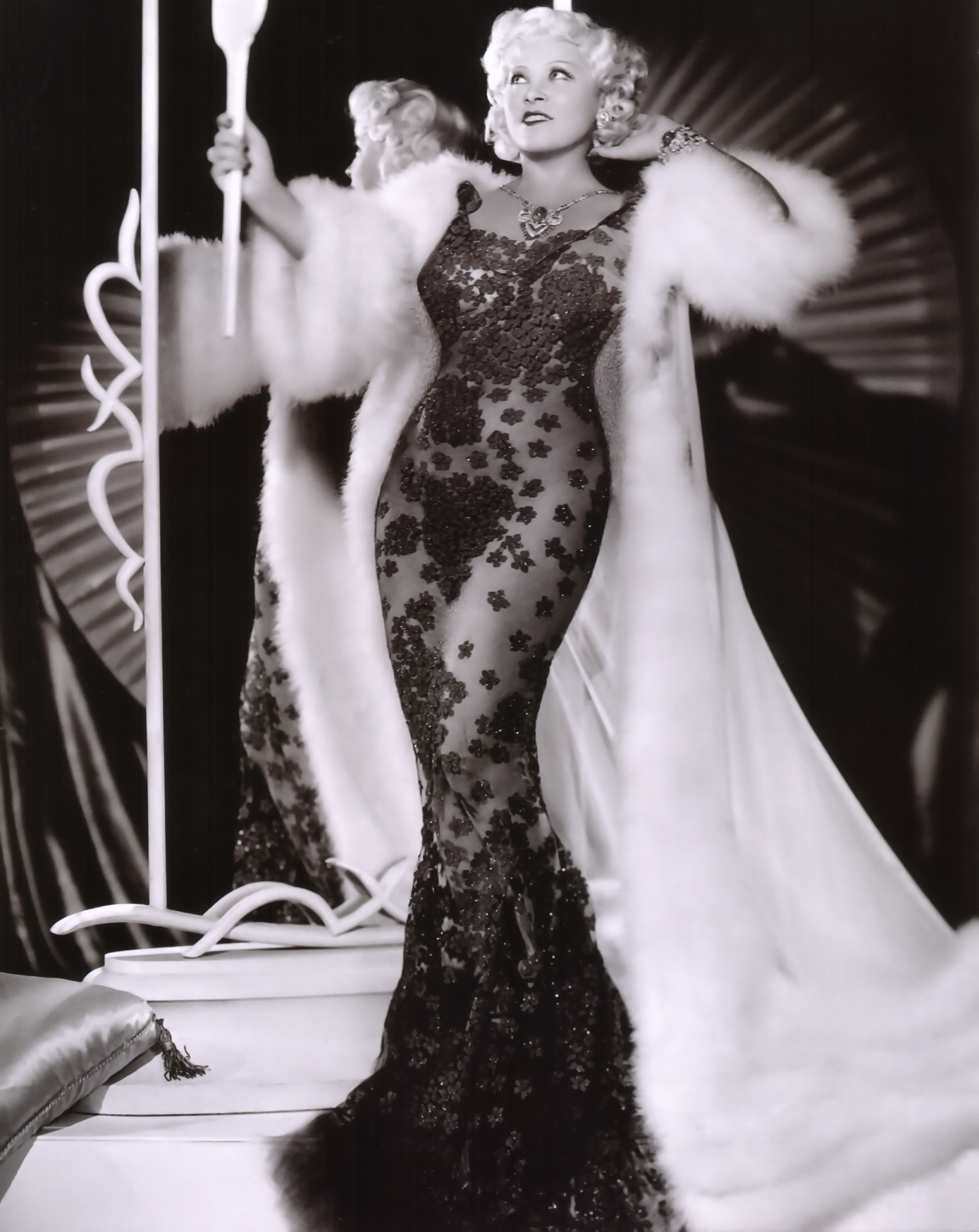
Mae West była błędnie nazywana „przyczyną kodeksu Haysa”. W filmie Na Zachód, młody człowieku (1936) nosiła niemalże przezroczystą sukienkę (na zdj.)

W trudnych czasach ekonomicznych na początku wielkiego kryzysu zarówno filmy, jak i artyści przedstawiali cyniczny, wyobcowany i społecznie niebezpieczny styl komiczny. Podobnie jak w przypadku produkcji politycznych, komedia złagodniała wraz z wyborem Roosevelta na urząd prezydenta kraju w 1932 i optymizmem związanym z Nowym Ładem. Postacie z okresu Pre-Code często angażowały się w komediowe pojedynki zwiększające podtekst seksualny na ekranie. W filmie Employees’ Entrance (1933), gdy kobieta wchodzi do biura szefa, ten mówi: „och, to ty – nie poznałem cię w tych wszystkich ubraniach”. Stereotypy rasowe stosowano zwykle tylko wtedy, kiedy pojawiały się postacie etniczne. Szczególnie czarnoskóre osoby były adresatami dowcipów, nigdy ich autorami. Najbardziej uznanym czarnoskórym komikiem był Stepin Fetchit – jego leniwa i nierozgarnięta komediowa postać miała tylko odnieść sukces w niezamierzony sposób, z nim samym jako puentą.
Nowojorska scena była pełna sprośnego humoru i komedii przesyconej seksem. Kiedy producenci filmowi zaczęli umieszczać w filmach dowcipy, często szukali wykonawców z Nowego Jorku. Bracia Marx zaczynali karierę na Broadwayu od występów na żywo przed publicznością. Cenzorzy często uskarżali się, gdy musieli nadążyć za dużą ilością żartów umieszczanych w filmach z lat 30. Komiczne przekomarzanie się we wczesnych produkcjach dźwiękowych następowało szybko po sobie i niekiedy bywało wyczerpujące dla publiczności.
Mae West zyskała uznanie jako aktorka komediowa w 1926, kiedy jej broadwayowski spektakl, zatytułowany Sex, pojawił się na pierwszych stronach gazet. Sądzona za nieprzyzwoitość, została skazana na osiem dni więzienia przez prokuratora okręgowego stanu Nowy Jork. West starannie zbudowała swoją osobowość sceniczną, którą następnie przeniosła do wywiadów oraz osobistych wystąpień. Pomimo zmysłowej budowy ciała, większość jej uroku polegała na sugestywnym charakterze. Była popularna zarówno wśród mężczyzn, jak i kobiet. Po naleganiach ze strony krytyków, West rozpoczęła karierę filmową od drugoplanowej roli w dramacie Night After Night (1932, reż. Archie Mayo), w którym partnerowała parze Constance Cummings–George Raft. Zgodziła się na udział w filmie dopiero po tym, gdy producenci przystali na jej warunek, aby sama mogła napisać własne kwestie. Raft, który pierwotnie do roli otrzymanej przez West chciał Texas Guinan, wspominał, że „w tym filmie West skradła wszystko prócz kamer”. Rok później zagrała w komedii romantycznej Lady Lou (reż. Lowell Sherman), będącej przebojem kasowym w kinach, zarabiając 3 miliony dolarów przy budżecie wynoszącym 200 tys. dolarów. Dziewięć miesięcy później sama napisała scenariusz i ponownie wystąpiła w komedii romantycznej Nie jestem aniołem (reż. Wesley Ruggles). Sukcesy produkcji z udziałem West pozwoliły uchronić Paramount przed bankructwem.
Zastosowanie technologii dźwiękowej pozwoliło na utworzenie rynku pracy dla scenarzystów dialogu ekranowego. Wielu dziennikarzy przeniosło się do Kalifornii, gdzie zostali scenarzystami pracującymi w studiach. Zaowocowało to serią filmów komediowych z udziałem reporterów. Strona tytułowa (1931, reż. Lewis Milestone) została zaadaptowana z broadwayowskiego spektaklu z 1928 autorstwa Bena Hechta (reportera z Chicago) i Charlesa MacArthura (scenarzysty z Hollywood). Opierała się na doświadczeniach Hechta z czasów jego pracy dla „Chicago Daily Journal”.

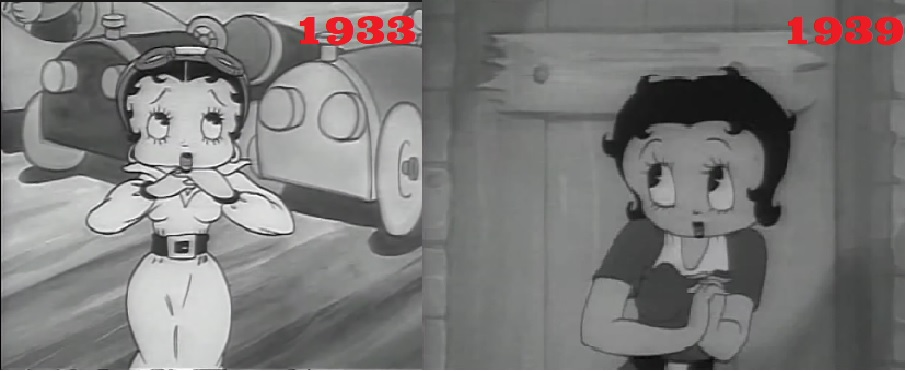
Betty Boop w 1933 i 1939

### Kreskówki
Filmy kreskówkowe również znajdowały się pod nadzorem kodeksu. Jak wspominał historyk i krytyk oraz autor książki Of Mice and Magic: A History of American Animated Cartoons. New American Library (1987), Leonard Maltin: „Na początku 1933 właściciel kina w Georgii napisał do «The Film Daily»: «Najgorsze skargi, jakie mamy, dotyczą sprośności w kreskówkach. Są to przede wszystkim żarty rysunkowe, a rodzice często sprzeciwiają się brudom, które się w nich znajdują, nawiasem mówiąc nie pomagają one komedii za wiele. Najbardziej ordynarne z nich są niezmiennie najmniej zabawne».” Betty Boop przeszła zatem niektóre z bardziej dramatycznych zmian po wprowadzeniu kodeksu – „zniknęła podwiązka, krótka spódniczka i dekolt”.

## Musicale

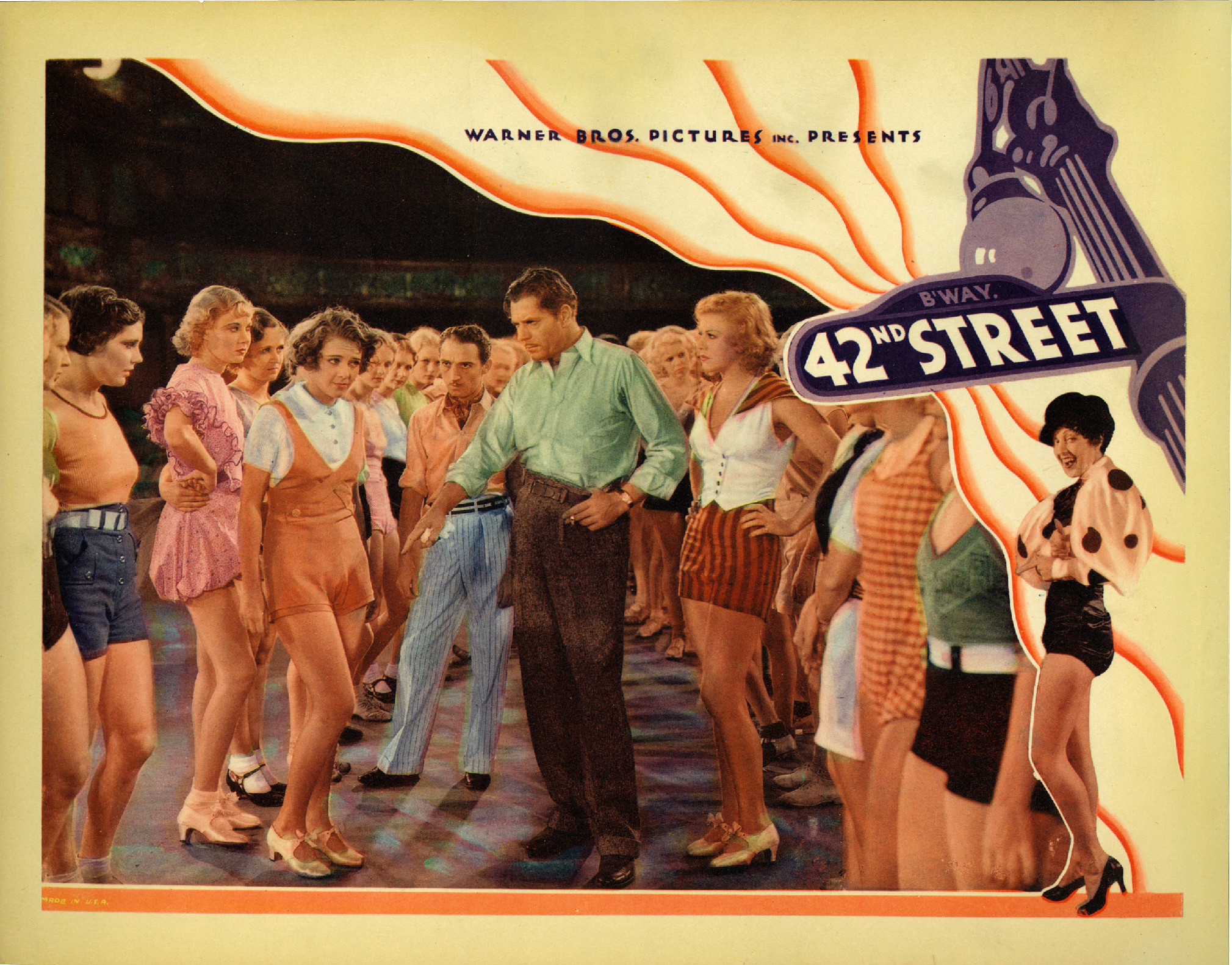
Tancerki ćwiczące w skąpych ubraniach w filmie Ulica szaleństw (1933) ilustrują urok tzw. musicalu „zakulisowego”

Kiedy filmy dźwiękowe stały się w Hollywood normą, tzw. musical „zakulisowy” był naturalnym tematem dla nowego medium. Dzięki niemu studia mogły nie tylko prezentować publiczności taniec oraz śpiew, z których prawdopodobnie większość nigdy wcześniej nie widziała musicalu scenicznego. Filmy musicalowe z okresu ery Pre-Code miały również tendencję do przedstawiania młodych i zgrabnych chórzystek, ubranych w skąpe, odsłaniające różne części ciała prowokacyjne stroje, które wciąż nie były normą na ulicach w owych czasach. Nawet jeśli uważano to za wykorzystanie kobiecego ciała, musicale z tej epoki na ogół nie były obraźliwe w przedstawianiu fizycznych zalet kobiecych; według Molly Haskell, autorki książki From Reverence to Rape: The Treatment of Women in the Movies (1987), miały one uroczystą oprawę, a spektakularne muzyczne numery opracowane przez Busby’ego Berkeleya cechowały się szczególnym humorem, dzięki czemu Berkeley unikał fetyszyzowania swoich wykonawczyń.

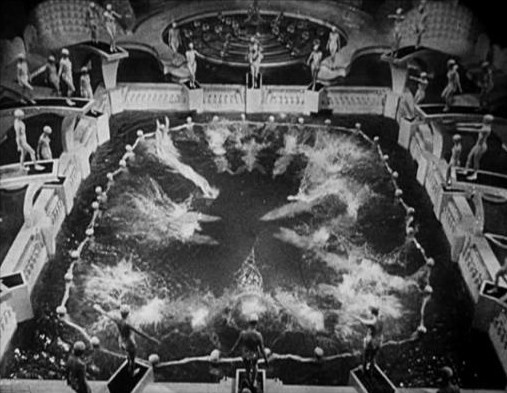
Utwór „By a Waterfall” z filmu Nocne motyle (1933) w ekstrawaganckim układzie choreograficznym Busby’ego Berkeleya podkreślał także talent muzyczny Jamesa Cagneya

Także mężczyźni występujący w chórach charakteryzowali się dobrą budową ciała, lecz mimo to nigdy nie zwrócili na siebie tak dużej uwagi, jak kobiety. Prócz oczywistego przejawu męskiego i żeńskiego potencjału seksualnego oraz towarzyszącemu mu flirtowi i zalotom, musicale z okresu ery Pre-Code ukazywały energię i witalność ich młodych wykonawców.
Przykładowe musicale z ery Pre-Code:

- Melodia Broadwayu (1929)
- Hollywood Revue (1929)
- Wesołe kobietki (1929)
- Lord Byron of Broadway (1930)
- Show Girl in Hollywood (1930)
- The Big Pond (1930)
- Good News (1930)
- Ulica szaleństw (1933)
- Poszukiwaczki złota (1933)
- Nocne motyle (1933)
- Tańcząca Wenus (1933)
- Going Hollywood (1933)
- Hips, Hips, Hooray! (1934)
- Wonder Bar (1934)
- Murder at the Vanities (1934)
- Dames (1934)
- Promenada miłości (1934)

## Horrory i science fiction

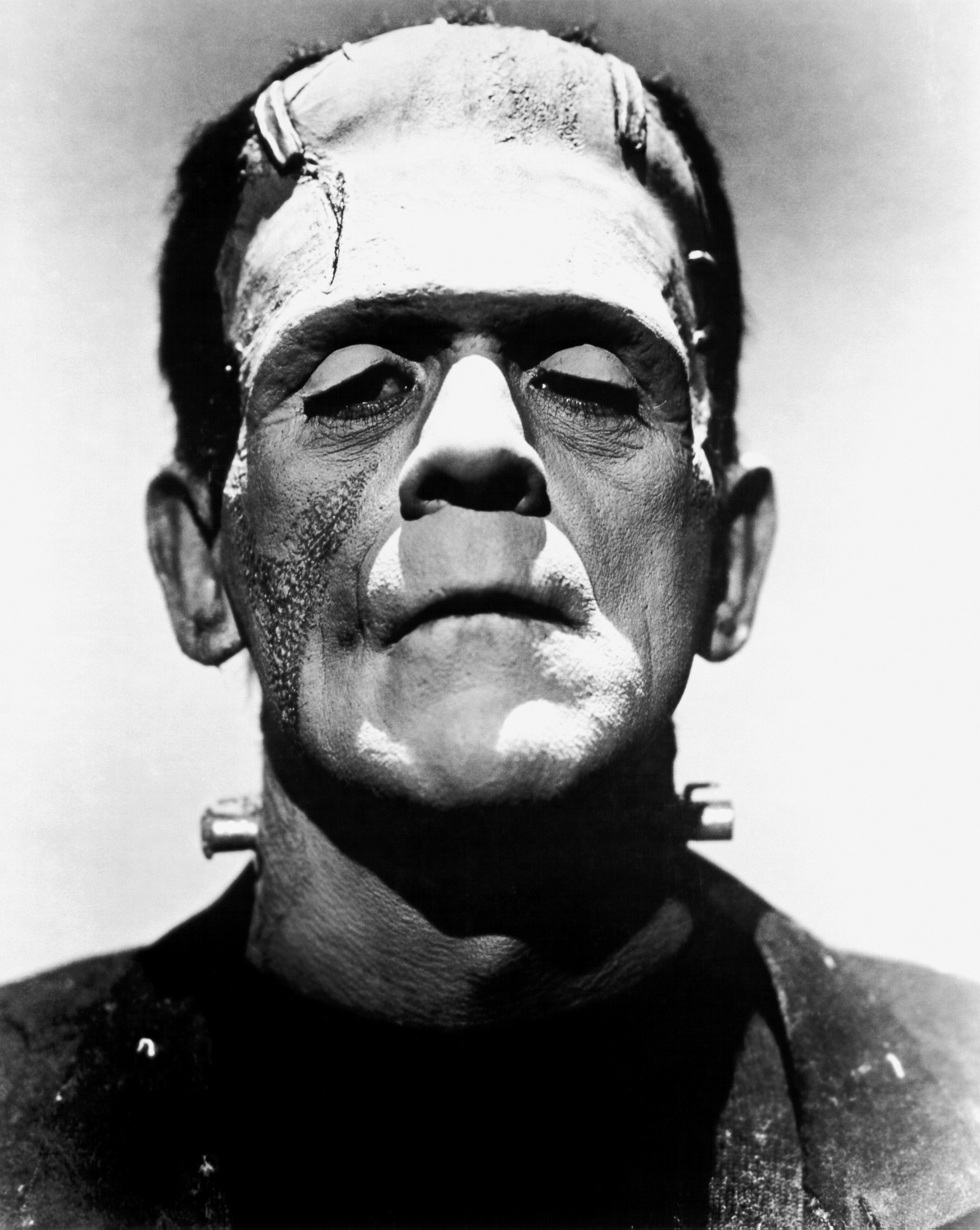
Boris Karloff jako Frankenstein na fotosie promocyjnym z horroru Narzeczona Frankensteina (1935). Brutalność stwora szokowała wielu ówczesnych widzów, podobnie jak oświadczenie naukowca: „Teraz wiem, jak to jest być Bogiem!”. Do czasów Narzeczonej Frankensteina kodeks był w pełni skuteczny

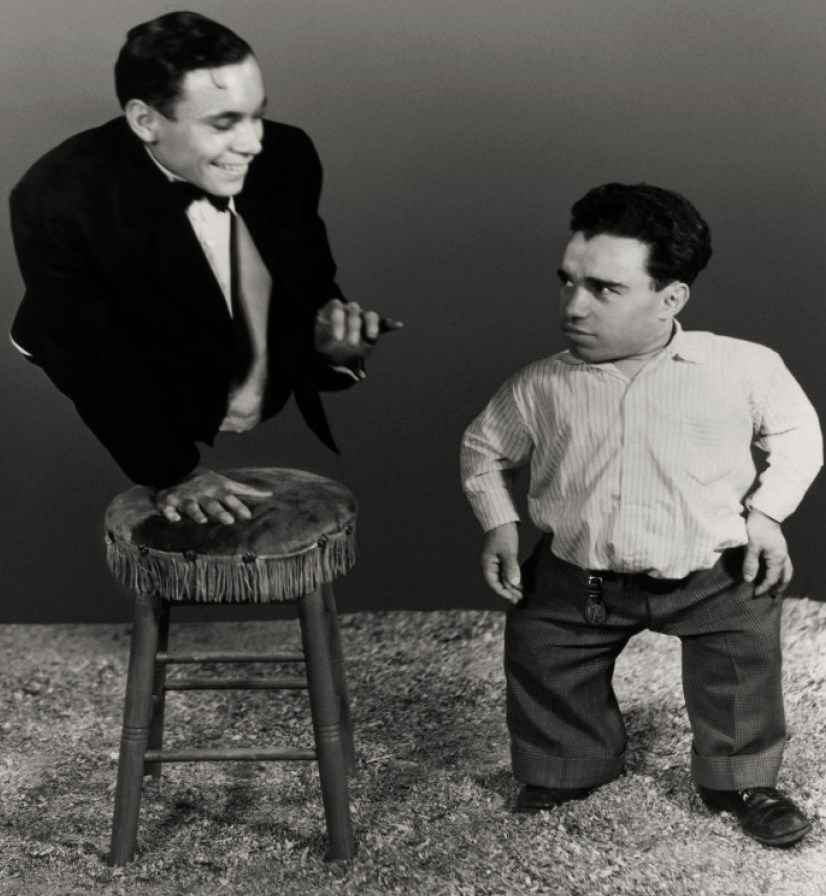
W filmie Dziwolągi (1932) wystąpiły osoby z deformacjami fizycznymi (na zdj. po lewej Johnny Eck). Film Broninga został poddany ponownemu zmontowaniu, aby dopasować go do wymogów stawianych przez ówczesną cenzurę

W przeciwieństwie do filmów erotycznych oraz kryminalnych, nieme horrory, mimo iż produkowano je w masowych ilościach, nie były przedmiotem dyskusji cenzorów ani działaczy społecznych. Dopiero po zastosowaniu dźwięku zaczęły wzbudzać kontrowersje. Dźwięk zapewniał „nastrojową muzykę i efekty, makabryczny dialog z przerażającym głosem i ofiarną dawkę mrożących krew w żyłach krzyków”, które potęgowały jego wpływ na odbiorców, a tym samym na obrońców moralności. Kodeks nie wspominał w swoich zapisach o scenach ukazujących makabrę, więc twórcy filmowi chętnie korzystali z powstałej luki. Stanowe rady cenzury nie miały ustalonych jasnych wytycznych, wobec czego mogły sprzeciwiać się wszystkim materiałom, które uznawano za nieprzyzwoite. Chociaż filmy takie jak Frankenstein (1931, reż. James Whale) i Dziwolągi (1932, reż. Tod Browning) wywołały duże kontrowersje w momencie wejścia na ekrany kin, zostały ponownie zmontowane, aby dostosować je do wymogów stawianych przez cenzorów.
W ocenie Doherty’ego koszmar filmowy, zawarty w rodzących się dopiero gatunkach horroru i science fiction, indukował indywidualny terror psychiczny w jego wcieleniach grozy, jednocześnie ucieleśniając grupowy terror socjologiczny w jego wykorzystaniu w produkcjach science fiction. Głównym rodzajem horroru w czasach ery Pre-Code było tzw. monster movie – ukazujące walkę człowieka z różnymi bestiami i potworami. Frankenstein i Dziwolągi były przykładami tego gatunku.
Cykle horrorów w erze Pre-Code były motywowane koniecznością finansową. Szczególnie Universal Pictures zainteresowało się produkcją filmów ze wspomnianego gatunku, czego przykładem mogą być Książę Dracula (1931, reż. Tod Browning) oraz Frankenstein, a ich sukces finansowy sprawił, że studio kontynuowało realizację, produkując Zabójstwa przy Rue Morgue (1932, reż. Robert Florey), Stary mroczny dom (1932, reż. James Whale) i Mumię (1932, reż. Karl Freund). Inne duże wytwórnie odpowiadały własnymi produkcjami. Podobnie jak w przypadku filmów kryminalnych, intensywny cykl horrorów był efemeryczny i zaczął osiągać słabe wyniki w box offisie pod koniec ery Pre-Code.
Podczas gdy przewodniczący SRC, Jason S. Joy przyznał, że Książę Dracula jest „całkiem zadowalający z punktu widzenia kodeksu”, przez co film nie miał większych problemów z dotarciem do kin, sytuacja z Frankensteinem była inna. W stanach Massachusetts, Nowy Jork i Pensylwania usunięto scenę, w której stwór nieumyślnie topi małą dziewczynkę, a także fragment dialogu nawiązującego do kompleksu na temat Boga wypowiadanego przez Wiktora Frankensteina. Zdecydowany sprzeciw wobec obrazu wyrażał stan Kansas. Stanowa komisja cenzury zażądała usunięcia 32 scen, których wycięcie spowodowałoby skrócenie długości czasu trwania filmu o połowę.
Wyprodukowany przez Paramount Doktor Jekyll i pan Hyde (1931, reż. Rouben Mamoulian) prezentował teorie freudowskie, cieszące się zainteresowaniem wśród ówczesnej społeczności. Fredric March wcielił się w tytułową postać, cierpiącą na zaburzenie dysocjacyjne tożsamości. Jekyll reprezentował spokojne superego, podczas gdy Hyde lubieżne id. Piosenkarka barowa – portretowana przez Miriam Hopkins – droczy się seksualnie z Jekyllem, pokazując mu część swoich nóg i biust. Joy twierdził, że scena ta została „wciągnięta w celu podekscytowania publiczności”. Film ten uważa się za „najbardziej zaszczytny horror okresu ery Pre-Code”. Wiele scen graficznych pomiędzy Hyde’em a Ivy (Hopkins) zostało wyciętych przez lokalnych cenzorów z uwagi na ich sugestywność. Motyw seksu był ściśle związany z horrorami w czasach ery Pre-Code. W filmie Zabójstwa przy Rue Morgue, będącym luźną adaptacją klasycznej noweli o tym samym tytule Edgara Allana Poego, Béla Lugosi wciela się w szalonego naukowca Mirakle, który torturuje i zabija kobiety, a następnie miesza ludzką krew z małpią podczas swoich eksperymentów. Jego cenny eksperyment, inteligentna małpa o imieniu Erik, włamuje się do okna mieszkania panny Camille L’Espanaye (Sidney Fox) na drugim piętrze, dokonując gwałtu na kobiecie.

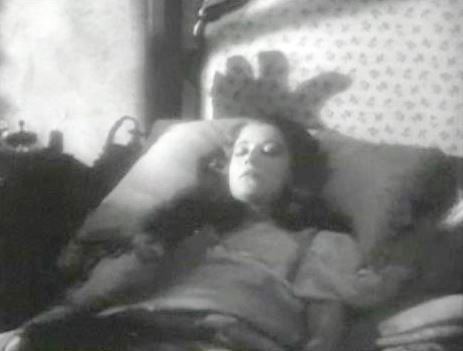
W scenie z filmu Zabójstwa przy Rue Morgue (1932) cień dłoni małpy pojawia się nad głową Camille (granej przez Sidney Fox), gdy wchodzi do jej pokoju. Doherty określał dalszy rozwój akcji mianem „międzygatunkowego skrzyżowania się ras”

Akcja filmu Dziwolągi rozgrywa się cyrkowym obozie, zamieszkałym przez grupę ludzi z różnymi nietypowymi deformacjami fizycznymi; na planie pojawiły się osoby z niedoborem wzrostu (karły), hermafrodyci, bliźniacy syjamscy oraz mężczyzna pozbawiony rąk i nóg, określany jako „żywy tors”. Fabuła przedstawiała losy karła Hansa (Harry Earles), który zakochuje się w akrobatce Kleopatrze (Olga Bakłanowa). Kobieta z premedytacją rozkochuje go w sobie, by potem wystawić na pośmiewisko. Gdy dowiaduje się, że mężczyzna jest dziedzicem dużej fortuny, wychodzi za niego za mąż i zamierza go otruć. Przeczuwając plan Kleopatry, pozostałe tytułowe „dziwolągi” planują zemstę na kobiecie. Mimo że cyrkowe dziwolągi były rozpoznawalne już na początku lat 30. XX wieku, to dopiero w filmie Browninga zostały pokazane na srebrnym ekranie. Reżyser filmował ich w długich ujęciach, w tym mężczyznę zwanego „żywym torsem”, rozpalającego zapałkę, a następnie trzymającego papierosa w ustach. Dziwolągom towarzyszyła nietypowa kampania marketingowa, w trakcie której zadawano liczne pytania o podtekście seksualnym; „czy bliźnięta syjamskie mogą się kochać?”, „jakiej płci jest pół kobieta i pół mężczyzna?” oraz „czy dorosła kobieta może pokochać karła?”. Film w reżyserii Browninga – w przeciwieństwie do wydanego rok wcześniej Frankensteina – nie wzbudził żadnych uwag w stanie Kansas, lecz w kilku innych, m.in. w Georgii, został odrzucony. Mimo to był sukcesem w box offisie.
W horrorze science fiction Wyspa doktora Moreau (1932, reż. Erle C. Kenton), opartego na motywach powieści o tym samym tytule pióra Herberta George’a Wellsa z 1896, Charles Laughton wcielił się w tytułową postać niebezpiecznego naukowca z kompleksem Boga. Prowadzi on na jednej z tropikalnych wysp eksperymenty dotyczące ewolucji, tworząc zmutowane potwory, w tym kobietę-panterę imieniem Lota (Kathleen Burke). Rozbitek Edward Parker (Richard Arlen) trafia na wyspę należącą do doktora Moreau, gdzie ma okazję obserwować jego kontrowersyjne eksperymenty. Gdy jest świadkiem wiwisekcji wykonywanej przez naukowca na jednej z bestii, usiłuje opuścić wyspę. Film kończy się śmiercią Loty, uratowaniem rozbitka i skandowaniem przez ludzi-bestii: „Czyż nie jesteśmy ludźmi?”. Moreau zostaje schwytany przez stworzone potwory, które następnie dokonują na nim wiwisekcji. Obraz Kentona opisywano jako „bogatszą wersję Dziwolągów”, ze względu na ceniony materiał źródłowy. Wells nie podzielał tych opinii i gardził nim za „przerażające ekscesy”. Został odrzucony przez 14 lokalnych rad cenzury w Stanach Zjednoczonych, a w Wielkiej Brytanii, gdzie uznano go za „przeciwnika natury”, był zakazany do 1958.

## Egzotyczne filmy przygodowe

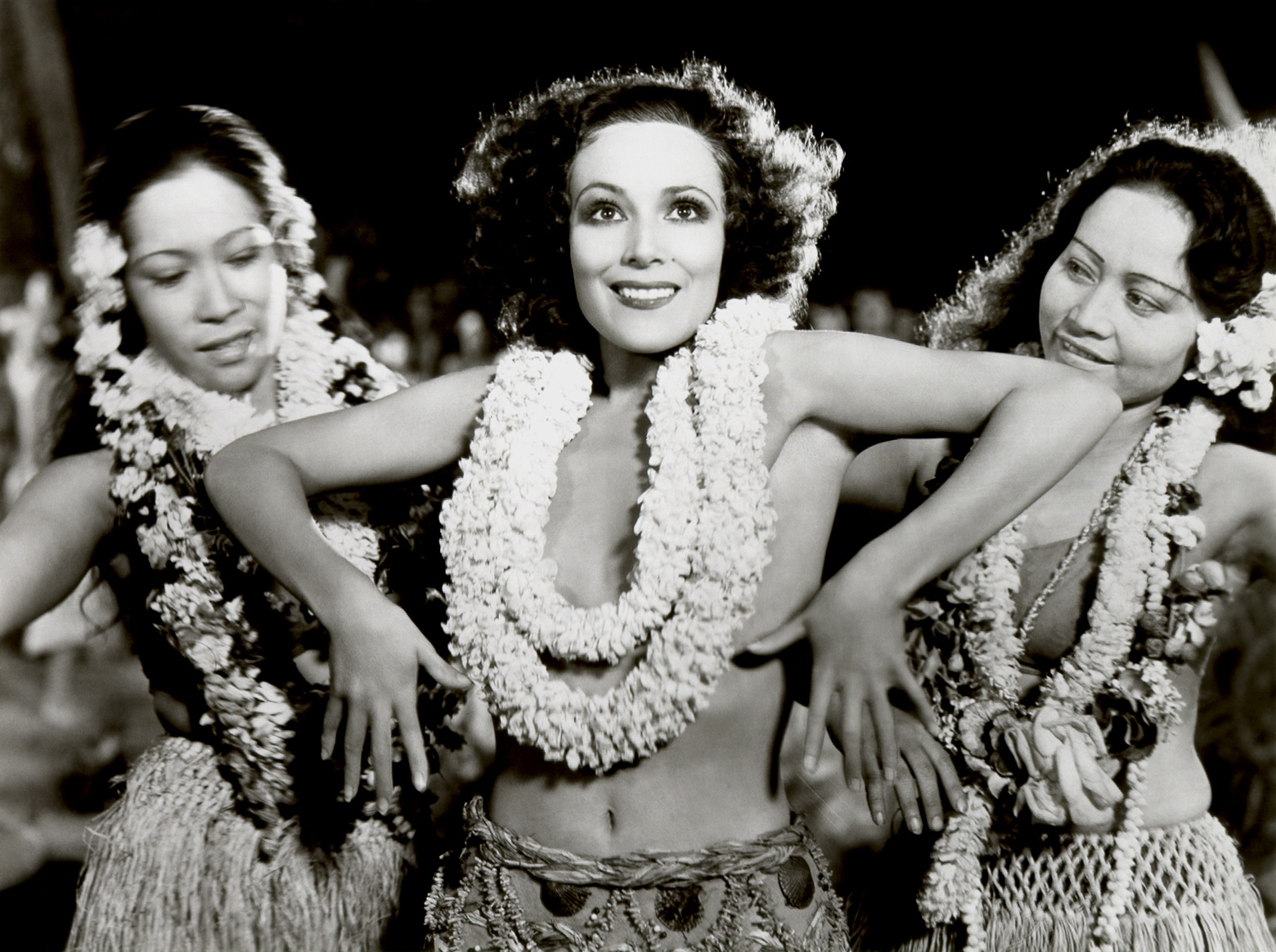
Dolores del Río tańczy prawie topless w filmie Rajski ptak (1932), który wywołał skandal w momencie premiery, z uwagi na scenę pływania nago z udziałem aktorki

Filmy z okresu ery Pre-Code zawierały ciągły, powracający motyw białego rasizmu. Na początku lat 30. studia realizowały serię produkcji, które miały zapewnić widzom poczucie egzotyki, eksploracji nieznanego oraz zakazanego. Zdaniem Doherty’ego filmy te często były nasycane urokiem seksu międzyrasowego. „Psychicznym rdzeniem tego gatunku jest dreszcz atrakcyjności seksualnej, groźba i obietnica krzyżowania ras” – przyznawał. Produkcje typu Africa Speaks! (1930, reż. Walter Futter) zostały wyreżyserowane, aby bezpośrednio reklamować je przez odniesienie do seksu międzyrasowego – widzowie na seansach otrzymywali małe paczki z napisem „tajne”, zawierające nagie zdjęcia czarnoskórych kobiet. Według Doherty’ego filmy te miały niewielką wartość edukacyjną jako portrety historycznych uwarunkowań, natomiast były pouczające w kwestii dotyczącej stosunku ówczesnego Hollywood do rasy i obcych kultur. Centralnym punktem kontrowersyjnego filmu przygodowego The Blonde Captive (1931, reż. Clinton Childs, Linus J. Wilson, Paul Withington, Ralph P. King), przedstawiającego historię uprowadzonej przez plemię aborygenów australijskich blond kobiety, nie było to, że została porwana, lecz fakt, że lubiła żyć wśród plemienia. Brak czarnoskórych postaci w filmach podkreślał ich status w prawach Jima Crowa.
W dramacie romantyczno-przygodowym Rajski ptak (1932, reż. King Vidor) biały amerykański mężczyzna (Joel McCrea) wdaje się w romans z Polinezyjką (Dolores del Río). Film wywołał skandal w momencie wydania, ze względu na scenę ukazującą pływanie nago z udziałem del Río.
Biały protagonista z filmu przygodowego Człowiek-małpa (1932, reż. W.S. Van Dyke) jest „królem [Afrykańskiej] dżungli”. Tarzan (Johnny Weissmuller) jest półnagą istotą, a jego atrakcyjność wynika ze sprawności fizycznej. W trakcie filmu ratuje on Jane Parker (Maureen O’Sullivan), która następnie mdleje w jego ramionach. Gdy jej ojciec James Parker (C. Aubrey Smith) ostrzega ją, że „nie jest taki jak my”, córka jako kontrargument odpowiada: „jest biały”. W sequelu Miłość Tarzana (1934, reż. Cedric Gibbons) bohaterka O’Sullivan występowała w jednej ze scen w skąpym stroju. Pełniący funkcję dyrektora ds. public relations (PR) w MPPDA, Joseph Breen poinformował Haysa, że film został odrzucony z powodu ujęć, w których „dziewczyna została pokazana całkowicie nago”. Po protestach złożonych przez Irvinga Thalberga z MGM, komisja odwoławcza stanęła po stronie Breena, a kontrowersyjną sekwencję wycięto. Według źródeł MGM wydało film z trzema różnymi wariantami spornej sceny (pierwszy przedstawiał O’Sullivan w przepasce na biodra, drugi topless, a trzeci nago).

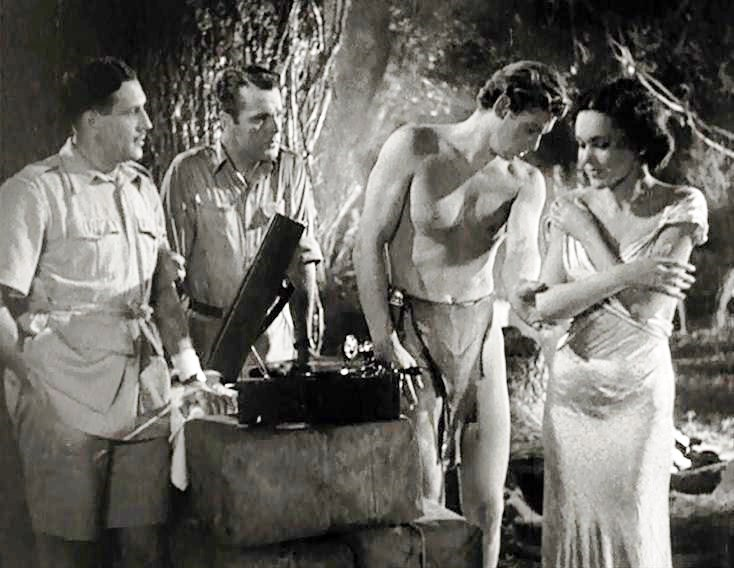
Kadr z filmu Miłość Tarzana (1934). Wskutek interwencji cenzorów z filmu usunięto sekwencję, przedstawiającą Maureen O’Sullivan nagą, lecz według źródeł MGM wydało film z trzema różnymi wersjami spornej sceny

Postacie etniczne zostały przedstawione wbrew stereotypom w dramacie Massacre (reż. Alan Crosland). Główny bohater (Richard Barthelmess) jest rdzennym Amerykaninem, który występuje w przedstawieniach wodewilowych Wild West Show w pełnym indiańskim stroju, by na końcu programu założyć garnitur oraz mówić amerykańskim sloganem. Ma on czarnoskórego lokaja, który jest nietypowo inteligentny; w ocenie Doherty’ego postać ta udaje głupka, popadając, kiedy jej to pasuje, w stereotypową, tępą umysłowo postać „murzyna”, zamiast być autentycznie nieinteligentnym.
Filmy takie, jak Szanghaj Ekspres (1932, reż. Josef von Sternberg), Maska Fu Manchu (1932, reż. Charles Brabin) oraz Gorzka herbata generała Yen (1933, reż. Frank Capra) badały egzotykę Dalekiego Wschodu – wykorzystując w głównych rolach białych aktorów, a nie Azjatów. Z racji tego, że biali aktorzy często wyglądali absurdalnie w makijażach „żółtych twarzy”, udając Azjatów, studia obsadzały we wszystkich rolach Azjatów białych aktorów, rezygnując z makijażu. Stereotyp żółtego niebezpieczeństwa dominował w przedstawianiu azjatyckich postaci, prawie zawsze będących złoczyńcami – profesor Yunte Huang, autor książki The Untold Story of the Honorable Detective and His Rendezvous with American History (2010), uważał, że jedynymi przykładami azjatyckich postaci przedstawianych w pozytywnym świetle w Hollywood w owych czasach byli chińsko-amerykański detektyw Charlie Chan i jego nieudolny, zamerykanizowany „Syn Numer Jeden” Lee (Keye Luke). Amerykańska aktorka chińskiego pochodzenia Anna May Wong, w udzielonym w 1933 wywiadzie magazynowi „Film Weekly”, odniosła się do kwestii rozpowszechniania stereotypu żółtego niebezpieczeństwa w Hollywood:

Dlaczego na ekranie Chińczycy zawsze są czarnym charakterem? I to takim brutalnym czarnym charakterem – morderczym, perfidnym, niczym wąż w trawie! Nie jesteśmy tacy. Jak moglibyśmy być, mając cywilizację, która jest wielokrotnie starsza od Zachodniej?

W filmie przygodowym z elementami horroru i science fiction Maska Fu Manchu Boris Karloff wcielił się w niebezpiecznego chińskiego naukowca i gangstera doktora Fu Manchu, pragnącego odnaleźć miecz i maskę Czyngis-chana, które pozwolą mu posiadać kontrolę nad „niezliczoną ilością hord” Azjatów oraz poprowadzić ich do bitwy przeciwko Zachodowi. W ocenie Doherty’ego Manchu jest typem seksualnego dewianta, angażującego się w rytualne tortury i posiadającego okultystyczne moce. Z kolei według Huanga film w kilku momentach zdaje się sugerować, że Manchu jest zaangażowany w kazirodczy związek ze swoją córką Fah Lo See (Myrna Loy), odtwarzając tym samym główny motyw związany z obawami przed żółtym niebezpieczeństwem – rzekomej nienormalności seksualnej Azjatów.

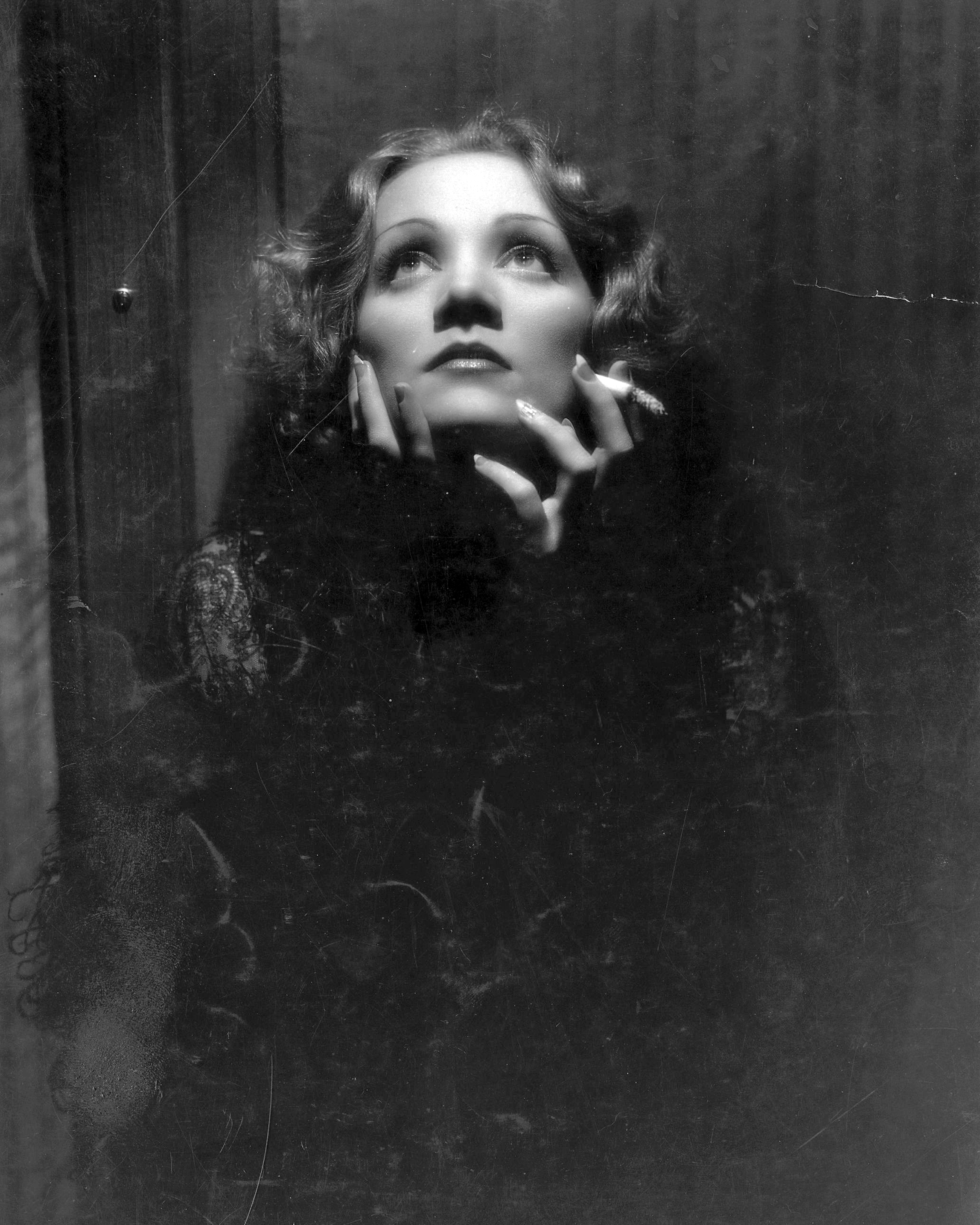
Marlene Dietrich w kadrze z filmu Szanghaj Ekspres (1932), który przedstawiał obawę dominacji żółtego niebezpieczeństwa nad Zachodem

Chińskiego generała Henry’ego Changa (Warner Oland) z filmu Szanghaj Ekspres przedstawiono nie tylko jako Eurazjatę, ale też jako posiadającego groźną aseksualność, umieszczającą go poza konwencjonalnie zdefiniowanym światem zachodniej seksualności i porządku rasowego, czyniąc go niebezpiecznym dla postaci z Zachodu, które wziął jako zakładników, udowadniając, że jest okrutnym przywódcą. Mimo iż Chang jest eurazjatą, odczuwa dumę ze swojej chińskiej schedy, odrzucając amerykańską, co potwierdza jego wschodnią tożsamość. Akcja filmu rozgrywa się w 1931, w czasie chińskiej wojny domowej (1927–1949). Na pokładzie pociągu ekspresowego, mającego odbyć podróż z Pekinu do Szanghaju, znajdują się pasażerowie wielu narodowości z Zachodu. Sytuacja komplikuje się, gdy miejscowi rebelianci, którym przewodzi Chang, uprowadzają pociąg. Gina Marchetti – autorka książki Romance and the Yellow Peril: Race, Sex, and Discursive Strategies in Hollywood Fiction (1994), zwraca uwagę, że film wskazuje na to, iż Chang jest biseksualistą, zdolnym dopuścić się napaści seksualnej zarówno na prostytutkę Madeline / Shanghai Lily (Dietrich), jak i kapitana Donalda Harveya (Clive Brook). Gdy niemiecki przemytnik opium Erich Baum (Gustav von Seyffertitz) znieważa Changa, dowódca popełnia na nim „symboliczny gwałt”, poprzez czerpanie satysfakcji seksualnej z możliwości oznakowania go rozgrzanym do czerwoności pogrzebaczem. Zdaniem Marchetti po tym jak niegdyś dumny Baum został oznakowany (co może być symbolem niewolnictwa), staje się zastraszony oraz uległy wobec Changa, który teraz w pewnym sensie go „posiada” – co z kolei odzwierciedla ostateczny strach przed żółtym niebezpieczeństwem, że ludzie Zachodu zostaną niewolnikami Wschodu i jej wypaczonej seksualności. Następnie Chang dokonuje rzeczywistego gwałtu na Hui Fei (Anna May Wong). W ocenie autorki książki pragnienie Changa, aby oślepić Harveya (poza tym, że jest dosłowne), jest również metaforą kastracji, która nawet pod bardziej obowiązującym w 1932 liberalnym kodeksem, byłaby tematem tabu. W wyraźnym kontekście do niejasnej seksualności chińskiego dowódcy, kapitan armii brytyjskiej Donald Harvey jawi się w filmie jako heteroseksualny, wytrzymały żołnierz z głęboką i romantyczną tendencją, który udowodnił swą męskość w okopach I wojny światowej, prezentując model zachodniej męskości i siły.

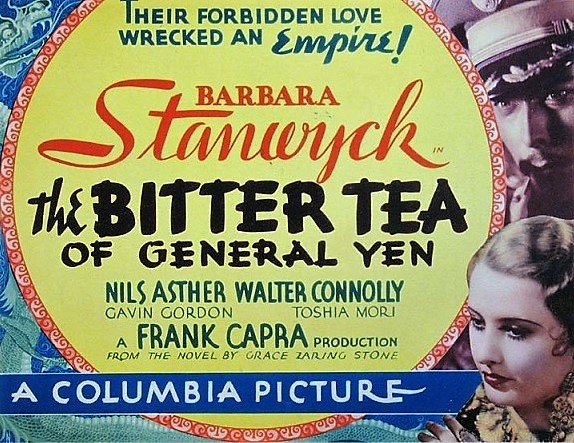
Kartka promocyjna z filmu Gorzka herbata generała Yen (1933)

Film von Sternberga kilkukrotnie sugeruje, że Lily i Fei są zaangażowane w poważniejszą relację niż tylko zwykła przyjaźń. (Fei nosi obcisły qipao, przykuwający uwagę Lily). Kiedy pod koniec bohaterka portretowana przez Dietrich wybiera Harveya jako swojego kochanka, świadczy to, zdaniem Marchetti, o jego męskim zachodnim seksapilu, który „wybawia” Lily z życia w roli prostytutki. Autorka zwracała uwagę, że poprzez postać Changa film wykorzystywał stereotyp żółtego niebezpieczeństwa, będący w pewnym stopniu podważany przez Fei, której płacz po zgwałceniu ukazywał elementy człowieczeństwa, pozwalające współczuć bohaterce. Fei jest kurtyzaną, na którą wszystkie zachodnie postacie spoglądają z pogardą – z wyjątkiem Lily – z powodu jej rasy oraz wykonywanego zawodu. Mimo tego to Fei ratuje Harveya przed oślepieniem, zabijając Changa. W ten sposób kobieta odzyskuje szacunek do samej siebie, którego pozbawił jej chiński przywódca, dopuszczając się gwałtu na niej.
W dramacie Franka Capry Gorzka herbata generała Yen Barbara Stanwyck wcieliła się w rolę narzeczonej asystenta misjonarza, która przybywa do rozdartych wojną domową Chin. Gdy kobieta ulega wypadkowi, tytułowy generał Yen (Nils Asther) zabiera ją do swojej siedziby, chcąc uczynić z niej swoją konkubinę. Film przełamywał precedens, ukazując międzyrasową historię miłosną. Caprze do tego stopnia podobał się scenariusz filmu, że zlekceważył on złamanie kalifornijskiego (oraz 29 innych stanów) prawa, dotyczącego zawiłych relacji pomiędzy różnymi rasami. W trakcie realizacji autor zdjęć Joseph Walker przetestował nową technikę, którą nazwał Variable Diffusion, dzięki czemu film nakręcono za pomocą obiektywu miękkorysującego.

## Kroniki filmowe i dokumenty

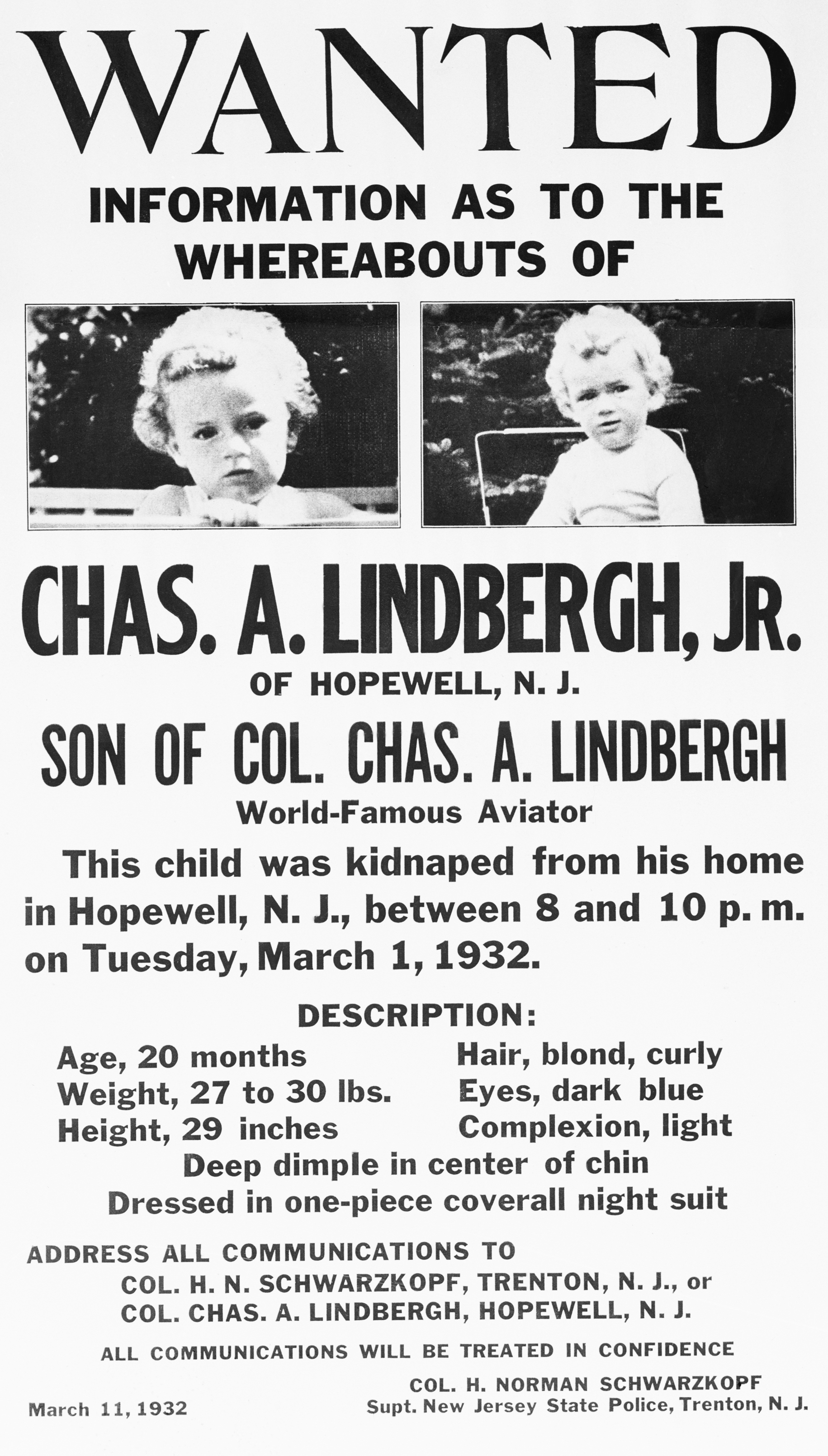
Porwanie kilkunastomiesięcznego syna Charlesa Lindbergha z marca 1932 było najbardziej wstrząsającą sprawą emitowaną w kronikach filmowych w okresie ery Pre-Code

Od 1904 do 1967, kiedy to telewizja przejęła inicjatywę, kroniki filmowe poprzedzały filmy. We wczesnych latach filmu dźwiękowego trwały one około 8 minut i zawierały najważniejsze wydarzenia, a także urywki ze światowych historii. Aktualizowane dwa razy w tygodniu przez pięć największych wytwórni filmowych stały się dochodowym przedsięwzięciem; w 1933 kroniki filmowe uzyskały w box offisie przychód rzędu 19,5 miliona dolarów przy nakładach poniżej 10 milionów dolarów. Wprowadzenie technologii dźwiękowej pod koniec lat 20. spowodowało, że w kronikach zaczął występować narrator; jednym z pierwszych był Graham McNamee, który często opowiadał znane już publiczności dowcipy, jednocześnie przedstawiając akcję na ekranie. Wkrótce w Stanach Zjednoczonych utworzono 12 kin z kronikami filmowymi. Najbardziej znanym był znajdujący się na nowojorskim Broadwayu Embassy Newsreel Theater, o pojemności 578 miejsc. Prezentował on czternaście 45–50 minutowych programów dziennie, od wczesnych godzin porannych do północy. Obiekt był znany z intelektualnej i wnikliwej publiczności, spośród której część w ogóle nie uczęszczała do kina.
Najbardziej wstrząsającą informacją z okresu ery Pre-Code była sprawa porwania kilkunastomiesięcznego synka pilota Charlesa Lindbergha i jego żony Anne Morrow Lindbergh z 1 marca 1932. Ponieważ chłopczyk był znany opinii publicznej przed porwaniem, wydarzenie to wywołało głęboki szum medialny; relacje prasowe, w ocenie Doherty’ego były najbardziej intensywne od czasów I wojny światowej, na bieżąco informowały o przebiegu akcji. Kroniki filmowe zawierały zdjęcia rodzinne z udziałem niemowlęcia – był to pierwszy taki przypadek, w którym prywatne fotografie podano do opinii publicznej, oraz liczne apele skierowane do widzów z prośbą o dostarczanie wszelkich informacji, mogących przyczynić się do rozwiązania sprawy. 12 maja 1932 zwłoki chłopczyka odnaleziono niecałe pięć mil od domu Lindberghów. Chociaż kroniki filmowe omawiały najważniejsze tematy dnia, prezentowały również historie wzbudzające zainteresowanie ludzi (jak na przykład cieszący się zaciekawieniem reportaż na temat narodzin pięcioraczek Dionne w 1934) oraz wiadomości ze świata rozrywki, czasami bardziej szczegółowo niż pilne sprawy polityczne i społeczne.

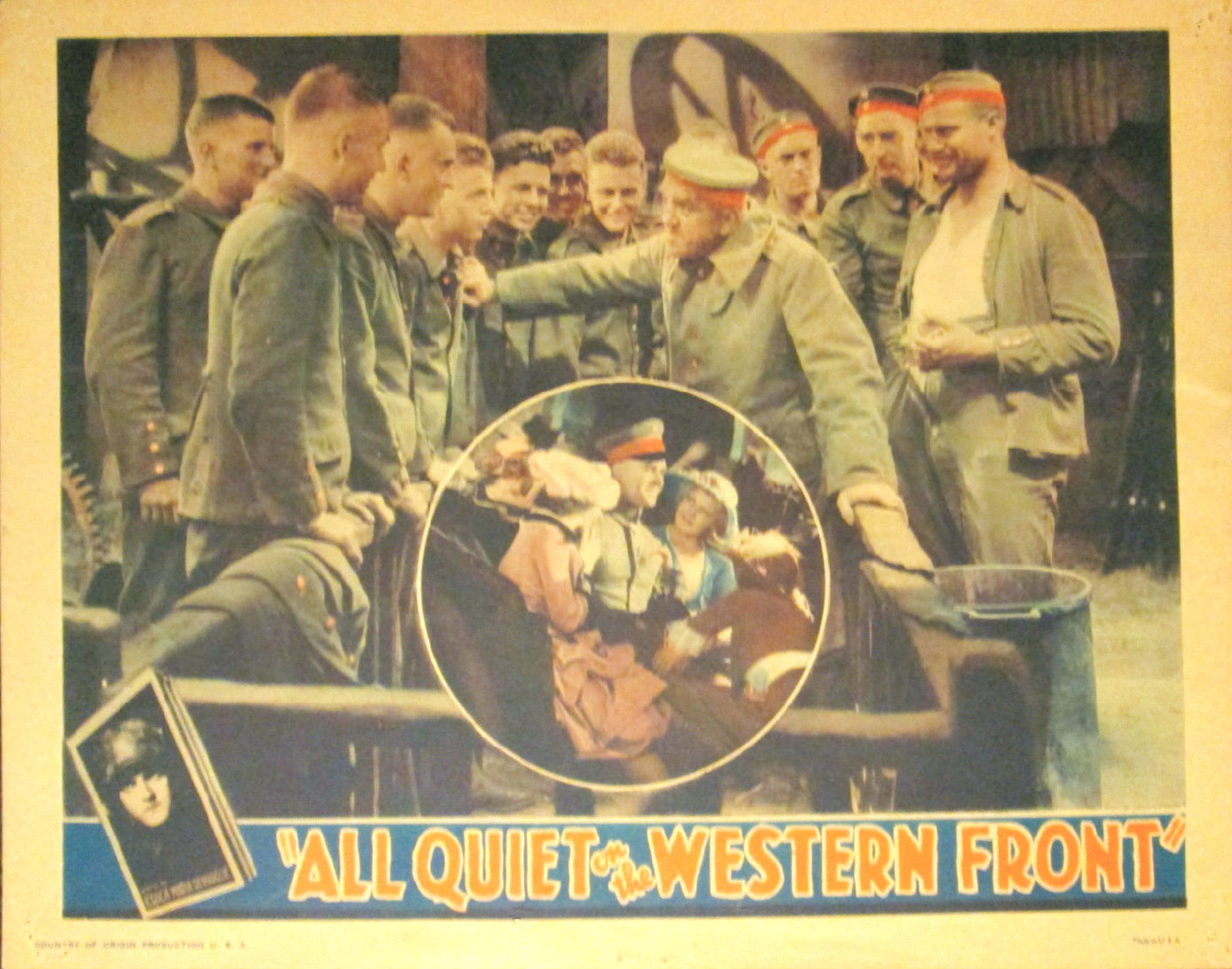
Film Na Zachodzie bez zmian (1930, reż. Lewis Milestone) jako jeden z pierwszych ukazywał okrucieństwa I wojny światowej. Był chwalony przez społeczeństwo za swoje humanitarne i antywojenne przesłanie

Niemal wszystkie ważne ceremonie oraz wydarzenia publiczne, które zrealizowano dla kronik filmowych w erze dźwięku, były zainscenizowane, a w niektórych przypadkach nawet odtworzone. Jednym z przykładów niedokładności historycznej była sytuacja, w której sprawujący urząd prezydenta Stanów Zjednoczonych Franklin Delano Roosevelt podpisał ważną ustawę, lecz jeden z członków jego gabinetu został odwołany jeszcze przed rozpoczęciem rekonstrukcji na potrzeby kroniki, wobec czego w materiale przedstawiono to wydarzenie bez jego obecności w momencie podpisywania dokumentu przez głowę państwa, chociaż w rzeczywistości był on obecny na uroczystości. Kroniki filmowe z udziałem Roosevelta zostały zainscenizowane, aby zamaskować jego kuśtykanie, spowodowane chorobą Heinego-Medina.
Złapane między chęć przedstawiania dokładnych oraz bezpośrednich wiadomości, a potrzebę utrzymania publiczności w nastroju sprzyjającemu nadchodzącej rozrywce, kroniki filmowe często łagodziły trudności, z jakimi Amerykanie borykali się we wczesnych latach wielkiego kryzysu. W szczególności przychylnie potraktowany przez Hollywood został Roosevelt – wszystkie pięć największych wytwórni do końca 1933 wyprodukowało serię krótkich kronik z jego udziałem, wychwalających programy rządowe i społeczne. Prezydent był naturalny przed kamerą. Kroniki filmowe odegrały kluczową rolę w sukcesie jego pierwszej kampanii i miały istotny wpływ na utrzymujące się na wysokim poziomie zaufanie społeczne w trakcie pełnienia urzędu. Roosevelt został opisany przez „Variety” jako „Barrymore Kapitolu”.
I wojna światowa była jednym z głównych tematów wykorzystywanych przez reżyserów, którzy na jej temat zrealizowali serię filmów dokumentalnych: The Big Drive (1933), World in Revolt (1933), This is America (1933) i Hell’s Holiday (1933). Filmowcy tworzyli również pełnometrażowe dokumenty poświęcone innym zakątkom ziemskiego globu i tematom, w tym o lasach deszczowych w Amazonii, rdzennych Amerykanach oraz wyspach na Pacyfiku. Korzystając z ludzkiej dociekliwości i chęci podglądania, realizowano dokumenty o różnych plemionach, przedstawiano w nich ziemie nietknięte przez nowoczesność oraz miejsca, których nigdy wcześniej nie wykorzystano na potrzeby przemysłu filmowego. Produkcje te miały uspokoić Amerykanów z czasów wielkiego kryzysu, pokazując im trudniejsze warunki do życia, niż sami ówcześnie mieli. Produkowano również dokumenty na temat wypraw arktycznych – 90° South, With Byrd at the South Pole, 1930 – i o Czarnej Afryce, będących autorstwa pary podróżników Martina i Osy Johnsonów.
Niektóre filmy dokumentalne o eksploatacji rzekomo przedstawiały rzeczywiste wydarzenia, ale zamiast tego były inscenizowane. Najbardziej znanym z nich był Ingagi (1931, reż. William S. Campbell), w którym utrzymywano, że pokazuje rytuał, podczas którego afrykańskie kobiety były oddawane gorylom jako niewolnice seksualne, co okazało się nieprawdą. Został on zrealizowany głównie w Los Angeles przy użyciu miejscowych czarnoskórych zamiast tubylców. Douglas Fairbanks kpił z fałszerstwa wielu filmów dokumentalnych z czasów ery Pre-Code, co przedstawił w swojej parodii W 80 minut dookoła świata z Douglasem Fairbanksem (1931), wyreżyserowanej wspólnie z Victorem Flemingiem. W jednej ze scen sfilmował siebie samego walczącego z wypchaną lalką tygrysa, a następnie z dywanikiem ze skóry tygrysa. Przeciwieństwem tych filmów był dziennik podróży, który był pokazywany przed filmami fabularnymi i służył jako krótka, przesłodzona forma turystyki filmowej.

## Początek ery kodeksu

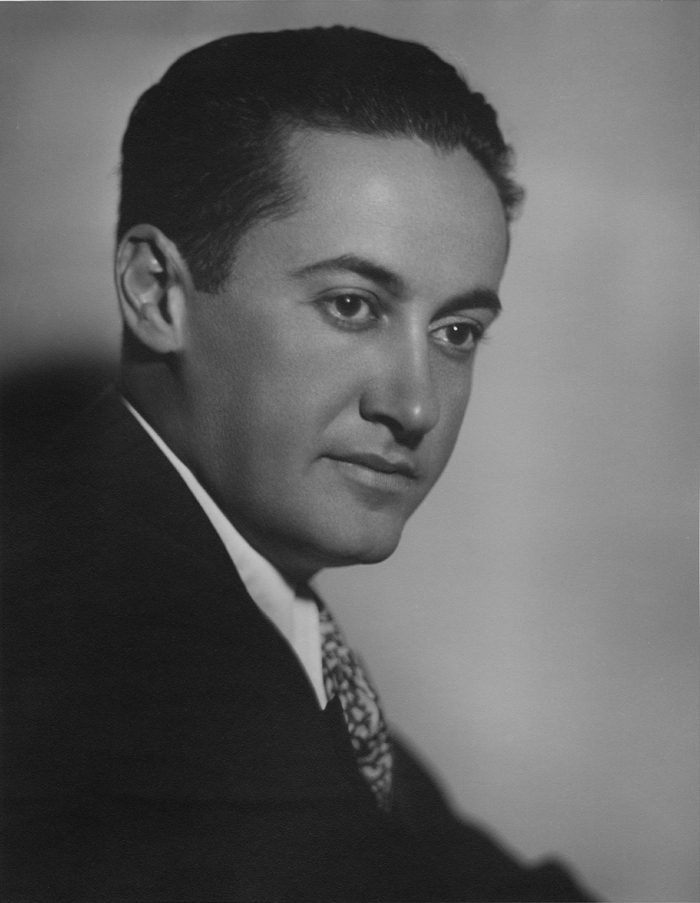
Irving Thalberg, jeden z trzech autorów opracowanej w 1927 listy Don’ts and Be Carefuls

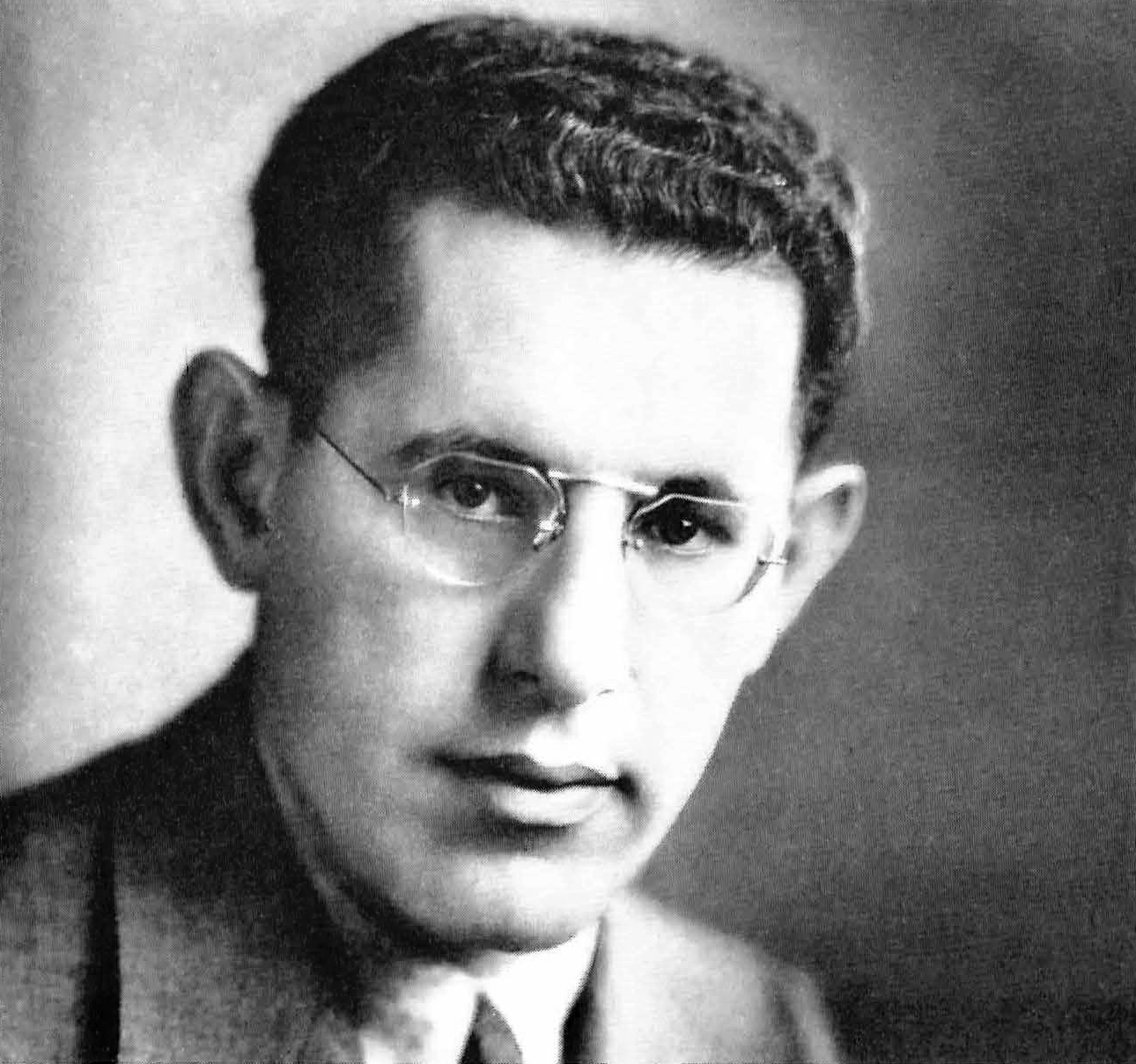
Sol M. Wurtzel, jeden z trzech autorów listy Don’ts and Be Carefuls

### PropozycjaDon’ts and Be Carefuls
W 1927, za sugestią Haysa, Irving Thalberg ze studia MGM, Sol M. Wurtzel z Fox Film i E.H. Allen z Paramount Pictures wspólnie opracowali listę nazwaną Don’ts and Be Carefuls, która wyszczególniała kilka kluczowych punktów:
Wśród rzeczy objętych bezwzględnym zakazem przedstawiania na dużym ekranie znalazły się:

- słowa użyte jako wulgaryzmy: „Bóg”, „Lord”, „Jezus”, „Chrystus” (wolno wypowiadać je z czcią w związku z odpowiednimi ceremoniami religijnymi), „piekło”, „cholera” i „o Boże”;
- każda rozwiązła lub sugestywna nagość;
- nielegalny handel narkotykami;
- wszelkie wnioski dotyczące wypaczeń seksualnych;
- białe niewolnictwo (w odniesieniu do zniewolenia seksualnego białych kobiet);
- intymne stosunki międzyrasowe (między osobami białymi a czarnoskórymi);
- higiena płciowa i choroby weneryczne;
- sceny ukazujące rzeczywisty poród;
- dziecięce narządy płciowe;
- ośmieszanie duchowieństwa;
- umyślne przestępstwo wobec jakiegokolwiek narodu, rasy lub wyznania

Wśród rzeczy co do których zalecano szczególną ostrożność oraz wyeliminowanie wszelkiej sugestywności i wulgarności znalazły się:

- używanie symboli narodowych;
- stosunki międzynarodowe (unikanie prezentowania w niesprzyjającym świetle religii, historii, instytucji, wybitnych ludzi i obywateli innego kraju);
- podpalanie;
- użycie broni palnej;
- kradzież, rabunek, kasiarze oraz wysadzenie budynków, kopalń, pociągów itp.;
- brutalność i możliwa makabryczność;
- technika popełniania morderstwa dowolną metodą;
- metody dotyczące przemytu;
- third degree (zadawanie bólu, fizycznego lub psychicznego, w celu wydobycia zeznań lub oświadczeń);
- rzeczywiste wieszanie lub rażenie prądem jako prawne kary za popełnione przestępstwo;
- współczucie dla przestępców;
- stosunek do postaci publicznych i instytucji;
- podżeganie;
- jawne okrucieństwo wobec dzieci i zwierząt;
- znakowanie ludzi lub zwierząt;
- handel kobietami lub sprzedawanie przez nich dziewictwa;
- gwałt lub usiłowanie gwałtu;
- pierwszy (lub pierwszy oficjalnie uznany) akt stosunku płciowego między dwojgiem ludzi, po zawarciu przez nich małżeństwa;
- mężczyzna i kobieta razem w łóżku;
- umyślne uwodzenie dziewcząt;
- instytucja małżeństwa;
- operacje chirurgiczne;
- zażywanie narkotyków;
- tytuły lub sceny dotyczące egzekwowania prawa lub funkcjonariuszy organów ścigania;
- nadmierne lub zbyt lubieżne pocałunki; szczególnie gdy jedna lub druga osoba jest przestępcą

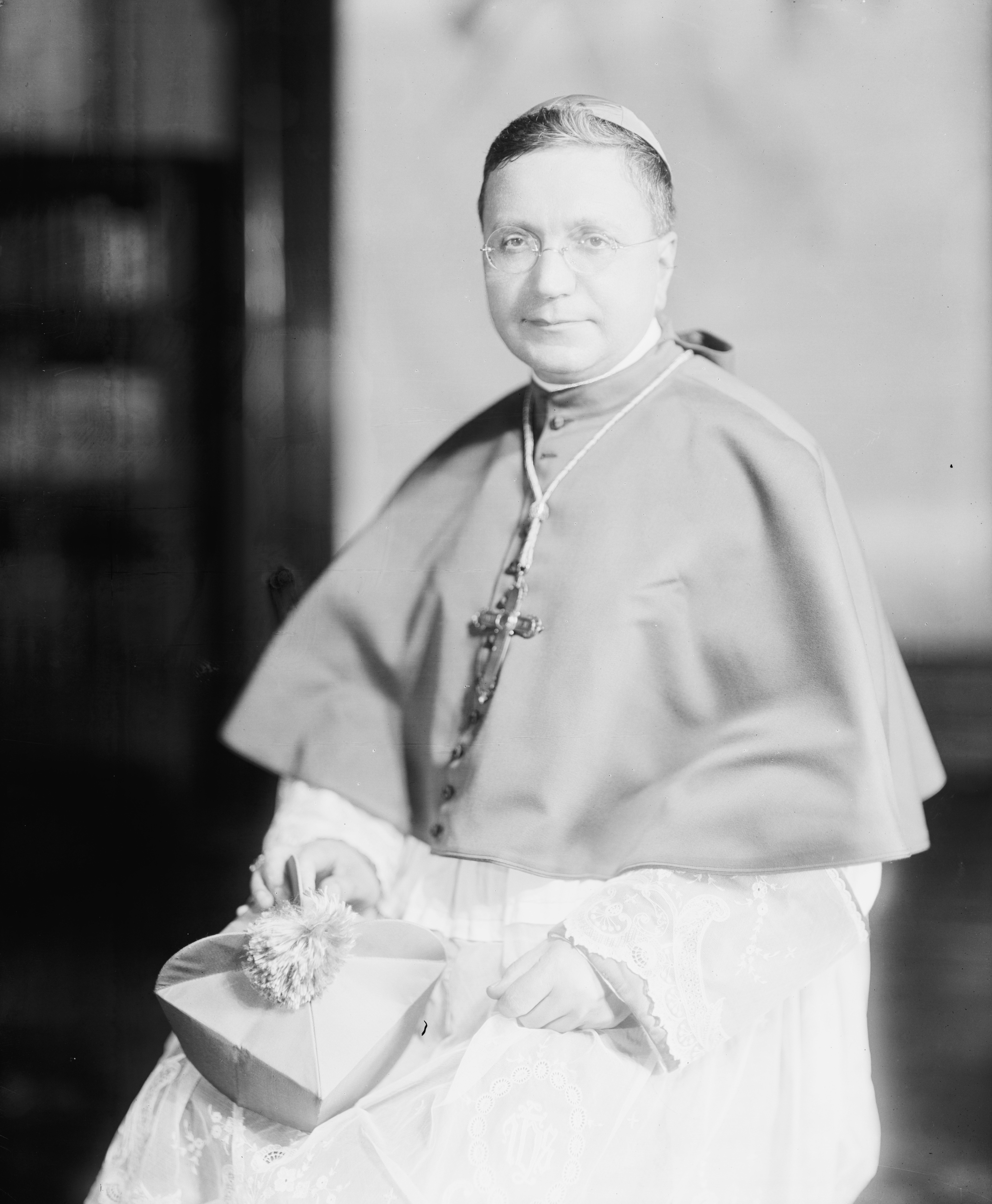
Amleto Giovanni Cicognani, inicjator buntu przeciw rosnącej niemoralności w amerykańskich filmach w pierwszej połowie lat 30. XX wieku

Filmy z ery Pre-Code zaczęły wywoływać oburzenie wśród różnych grup religijnych, niektórych protestantów, a w szczególności u rzymskokatolickich obrońców moralności. Włoski kardynał Amleto Giovanni Cicognani, pełniący funkcję delegata apostolskiego w Stanach Zjednoczonych, wezwał amerykańskich katolików do jedności i zdecydowanego przeciwstawienia się rosnącej niemoralności w tamtejszym kinie. Konsekwencją prowadzonych przez niego działań było utworzenie w 1933 Katolickiego Legionu Przyzwoitości, kierowanego przez wielebnego Johna T. McNicholasa (rok później przemianowanego na Legion Przyzwoitości), aby móc kontrolować oraz egzekwować standardy przyzwoitości, a także bojkotować filmy, których treść uważano za obraźliwą. Legion stworzył własną skalę oceniania filmów, zaczynającą się od „nieszkodliwych”, a kończącą na „potępionych”, czyli takich, których oglądanie było grzechem. Deklaracja przystąpienia do Legionu Przyzwoitości brzmiała:

Pragnę dołączyć do Legionu Przyzwoitości, który potępia niegodziwe i szkodliwe filmy. Łączę się ze wszystkimi, którzy protestują przeciwko nim, jako poważnemu zagrożeniu dla młodzieży, życia rodzinnego, kraju i religii. Absolutnie potępiam te lubieżne filmy, które wraz z innymi poniżającymi agencjami niszczą moralność publiczną i promują manię seksualną w naszym kraju… Biorąc pod uwagę całe to zło, obiecuję trzymać się z dala od wszystkich filmów, z wyjątkiem tych, które nie obrażają przyzwoitości i chrześcijańskiej moralności.

Legion Przyzwoitości zachęcił kilka milionów amerykańskich katolików do przyłączenia się do bojkotu, pozwalając lokalnym przywódcom religijnym określić, przeciwko którym produkcjom mają zaprotestować. Konserwatywni protestanci zazwyczaj popierali większość sankcji – szczególnie tych na Południu Stanów Zjednoczonych, gdzie nie można było przedstawiać niczego mającego związek z relacjami międzyrasowymi. Mimo że Central Conference of American Rabbis (CCAR; pol. Centralna Konferencja Amerykańskich Rabinów) przyłączyła się do protestu, był to niespokojny sojusz, biorąc pod uwagę liczną obecność dyrektorów i producentów pochodzenia żydowskiego, co, jak się wydawało, zainspirowało przynajmniej część zjadliwej krytyki ze strony grup katolickich.
Hays sprzeciwiał się bezpośredniej cenzurze, uważając ją za „nieamerykańską”. Twierdził, że chociaż w jego ocenie było kilka produkcji „niegustownych”, współpraca z twórcami była lepszym rozwiązaniem niż bezpośredni nadzór, a filmy nie stanowiły szkody dla dzieci. Wyrażał przekonanie, że istotniejszym problemem od powszechnego lekceważenia kodeksu były trudne czasy ekonomiczne, wywierające „ogromną presję komercyjną”. Legion Przyzwoitości negatywnie oceniał jego działania i wypowiedzi. W lipcu 1934 członkowie organizacji bezskutecznie domagali się ustąpienia Haysa ze stanowiska, którego wpływy osłabły, a faktyczną kontrolę przejął Joseph Breen.
Fundacja Payne Fund została utworzona w 1927 przez Frances P. Bolton w celu zbadania wpływu literatury brukowej na dzieci. Payne Fund Studies było serią ośmiu książek, publikowanych w latach 1933–1935, szczegółowo opisujących pięcioletni okres badań ukierunkowanych na wpływ kina na dzieci. Zyskały one znaczący rozgłos, stając się istotnym powodem do zmartwień Haysa, który twierdził, że niektóre filmy mogą zmienić „tę najświętszą rzecz, umysł dziecka… ta czysta, dziewicza rzecz, ten nienaznaczony stan” i „ponoszą tę samą odpowiedzialność, tę samą dbałość o rzecz, którą nałożyłby na nią najlepszy duchowny lub najbardziej inspirujący nauczyciel”. Mimo początkowego odbioru badania dowiodły, że wpływ kina jest nieszkodliwy i różni się – w zależności od wieku oraz pozycji społecznej – a filmy wzmocniły istniejące przekonania odbiorców. Odpowiedzialna za sfinansowanie badań The Motion Picture Research Council (MPRC; pol. Rada ds. Badań Filmowych), kierowana przez honorowego wiceprezydenta Sarę Roosevelt, nie była zadowolona. „Alarmistyczne podsumowanie” wyników napisane przez Henry’ego Jamesa Formana zamieszczono na łamach prestiżowego w owych czasach kobiecego magazynu „McCall’s”. Książka Formana – Our Movie Made Children – opublikowała wyniki Payne Found, podkreślając bardziej negatywne aspekty.

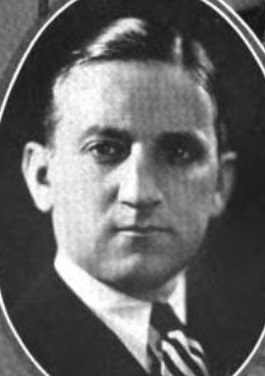
Raymond Joseph Cannon, autor ustawy nadającej amerykańskiemu rządowi uprawnienia do nadzorowania tamtejszego przemysłu filmowego

Jeden z członków biura Haysa określał relacje ze środowiskiem społecznym, powstałym w wyniku promocji publikacji Payne Fund i protestów religijnych, mianem „stanu wojny”. Wiele amerykańskich magazynów, w tym m.in. „The Atlanta Journal-Constitution”, „Boston American”, „Chicago Daily News”, „Daily News”, „New York Daily Mirror” i „New York Post”, w ostrym tonie krytykowało studia filmowe. Omawiając decyzję Sądu Najwyższego z 1915, historyk filmu Gregory D. Black argumentował, że wysiłki reformatorów mogłyby zostać zmniejszone, gdyby „twórcy filmowi byli gotowi produkować filmy dla konkretnych odbiorców [jedynie dorośli, rodzina, bez dzieci]…, ale wpływowi ludzie z branży chcieli lub potrzebowali największego możliwego rynku”.
W 1932 nastąpił istotny krok w kierunku objęcia pełnej kontroli nad amerykańskim przemysłem filmowym przez rząd. W połowie 1934, gdy kardynał Denis Dougherty z Filadelfii wezwał do katolickiego bojkotu wszystkich filmów, a członek Izby Reprezentantów Stanów Zjednoczonych, Raymond Joseph Cannon prywatnie przygotował projekt ustawy, popierany zarówno przez demokratów, jak i republikanów, nadający rządowi uprawnienia nadzorujące przemysł, studia filmowe uznały, że mają dość. Dokonały one ponownej reorganizacji procedur, dając Haysowi i nowo mianowanemu Breenowi – gorliwemu katolikowi i szefowi Production Code Administration (PCA) – większą kontrolę nad cenzurą. Studia zgodziły się na rozwiązanie komitetu odwoławczego i nakładanie kary grzywny w wysokości 25 tys. dolarów na każdego, kto produkował, dystrybuował oraz wyświetlał dany film bez zgody PCA. Hays pierwotnie zatrudnił Breena w 1930, pracującego w public relations, aby odpowiadał za reklamę kodeksu, cieszącego się uznaniem w środowisku katolików. Stojący do 1932 na czele SRC Jason S. Joy zaczął pracować wyłącznie dla 20th Century Fox, a Jamesa Wingate’a pominięto na korzyść Breena w grudniu 1933.
Breen, który zajmował się cenzurowaniem filmów, miał początkowo antysemickie uprzedzenia (uważał, że Żydzi są „prawdopodobnie ziemską szumowiną”). Kiedy zmarł w 1965, branżowy „Variety” stwierdził: „Bardziej niż jakakolwiek pojedyncza osoba kształtował moralną posturę amerykańskiego filmu”. Chociaż wpływ Legionu Przyzwoitości na skuteczniejsze egzekwowanie kodeksu jest niekwestionowany, trudniej ocenić jego oddziaływanie na ogólną populację. Badania przeprowadzone przez Haysa po wdrożeniu w życie kodeksu wykazywały, że publiczność postępowała odwrotnie niż zalecenia Legionu. Za każdym razem, gdy organizacja protestowała przeciwko danemu filmowi, oznaczało to wzrost sprzedaży biletów. Nieprzychylne wyniki badań Hays utajnił – opublikowano je dopiero wiele lat później. W przeciwieństwie do dużych miast, bojkoty w mniejszych miejscowościach były skuteczniejsze, a właściciele kin uskarżali się na nękania, będące wynikiem wystawiania przez nich filmów uważanych za lubieżne.
Wielu aktorów i aktorek – w tym Barbara Stanwyck, Clark Gable oraz Edward G. Robinson – kontynuowało kariery po wprowadzeniu kodeksu, w przeciwieństwie do Ruth Chatterton (przeprowadziła się do Anglii w połowie lat 30.) i Warrena Williama (zmarł w 1948), którzy wyróżniali się w okresie Pre-Code, a później ich nazwiska zostały zapomniane.

## Skutki kodeksu

### System oceniania przez MPAA
Po decyzji studia z 1 lipca 1934, władzę nad cenzurą filmową sprawował Breen. Pojawił się on w serii kronik filmowych, promujących nowy porządek w biznesie, zapewniając Amerykanów, że przemysł filmowy zostanie oczyszczony z „wulgarności” oraz „tandetności”, a produkcje będą „żywą i zdrową rozrywką”. Od tej pory wszystkie scenariusze musiały być zatwierdzane przez PCA, a kilka filmów wyświetlanych w kinach zostało wycofanych.
Pierwszym filmem ocenzurowanym przez Breena na etapie produkcji był romantyczny komediodramat Mężowie do wyboru (1934, reż. W.S. Van Dyke) z Clarkiem Gable’em i Joan Crawford w rolach głównych. Mimo że niezależni producenci początkowo zarzekali się, iż „nie myślą o panu Breenie, ani o niczym co on reprezentuje”, w ciągu miesiąca zmienili swoje stanowisko. Główne studia filmowe wciąż były właścicielami większości odnoszących sukcesy w kraju kin, a szefowie wytwórni – wśród nich Harry Cohn z Columbia Pictures, zgodzili się zaprzestać produkowania nieprzyzwoitych filmów. W kilku dużych miastach publiczność gwizdała przed rozpoczęciem seansu, gdy na ekranie pojawiała się pieczęć produkcyjna. Kościół katolicki wyrażał zadowolenie, a papież Pius XI stwierdził, że amerykański przemysł filmowy „uznał i przyjmuje na siebie odpowiedzialność wobec społeczeństwa”. Legion Przyzwoitości nie potępił żadnego filmu wyprodukowanego przez MPPDA w latach 1936–1943.
Zwolennicy kodeksu, wśród nich m.in. branżowy „Motion Picture Herald”, publicznie tłumaczyli, że wzrost dochodów i poprawa sytuacji materialnej kilku studiów był dowodem na to, że wspomniany kodeks działa. Innym zbiegiem okoliczności, działającym na korzyść zwolenników, był fakt, że wielu znanych przestępców, takich, jak Baby Face Nelson, Bonnie i Clyde oraz John Dillinger, zostało złapanych i zabitych przez policję wkrótce po przejęciu władzy przez PCA. Zwłoki banitów prezentowano w kronikach filmowych w całym kraju, obok Ala Capone i Machine Gun Kelly’ego, przebywających w więzieniu w Alcatraz. Do pozytywnych aspektów egzekwowania kodeksu należały pieniądze zaoszczędzone przez studia na edytowaniu, wycinaniu i modyfikowaniu produkcji w celu uzyskania zgody od różnych organów państwowych. Szacuje się, że rocznie oszczędzano kwoty rzędu milionów dolarów. Zaczęto promować serię „zdrowszych” filmów familijnych z udziałem m.in. Shirley Temple.

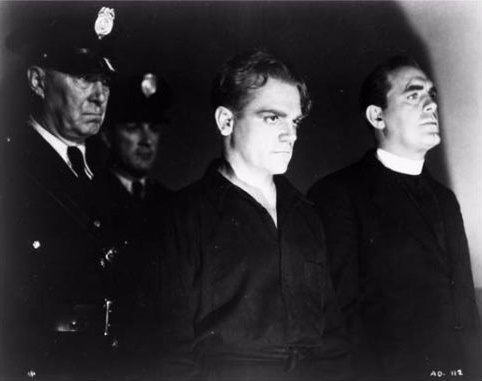
James Cagney (w środku, kadr z filmu Aniołowie o brudnych twarzach; 1938) był zmuszony do redefinicji swojego wizerunku ekranowego wraz z objęciem nadzoru nad cenzurą filmową przez PCA w 1934

Wiele czołowych gwiazd filmowych, jak James Cagney na nowo zdefiniowało swoje wizerunki ekranowe. Aktor wcielał się w szereg patriotów, a wykreowany przezeń gangster w filmie Aniołowie o brudnych twarzach (1938, reż. Michael Curtiz) celowo zachowywał się jak tchórz przed egzekucją, aby młodzież, która na niego patrzyła, nie mogła go podziwiać. Breen neutralizował też Groucho Marxa, eliminując większość jego żartów, bezpośrednio odnoszących się do seksu, chociaż niektóre z nich przechodziły niezauważone w filmach braci Marx z okresu Pre-Code. W sferze politycznej, produkcje typu Pan Smith jedzie do Waszyngtonu (1939, reż. Frank Capra), gdzie główny bohater kreowany przez Jamesa Stewarta usiłuje zmienić amerykański system od wewnątrz – potwierdzając jednocześnie jego podstawowe wartości – stanowił jaskrawy kontrast z filmem Gabriel Over the White House (1933), w którym to dyktator był potrzebny do uleczenia Stanów Zjednoczonych.
Niektóre filmy z okresu ery Pre-Code poniosły nieodwracalne szkody w wyniku intensywnych działań cenzury po 1934. Gdy studia próbowały ponownie wydać produkcje z lat 20. i wczesnych 30., zostały zmuszone do znacznych cięć i modyfikacji. Produkcje takie, jak Mata Hari (1931, reż. George Fitzmaurice) z Gretą Garbo, Arrowsmith (1931, reż. John Ford) z Ronaldem Colmanem, Końskie pióra (1932, reż. Norman Z. McLeod) z braćmi Marx, Shopworn (1932, reż. Nick Grinde) z Barbarą Stanwyck czy Dr. Monica (1934, reż. William Keighley) z Kay Francis, istnieją współcześnie jedynie w ocenzurowanych wersjach. Wiele innych filmów przetrwało w pierwotnych wersjach, ponieważ były zbyt kontrowersyjne, aby móc wydać je ponownie, czego przykładem jest kryminał Sokół maltański (1931, reż. Roy Del Ruth); dekadę później powstała jego nowa wersja pod tym samym tytułem (w głównej roli wystąpił Humphrey Bogart), dlatego też nigdy nie edytowano ich negatywów. W przypadku kontrowersyjnego filmu studia Warner Bros. Convention City (1933, reż. Archie Mayo) z Joan Blondell, uznawanego współcześnie za zaginiony, nastąpiło wycofanie go z kin po przejęciu kontroli nad cenzurą przez PCA w 1934. Pojawiały się spekulacje mówiące o tym, że wszelkie negatywy i odbitki zostały zniszczone pod koniec lat 30. przez Jacka L. Warnera – nowsze badania dowodzą, że znajdował się on w archiwach do 1948, kiedy to został wyrzucony z uwagi na rozkład azotanów.
Określana przez Breena jako „kompensująca wartość moralną” maksyma była taka, że „każdy temat musi zawierać przynajmniej wystarczającą ilość dobra w danej historii, aby zrekompensować i przeciwdziałać wszelkiemu złu, które się z tym wiąże”. Hollywood może przedstawiać złe zachowanie, ale tylko wtedy, jeśli zostanie wytępione do końca filmu, „winni poniosą karę, a grzesznicy dostaną szansę odkupienia”.
Doherty podsumowywał praktyczne skutki działania kodeksu w następujących słowach:

Jednak nawet dla moralnych strażników poświęcenia Breena cenzura filmowa może być trudnym zadaniem. Obrazy muszą zostać wycięte, dialogi dograne lub usunięte, a wyraźne przesłania i subtelne implikacje usunięte z tego, co żargon krytyki filmowej nazywa «diegezą». Mówiąc najprościej, diegeza to świat filmu, wszechświat zamieszkiwany przez bohaterów istniejących w pejzażu kina. Elementy «diegetyczne» są doświadczane przez bohaterów filmu i [zastępczo] przez widza; elementy «niediegetyczne» są postrzegane wyłącznie przez widza. […] Zadaniem cenzora filmowego jest patrolowanie diegezy, wypatrywanie obrazów, języków i znaczeń, które powinny zostać wygnane ze świata filmu. […] Najłatwiejszą częścią zadania jest łączenie kropek i łączenie tego, co z nazwy jest zakazane wizualnie i słownie. […] Większym wyzwaniem jest praca nad analizą tekstu i rehabilitacją narracji, która dostrzega i przekierowuje ukryte lekcje i znaczenia moralne.

## Po erze kodeksu
Kodeks nadal był egzekwowany, ale w latach poprzedzających II wojnę światową studia hollywoodzkie zaczęły się martwić, że jego przestrzeganie znacząco zmniejszy ich zagraniczne zyski z Europy. Jednocześnie Hays ostrzegał przed wykorzystywaniem filmów do celów propagandowych.
Hays ustąpił w 1945, po 24 latach pełnienia funkcji głównego cenzora Hollywood, ale pozostał doradcą. Jego następca, Eric Johnston, zmienił nazwę stowarzyszenia na  Motion Picture Association of America (MPAA). W 1956 nadzorował pierwszą poważną korektę kodeksu od czasu jego powstania w 1930. Zmiana ta pozwoliła na specjalne traktowanie niektórych tematów, które były wcześniej zakazane, w tym aborcji i zażywania narkotyków, o ile były one „w granicach dobrego smaku”. Jednocześnie poprawki dodały szereg nowych ograniczeń do kodeksu, w tym zakazanie przedstawiania bluźnierstwa i zabójstw z litości w filmach.
Johnston zmarł w 1963. Po trzyletnich poszukiwaniach na następcę wybrano Jacka Valentiego, byłego doradcę prezydenta Lyndona B. Johnsona. W listopadzie 1968 zastąpił on kodeks systemem dobrowolnych ocen filmów, aby ograniczyć cenzurę hollywoodzkich produkcji oraz zapewnić rodzicom informacje o przydatności filmów dla dzieci. Oprócz troski o ochronę dzieci, Valenti stwierdził w swojej autobiografii, że dążył do tego, aby amerykańscy filmowcy mogli produkować filmy, jakie chcieli, bez cenzury istniejącej na mocy kodeksu, który obowiązywał od 1934. System ocen przeszedł pewne korekty, ale pozostaje w mocy.

## Współczesne pokazy i wydania domowe

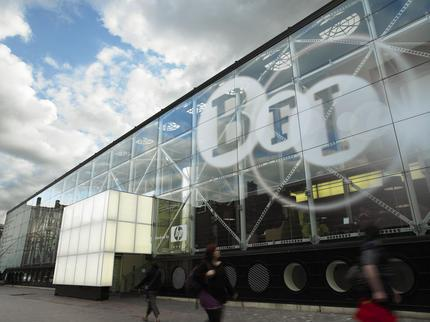
BFI Southbank – miejsce, w którym w 2014 zorganizowano program o historii ery Pre-Code

W latach 80. Bruce Goldstein, programista nowojorskiego Film Forum, zorganizował pierwsze festiwale filmowe z udziałem produkcji z okresu ery Pre-Code. Goldstein jest uznawany przez krytyka filmowego z San Francisco w Kalifornii Micka LaSalle za osobę, która wprowadziła termin „Pre-Code” do powszechnego użytku. Od lutego 2008 Uniwersytet Kalifornijski w Los Angeles (UCLA) przeprowadzał w Billy Wilder Theater at the Hammer Museum pokazy filmów z czasów ery Pre-Code pod tytułem Universal Preservation: Pre-Code Films From the Universal and Paramount Libraries, prezentując produkcje, których nie oglądano od dziesięcioleci, i które nie były dostępne w żadnych wydaniach domowych. Z kolei w 2014 Brytyjski Instytut Filmowy (BFI) zorganizował w BFI Southbank program pod tytułem Hollywood Babylon: Early Talkies Before the Censors, przypominając historię ery Pre-Code i przeprowadzając retrospekcję filmów z tego okresu.
W latach 90. wytwórnia MGM wydała na płytach laserdisc (LD) i VHS-ach kolekcję filmów z czasów ery Pre-Code pod tytułem The Forbidden Hollywood Collection, zawierającą następujące tytuły: Nasze roztańczone córki (1928), Our Modern Maidens (1929), Madam Satan (1930), Big Business Girl (1931), Blonde Crazy (1931), Dance, Fools, Dance (1931), Illicit (1931), Nocna pielęgniarka (1931), Beauty and the Boss (1932), Blessed Event (1932), Dziwna miłość Molly Louvain (1932), The Purchase Price (1932), Scarlet Dawn (1932), Skyscraper Souls (1932), They Call It Sin (1932), Three on a Match (1932), Żona z drugiej ręki (1932), Baby Face (1933), Employees’ Entrance (1933), Ex-Lady (1933), Female (1933), Havana Widows (1933), Heroes for Sale (1933), Ladies They Talk About (1933), Lady Killer (1933), Wybuchowa blondynka (1933) oraz I’ve Got Your Number (1934).
Warner Home Video wydawało na DVD serię kolekcji filmów z ery Pre-Code, m.in. w latach 2006 i 2008–2009. W kwietniu 2009 Universal Pictures Home Entertainment wydało box set Pre-Code Hollywood Collection: Universal Backlot Series.